# Prè
Prè (pron. /ˈprɛ/; Pre /ˈpre/ in ligure) è un quartiere del centro storico di Genova. Era anticamente uno dei sestieri in cui era suddivisa la città di Genova e confinava a levante con quello della Maddalena, a ponente con quello di San Teodoro e a nord con quello di San Vincenzo.
Compreso in seguito nella ex-circoscrizione Prè-Molo-Maddalena, che riuniva in un'unica entità amministrativa i tre quartieri più antichi del centro storico, Prè è oggi una unità urbanistica del Municipio I Centro-Est.
Situato a ridosso dell'area portuale più antica, è probabilmente il più conosciuto tra i quartieri storici del capoluogo ligure. La zona di via Prè, che con il suo intrico di vicoli offriva opportunità di protezione e fuga, nel secondo dopoguerra divenne emblema di una piccola criminalità che viveva soprattutto di contrabbando di sigarette, prostituzione e ricettazione.
Il quartiere dagli anni novanta è sottoposto a profondi lavori di restauro e conservazione degli stabili.

## Descrizione del quartiere

### Toponimo
L'origine del nome deriva da praedia (poderi) o Borgus Praedis, termine con il quale è nominato in alcuni documenti risalenti al 1131, perché in quell'epoca era ancora una zona prettamente agricola.

### Territorio

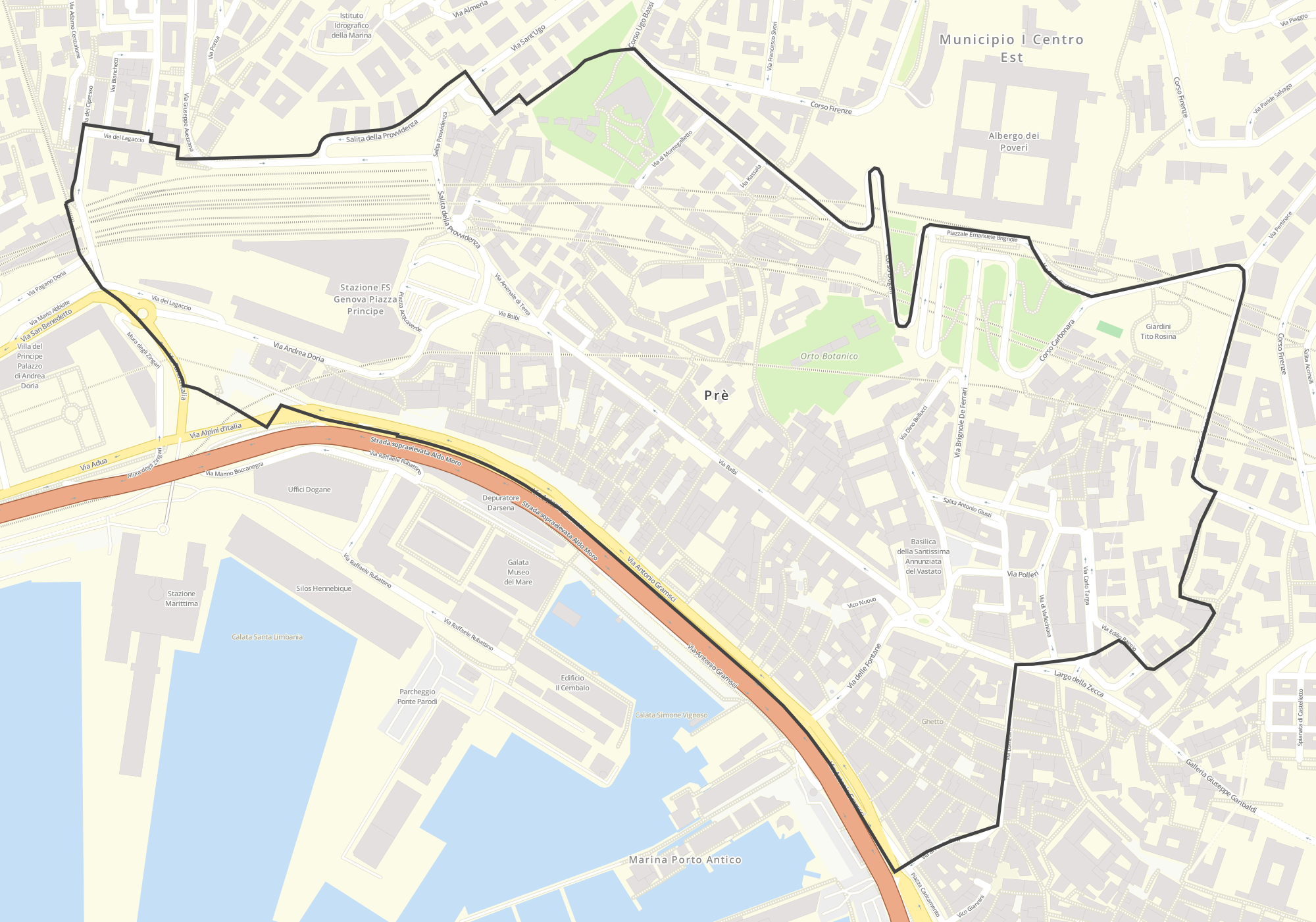
Il confine della unità urbanistica di Prè su mappa derivata da dati OpenStreetMap

L'"unità urbanistica" di Prè occupa l'area più occidentale del Municipio I Centro Est, compresa tra le mura del Barbarossa e la cinta muraria cinquecentesca. Comprende tuttavia anche una porzione del centro storico all'interno della cinta muraria più antica, quella ad ovest di via al Ponte Calvi e via Lomellini, che ha il suo asse in via del Campo e che, pur trovandosi all'interno della cinta muraria “del Barbarossa” ancora nel XII secolo era una proprietà fondiaria coltivata a orti e vigneti appartenente alla chiesa di San Siro.
Da un punto di vista più strettamente geografico il quartiere occupa la parte più a valle dei bacini dei rivi S. Ugo, S. Brigida e Carbonara ed è delimitato a ponente dal rio S. Tomaso (o Lagaccio) e a levante dal rio Fossatello. Tutti questi piccoli rivi scorrono oggi interamente coperti sotto le strade del quartiere.
Prè confina a ponente con S. Teodoro, a nord con il Lagaccio, a nord-est le unità urbanistiche di Carbonara e S. Nicola dell'ex circoscrizione di Castelletto, a sud-est con il quartiere della Maddalena, a sud-ovest con l'area portuale.
Più in dettaglio il limite tra Prè e Maddalena segue l'asse di via al Ponte Calvi e via Lomellini, proseguendo poi in largo della Zecca e salita S. Nicolosio. Corso Dogali e Corso Carbonara dividono Prè da Castelletto; da corso Dogali il tracciato delle mura cinquecentesche (di cui restano sporadici resti) divide Prè da Oregina, Lagaccio e San Teodoro, fino alla via Fanti d'Italia, nei pressi del Palazzo del Principe e della Stazione Marittima, dove sorgeva la porta di S. Tommaso, accesso alla città da ponente, demolita nell'Ottocento.
Il cuore del quartiere è la zona popolare di via Prè e via del Campo, caratterizzata da stretti vicoli, a monte della quale corre la via Balbi con i suoi palazzi patrizi; verso la collina di Castelletto sorgono caseggiati signorili e antichi nuclei popolari come il borgo del Carmine.

## Demografia
La popolazione dell'"unità urbanistica" di Prè al 31 dicembre 2022 risultava di 7 547 abitanti.
L'andamento demografico storico evidenzia che a fronte di una popolazione sostanzialmente stabile per quasi un secolo (dai 20.895 abitanti del 1861 ai 17.233 del 1951), nella seconda metà del Novecento si assiste al dimezzamento degli abitanti, fenomeno che ha interessato tutti i tre “sestieri” del centro storico (Prè, Molo e Maddalena). L'esodo tocca le punte massime negli anni sessanta, proprio nel momento di maggiore espansione demografica della città nel suo complesso. A partire dai primi anni duemila si assiste ad una ripresa, legata soprattutto all'insediamento di immigrati stranieri. Proprio questa forte presenza straniera (il quartiere di Prè ha con il 31,6% la maggiore percentuale di residenti nati all'estero tra tutti i quartieri genovesi) determina alcune anomalie rispetto alla media generale del comune, quali un'elevata presenza di maschi (127,1 ogni 100 femmine, a fronte di una media comunale di 88,6), un'età media più bassa e un'alta percentuale di famiglie composte da una sola persona.

## Storia

### Le origini
La costruzione delle mura dette “del Barbarossa” (1155) aveva incluso nella cerchia cittadina l'area del cosiddetto Burgus, corrispondente all'incirca all'attuale quartiere della Maddalena, già in buona parte urbanizzata dalla comunità monastica di San Siro, portando il limite di ponente dell'area urbana alla porta di Santa Fede o Sottana, oggi conosciuta come "Porta dei Vacca".
I primi insediamenti nella zona risalgono proprio a quella seconda metà del XII secolo, quando all'esterno della porta dei Vacca iniziò a svilupparsi un borgo lungo il tracciato della strada costiera che uscendo dalla città conduceva a ponente e che, molto probabilmente, altro non era che il tratto iniziale dell'antica Via Postumia.

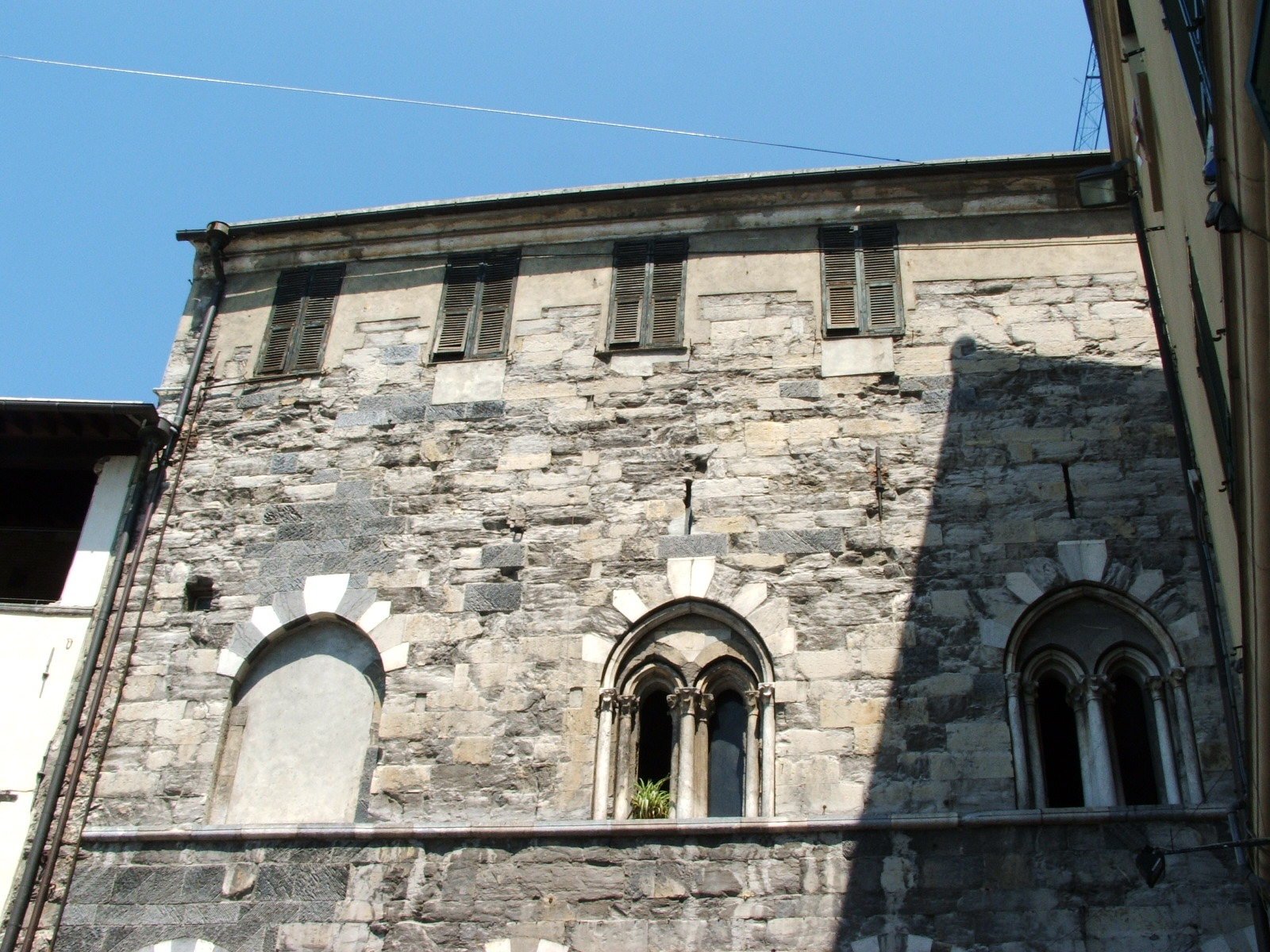
Particolare della Commenda di San Giovanni di Pré

Prè, come altri quartieri genovesi (ad esempio San Vincenzo, al limite orientale della città) nasce come centro di via, legato cioè ai servizi forniti ai viaggiatori che percorrevano la via di accesso alla città o arrivavano via mare; come spesso accadeva in epoca medievale furono gli ordini monastici a favorire l'urbanizzazione della zona, con i loro ospitali, creati per fornire alloggio e assistenza ai viaggiatori che transitavano per il porto di Genova diretti in Terra santa e in oriente: crociati, pellegrini e mercanti. Il primo e più conosciuto di questi fu la Commenda di San Giovanni di Prè dei Cavalieri di San Giovanni di Gerusalemme, o Cavalieri gerosolimitani, costruito nel 1180, ma nella zona, appena fuori dalle mura, sorsero anche quelli di Sant'Antonio Abate, Santa Fede, alla foce del rio Carbonara e l'Ospedale dello Scalo.
Quasi contemporaneamente, a partire dal 1163, nella zona portuale antistante furono concentrati gli scali di riparazione delle navi, mentre nella seconda metà del XIII secolo, ad opera di frate Oliverio e di Marino Boccanegra fu costituita una darsena con attiguo arsenale. Quel primo terminal portuale garantì l'impulso economico allo sviluppo del borgo.
Con la costruzione delle nuove mura di ponente, nel 1347, tutto il quartiere fu inglobato nel perimetro cittadino e la sua via centrale (l'attuale via Prè) divenne l'arteria principale di uscita dalla città verso ponente, attraverso la porta di San Tommaso, che sorgeva nell'attuale piazza del Principe.
L’area dell’antico ghetto ebraico di Genova forma un quadrilatero irregolare delimitato da via del Campo, via Lomellini, piazza della Nunziata e via delle Fontane.
La cintura esterna costituita da queste strade, caratterizzata da antichi palazzi nobiliari ed edifici religiosi, racchiude al suo interno un reticolato di stretti vicoli, con modeste abitazioni, storicamente destinate ai ceti sociali meno abbienti e oggi per la maggior parte in stato di degrado.
Le principali strade interne sono vico della Croce Bianca (tra piazza della Nunziata e Via del Campo), vico del Campo e vico di Santa Sabina; perpendicolari a questi, vico di Untoria, vico dei Fregoso e vico degli Adorno. Quest’ultimo era un tempo abitato dall'omonima famiglia che, nel punto in cui la strada sbocca in Via Lomellini, appose una lapide probabilmente in ardesia recante la scritta: "Pax huic domui" (Pace a questa casa).
Nel corso dei secoli l’area del Ghetto, poco conosciuta dagli stessi genovesi, ha subito un progressivo degrado sia in termini di patrimonio edilizio sia in riferimento al tessuto sociale. 
A partire dal secondo dopoguerra il ghetto, abbandonato da gran parte degli originari abitanti, divenne uno dei principali luoghi di prostituzione di travestiti e transessuali. Questo fenomeno, in parte presente ancora oggi, toccò il suo massimo tra gli anni settanta e ottanta. Dalla fine degli anni ottanta la situazione di degrado è peggiorata per il diffondersi dello spaccio di stupefacenti. La popolazione del ghetto è oggi di circa un migliaio di persone, con un’altissima percentuale di immigrati solo in parte provvisti di regolare permesso di soggiorno. Le rilevazioni ufficiali non tengono ovviamente conto della presenza dei numerosi immigrati irregolari.
A partire dal 2004 sono stati programmati interventi di riqualificazione, volti a creare servizi pubblici e centri di aggregazione, nonché favorire interventi di recupero del patrimonio edilizio, pubblico e privato.
Diversamente dal Burgus, dove lungo l'asse formato da via del Campo, via S. Luca, piazza Banchi si aprono numerose piccole piazze sulle quali si affacciavano insediamenti nobiliari, il quartiere di Prè ha mantenuto nel tempo un carattere popolare, benché non siano mancati anche qui alcuni insediamenti di famiglie patrizie. Tra queste gli Adorno, i Balbi, i Cybo, i Fregoso, i Lomellini e i Vachero (detti anche Vacca), al cui nome è legata l'omonima porta cittadina, ma anche la fallita congiura di Giulio Cesare Vachero.
Nel 1493, a seguito dell'editto dei sovrani di Castiglia che dopo la ‘'Reconquista'’ sancì l'espulsione degli ebrei sefarditi dalla Spagna, la Repubblica di Genova accolse una comunità (circa 300 persone) di questi esuli, che secondo la mentalità dell'epoca, permeata da pregiudizi religiosi verso gli ebrei, vennero confinati in un'area nei pressi di via del Campo, all'interno delle vecchie mura del Barbarossa. Nonostante le restrizioni, agli ebrei fu concesso di aprire una sinagoga, ma oggi non resta traccia di questo edificio. La zona intorno alla metà del Seicento divenne un vero e proprio ghetto, recintato e con gli accessi sorvegliati per evitare contatti tra ebrei e cristiani, ma già nel 1674 fu trasferito in piazza dei Tessitori, nella zona di Sarzano. A quell'epoca la comunità ebraica genovese contava 174 persone.

### La costruzione della "Strada Balbi"
La prima rivoluzione urbanistica del quartiere avvenne all'inizio del Seicento quando vi si insediarono alcune nobili famiglie genovesi, tra cui i Durazzo e i Balbi. E saranno proprio questi ultimi a modificare il tessuto urbano con l'apertura a monte della Strada Balbi e la costruzione lungo essa di sontuosi palazzi.
La nuova strada, oltre a celebrare la potenza della città e della sua oligarchia aveva un utilizzo pratico. Infatti essendo per l'epoca molto larga e rettilinea rendeva finalmente agevole il transito delle merci dirette a ponente e a nord che fino ad allora avevano dovuto passare, con gran difficoltà, per lo stretto budello di via Prè.

### L'Ottocento
Un'altra svolta, sempre legata allo sviluppo della viabilità urbana legata al porto, fu l'apertura della strada carrabile litoranea voluta dal re Carlo Alberto (oggi via Gramsci), che collegava piazza Principe con piazza Caricamento. Con la realizzazione della nuova strada la storica via medievale perse definitivamente la sua funzione di arteria di uscita dalla città che comunque, in realtà, aveva già perso da tempo, visto che ormai il trasporto delle merci e dei passeggeri tra il porto antico e i nuovi moli sorti a ponente avveniva via mare all'interno del porto stesso.
La costruzione della nuova stazione ferroviaria di Genova Piazza Principe, realizzata tra il 1854 e il 1860 modificò profondamente la zona nord-occidentale del quartiere. Per far spazio alla nuova stazione vennero abbattuti due monasteri e la porta di San Tommaso, che già dal 1632, con la costruzione delle Mura nuove sui colli intorno alla città, aveva perso il suo ruolo di accesso alla città.

### Il Novecento
Nel Novecento il riordino urbanistico continuò senza sosta con altre demolizioni nella zona della stazione per far posto a grandi alberghi, alcuni dei quali ancora in attività.
Il quartiere storico nel secondo dopoguerra e negli anni del boom economico divenne il centro della prostituzione e del contrabbando di sigarette. Nell'immediato dopoguerra fu la piccola malavita di origine napoletana ad insediarsi nei caruggi per gestire questi traffici, sfruttando soprattutto i vizi di marinai e militari: celebri nelle cronache di quegli anni furono le figure di Francesco Fucci detto "Mano ‘e pece" e di sua moglie Carmela Ferro, detta "Marechiaro" A partire dagli anni settanta, con il massiccio diffondersi dell'eroina presero il sopravvento gruppi di origine siciliana e calabrese legati alle organizzazioni criminali che fecero enormi profitti con lo spaccio degli stupefacenti. Dalla fine degli anni ottanta questo traffico è invece gestito soprattutto da immigrati extracomunitari. L'insediamento della malavita nei vicoli ha determinato sin dall'immediato dopoguerra l'allontanamento di molti degli originari abitanti (solo in parte sostituiti da immigrati, dapprima provenienti dalle regioni del Sud Italia e negli ultimi decenni soprattutto dal Nord Africa e dal Sud America) e il degrado del patrimonio edilizio.
Sul piano della viabilità, l'intervento più importante nel dopoguerra è stato la realizzazione della Sopraelevata (1963), che correndo al margine dell'area portuale collega il casello autostradale di Genova Ovest a piazza Caricamento e alla Foce. Per realizzare la strada fu demolito il passaggio sopraelevato che collegava direttamente il Palazzo Reale con il porto. Pur non avendo accessi nel quartiere l'apertura di questa arteria ha decongestionato il traffico in transito nella via Gramsci.

#### Prè oggi

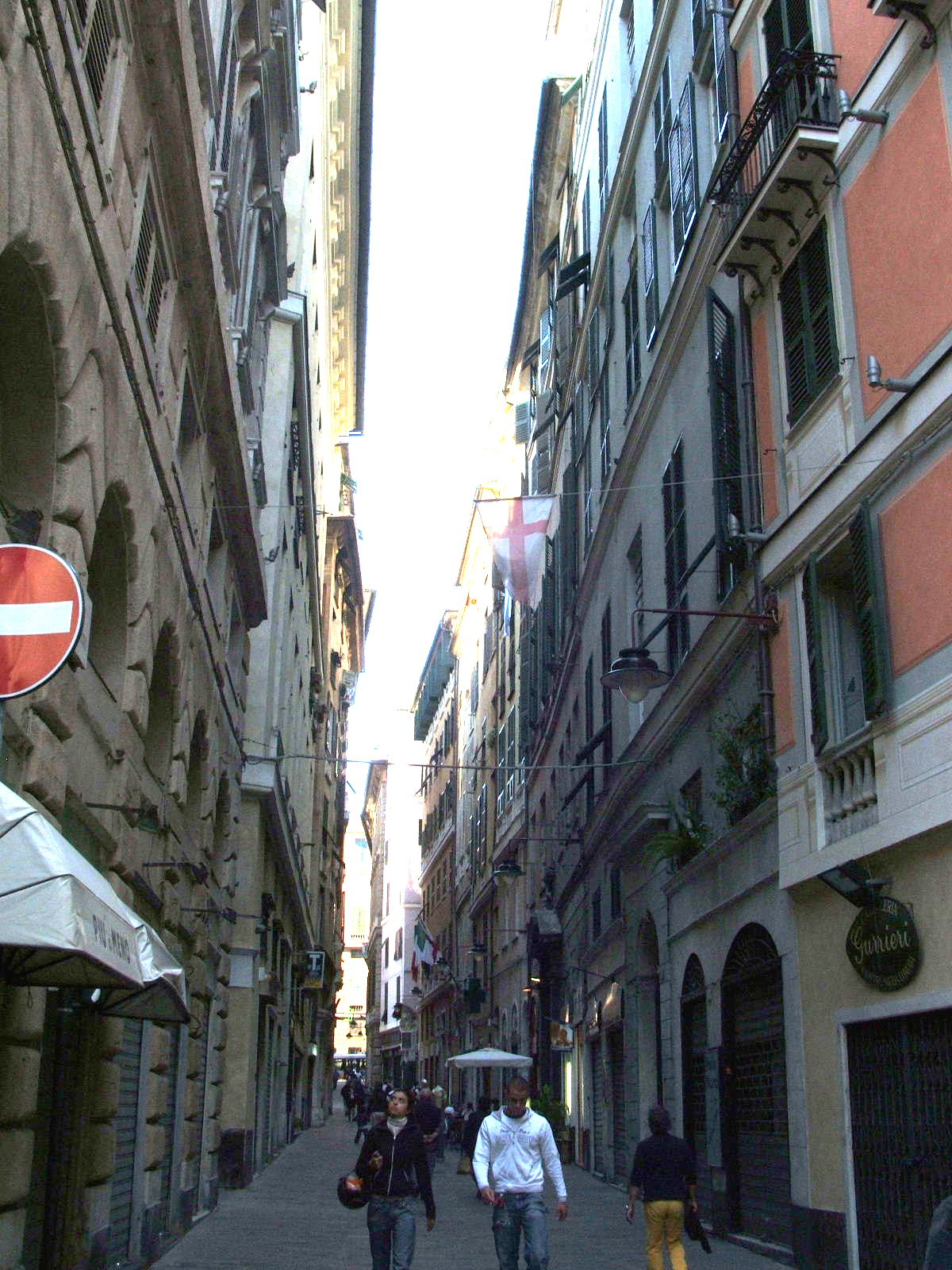
Via Lomellini

Oggigiorno, dopo un secolo di costante e progressivo degrado, il quartiere di Prè registra i primi timidi segni di ripresa. Ma mentre sia la zona a monte, via Balbi e i suoi palazzi, che quella a mare, con il porto antico, sono state negli ultimi anni riportate a nuova vita, via Prè rimane ancora assai indietro, nonostante i vari progetti di riqualificazione, alla faticosa ricerca di un recupero di stabili al limite della fatiscenza.

## Monumenti e luoghi d'interesse

### Strade, piazze e spazi pubblici

#### Via di Prè
Il percorso di via Prè, che attraversa tutto il quartiere dalla Porta dei Vacca fino a Piazza della Commenda, è caratterizzato da case medioevali alte e strette, addossate l'una all'altra, in origine a quattro piani, ma nel corso dei secoli sopraelevate fino a sette, talvolta causando problemi di stabilità degli edifici. Le case, di tipo popolare, presentano pochi particolari decorativi salvo il tipico marcapiano all'altezza del primo piano, formato da archetti pensili in pietra.
Tra un edificio e l'altro si aprono i caratteristici caruggi, gli stretti vicoli del centro storico genovese, che collegano via Prè con via Gramsci, a mare, e con via Balbi, a monte.
Questa stretta via, oggi pedonalizzata, fino all'apertura di via Balbi, nel XVII secolo, fu l'unica via di uscita dalla città verso ponente. Le prime case sorsero nel XII secolo in un contesto ancora scarsamente edificato, come ricorda il toponimo, e solo alla metà del XIV secolo la zona fu inclusa nelle mura cittadine, ma questo percorso è molto più antico, e probabilmente esisteva già in epoca romana.
La via, lunga circa 500 m, ha un andamento a lievi saliscendi, per seguire gli avvallamenti del terreno originati dai piccoli rivi perpendicolari alla costa, oggi coperti da strade ed edifici; era un tempo caratteristica per i suoi negozi e le sue bancarelle di generi alimentari, orologi, radio, materiale fotografico, ma nel secondo dopoguerra divenne tristemente famosa anche per le attività illecite (contrabbando di sigarette, ricettazione, prostituzione) che finirono per affiancare i commerci tradizionali, questi ultimi oggi in gran parte gestiti da immigrati, soprattutto cinesi e nordafricani.
Per il suo carattere popolare pochi sono gli edifici monumentali lungo la via. All'altezza di piazza dello Statuto, quasi completamente occupata dalla struttura metallica del mercato rionale, costruito nel 1921, si affaccia sulla via il muro di cinta dei giardini di Palazzo Reale (che ha il suo ingresso in via Balbi), nel quale è incastonata una statua settecentesca della Madonna Regina della città, mentre lungo la via sorge la piccola chiesa di San Sisto, antica ma riedificata nel 1827.

#### Via del Campo
(Fabrizio De André, "Via del Campo", 1967)

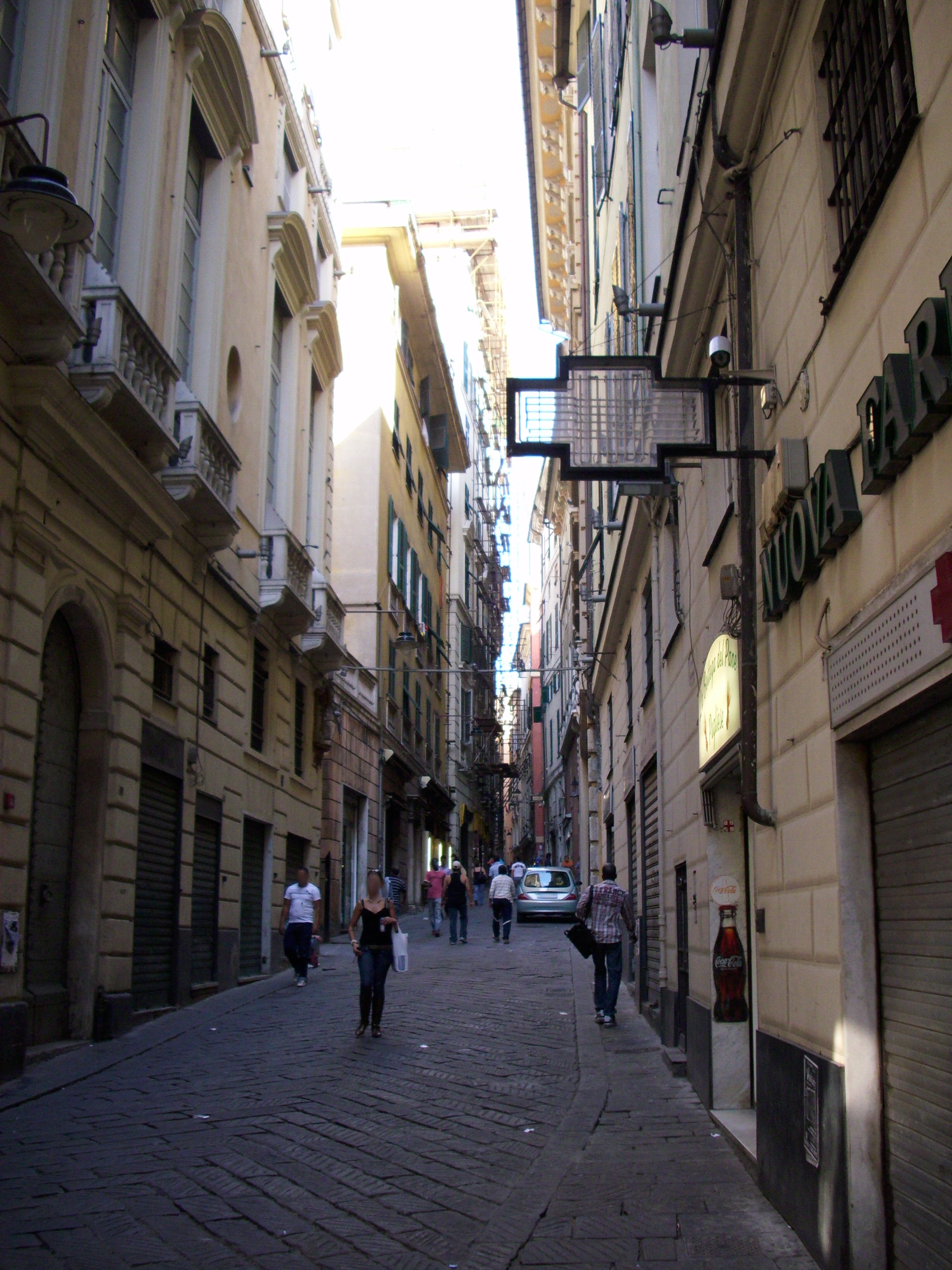
Uno scorcio di via del Campo

Procedendo da via Prè verso il centro della città, attraverso la Porta dei Vacca si entra in via del Campo.
La via, resa celebre dalla canzone di Fabrizio De André, era l'ultima propaggine del Burgus, già inclusa nelle mura del Barbarossa del XII secolo, benché all'epoca fosse ancora, come indica il toponimo, una proprietà fondiaria coltivata ad orti di proprietà dell'abbazia di S. Siro, compresa tra il rio Carbonara e il "Fossatello".

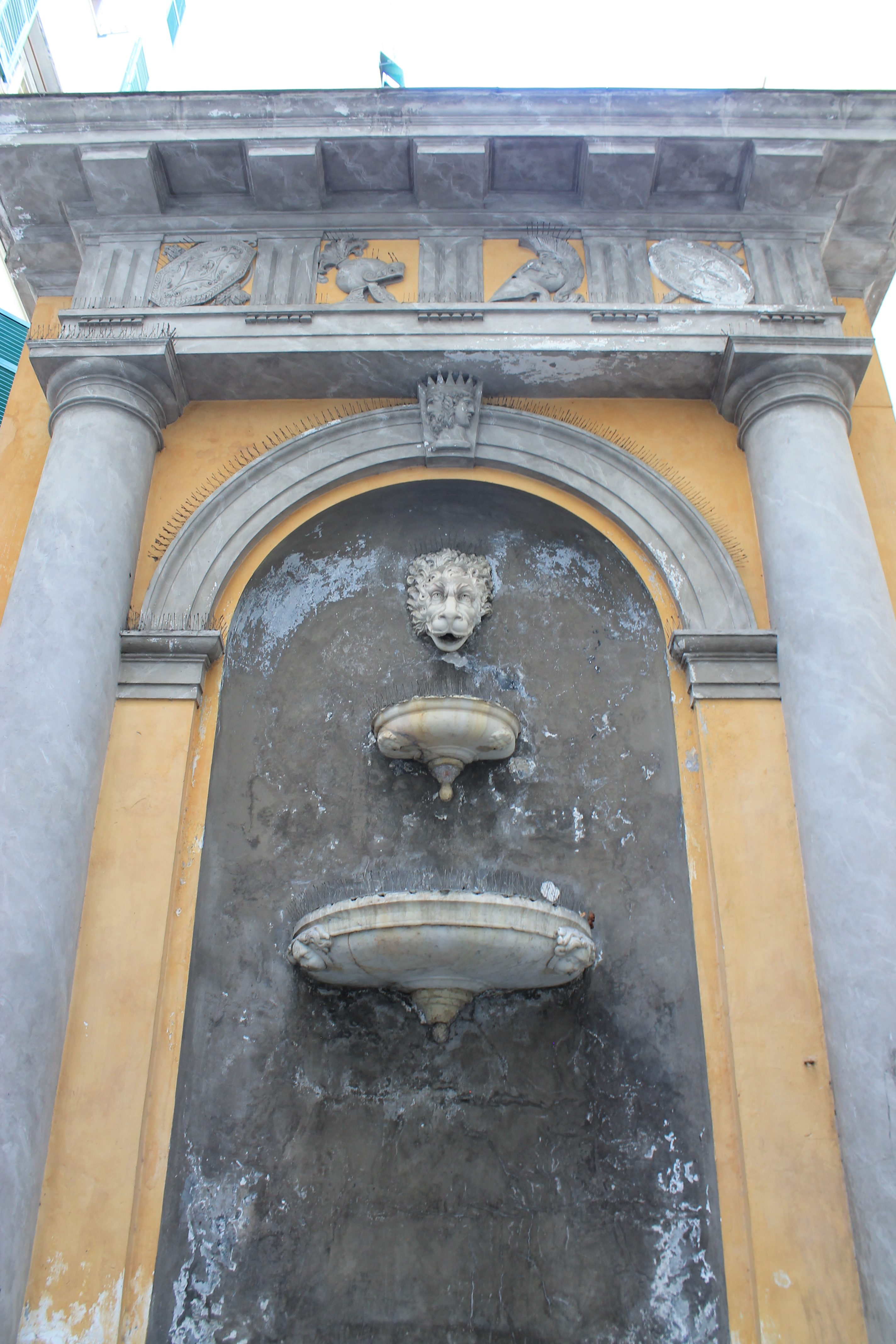
La fontana di piazza Vacchero

Lunga circa 200 m, la strada, con un percorso rettilineo ma come in via Prè continuamente variato da piccole salite e avvallamenti, dalla Porta dei Vacca conduce a piazza Fossatello, dove ha inizio via S. Luca, asse dell'antico Burgus. Diversamente da via Prè, è fiancheggiata da alcuni palazzi nobiliari del XVII secolo, affacciati con prospetti monumentali anche su via Gramsci.
Altro elemento di interesse è la fontana di piazza Vacchero, detta anche "Peschiera del Raggio", realizzata nel 1644 dagli eredi di Giulio Cesare Vachero per nascondere alla vista la colonna infame, tuttora presente, che attestava il tradimento del loro congiunto nei confronti della Repubblica di Genova. La piazza (in realtà un piccolo slargo lungo la via) era stata creata nel 1628 con la demolizione della casa del congiurato, ordinata dal governo della repubblica.
Poco più avanti, in corrispondenza della piazza del Campo, proprio di fronte al negozio-museo dedicato a Fabrizio De Andrè, sull'arco a sesto acuto che introduce al vico S. Marcellino e all'omonima omonima chiesa, sorge la duecentesca torre Piccamiglio, una delle poche sopravvissute delle numerose torri medioevali esistenti nel centro storico di Genova.
A partire dal 2004, come in altre zone del centro storico, è stato avviato un progetto di riqualificazione della via, nell'ambito degli interventi per la manifestazione “Genova capitale europea della cultura”.
Via del Campo termina nella piccola piazza Fossatello, all'estremità sud-occidentale del sestiere di Prè, circondata da monumentali prospetti di palazzi cinquecenteschi.

##### Via del Campo e Fabrizio De André

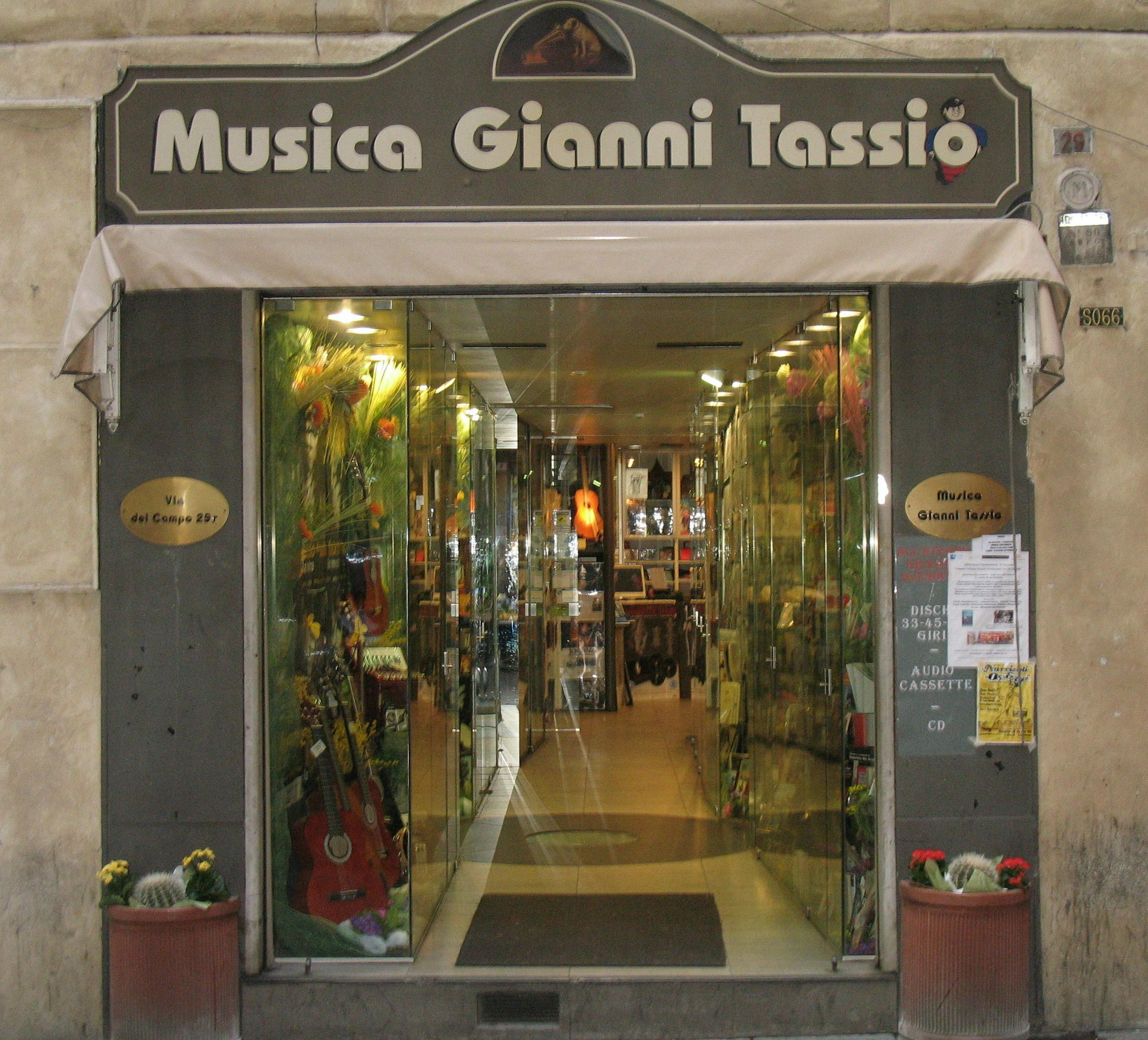
Via del Campo 29 Rosso

In via del Campo si trova il negozio di articoli musicali di Gianni Tassio, grande conoscitore della scuola genovese dei cantautori e appassionato collezionista. Il suo negozio-museo, dopo la morte di De André nel 1999, era divenuto ritrovo dei fan del grande cantautore genovese. Gianni Tassio morì nel 2004, ma il negozio rimase aperto fino al 2010; acquistato successivamente dal comune di Genova e ribattezzato semplicemente con il numero civico "Via del Campo 29 rosso", nel 2012 è stato trasformato in un museo, dedicato al grande artista, che con il suo testo aveva reso famosa questa strada del centro storico.
La canzone, scritta negli anni sessanta, quando la via era rifugio di prostitute, transessuali e povera gente, tratta con grande sensibilità e umanità di questo mondo di emarginati, in contrapposizione con la freddezza dei benpensanti che li disprezzavano; a questo proposito famoso e spesso citato è il verso finale "dai diamanti non nasce niente, dal letame nascono i fior".

#### Via Antonio Gramsci

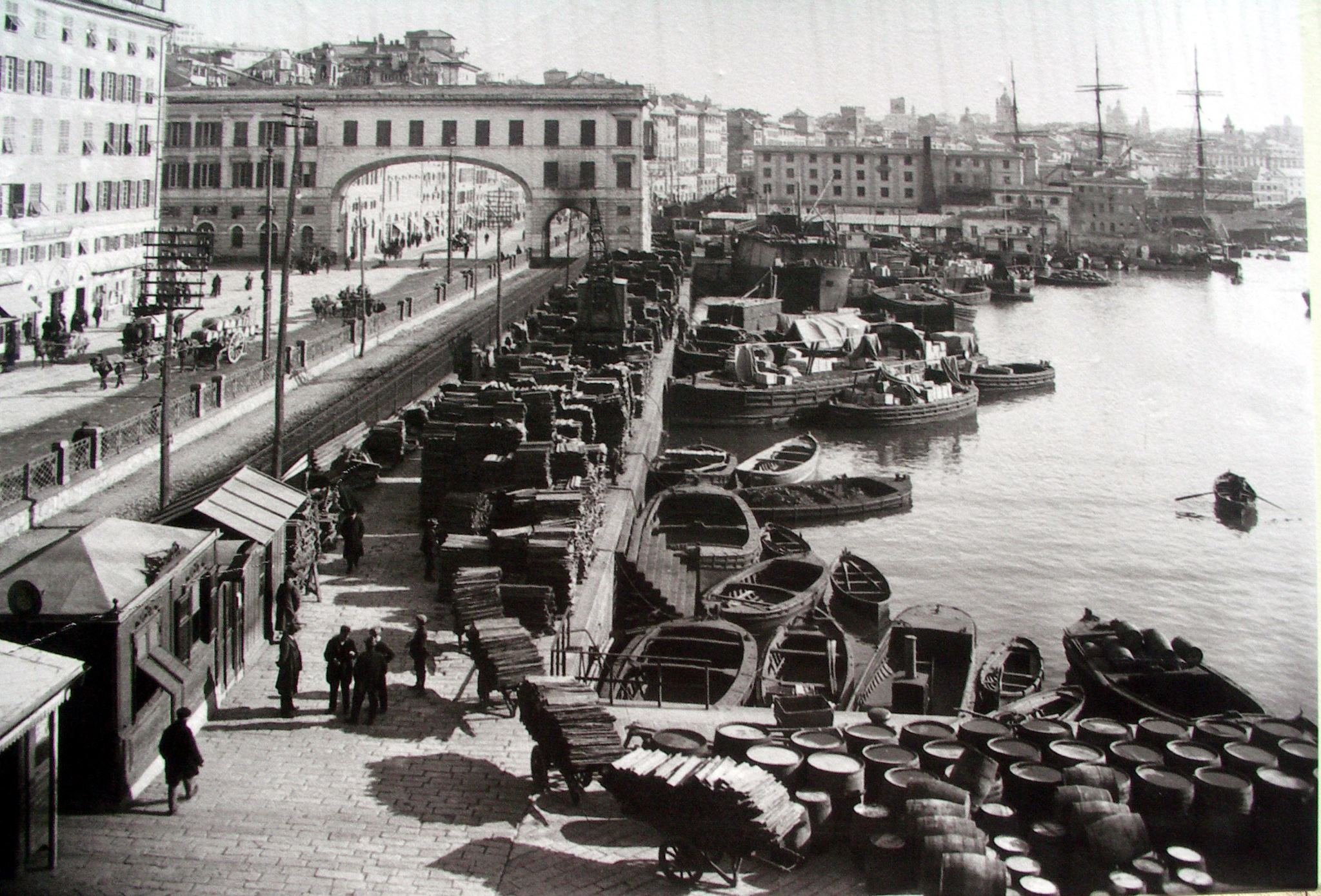
Immagine d’epoca di via Gramsci (allora via Carlo Alberto) con il Ponte Reale, demolito nel 1963, nell'ambito dei lavori di realizzazione della "sopraelevata".

La via, in origine denominata "carrettiera Carlo Alberto", dal nome del sovrano che ne aveva decretato la costruzione, fu aperta nel 1839. La strada, costeggiando le strutture del porto vecchio, collega piazza Principe e piazza Caricamento. Con la sua apertura fu realizzato il primo tratto del collegamento a mare tra il ponente e il levante della città, completato negli anni settanta dell’Ottocento con l'apertura della "Circonvallazione a mare" nella zona orientale.

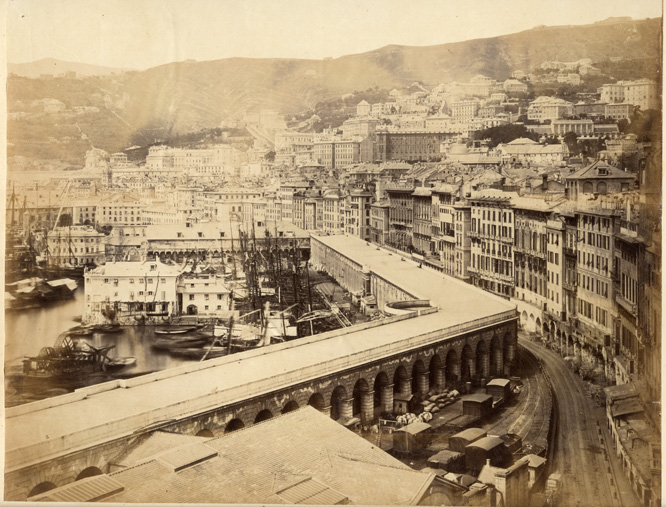
Le Terrazze di marmo in un’immagine di Alfred Noack

Sulla via si affacciano le facciate posteriori dei palazzi di via Prè e via del Campo, alcuni dei quali con facciate decorate. Tra il 1836 e il 1844 lungo la via, dal lato del porto, furono costruiti dei magazzini portuali, la cui copertura costituiva le cosiddette "Terrazze di marmo".
Questa costruzione, progettata da Ignazio Gardella senior, larga tredici metri e lunga oltre quattrocento, con un andamento a gomito per seguire l'andamento della linea di costa, fronteggiava la palazzata della Ripa da piazza Caricamento alla darsena. Le terrazze furono realizzate con un parziale riempimento delle antiche calate portuali. Per alcuni decenni le Terrazze furono meta delle passeggiate domenicali della borghesia genovese, che qui amava incontrarsi e osservare il panorama del porto e della città.
Questa struttura ebbe tuttavia vita breve: fu infatti demolita nel 1886 per consentire l'ampliamento della strada. Sempre nell'Ottocento per volere dei Savoia era stato realizzato un passaggio sopraelevato che collegava il Palazzo Reale di via Balbi con la darsena e consentiva ai sovrani, quando soggiornavano a Genova, di raggiungere direttamente il porto senza uscire dal palazzo. Quel passaggio sopraelevato, popolarmente chiamato "Ponte Reale", fu demolito nel 1963 per la costruzione della strada sopraelevata.
Nel secondo dopoguerra la strada fu intitolata ad Antonio Gramsci, fondatore del Partito Comunista Italiano.
Dall'immediato dopoguerra fino agli anni sessanta nella via erano attivi numerosi locali notturni, frequentati soprattutto dai marinai; sempre in quel periodo assai caratteristico era il mercatino di piazza S. Elena, conosciuto come "mercatino di Shanghai", dove si potevano acquistare macchine fotografiche, blue-jeans, abbigliamento militare e in genere prodotti importati via mare dall'oriente e dagli U.S.A. Oggi il mercatino è stato trasferito poco distante, in una struttura moderna, perdendo però gran parte del suo fascino.

#### Via Balbi

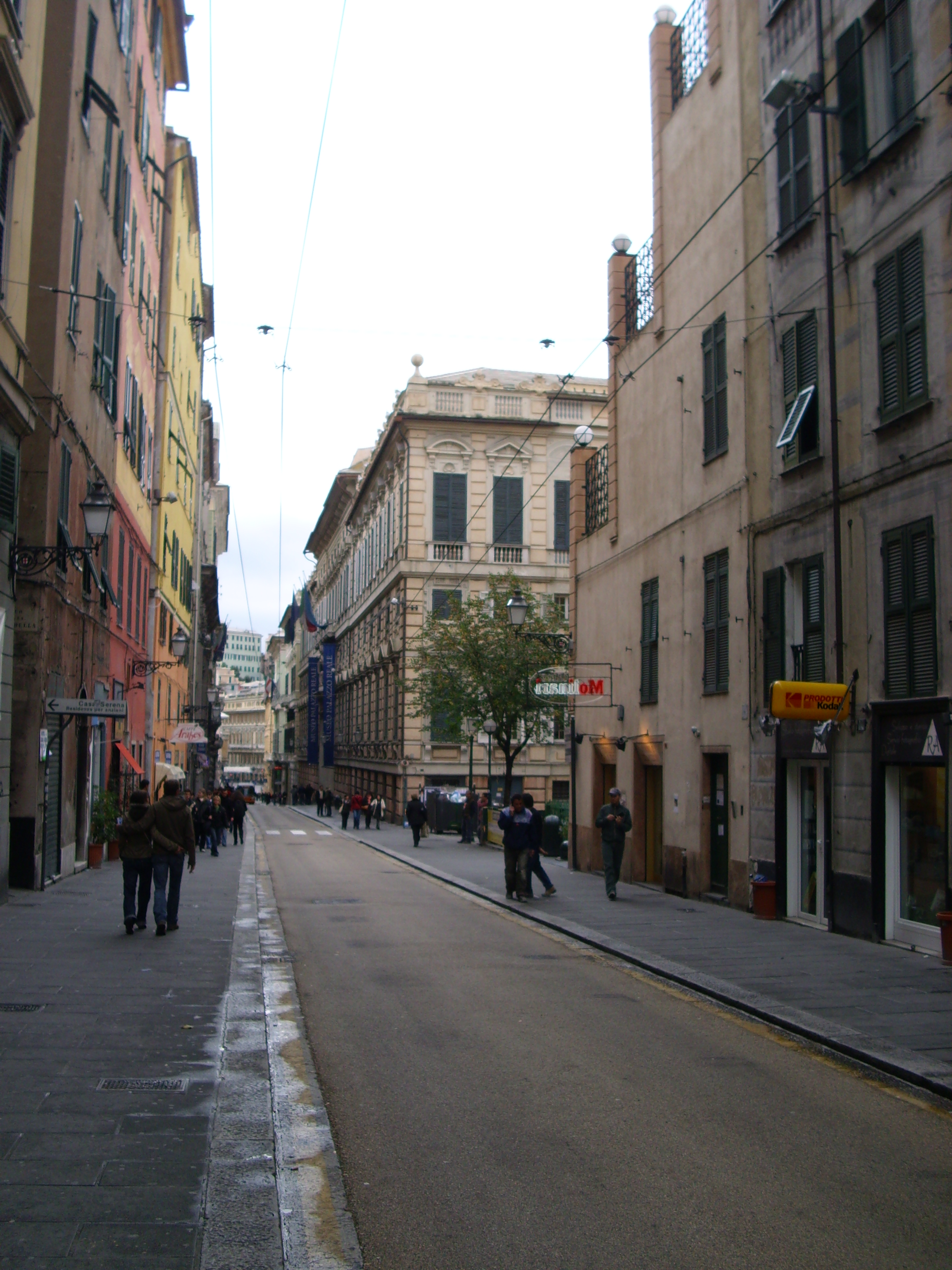
Via Balbi

Ultima tra le cosiddette “strade nuove”, via Balbi, molto frequentata dai numerosi studenti universitari, collega con andamento rettilineo piazza della Nunziata e piazza Acquaverde. In origine chiamata “Strada nuova del Guastato”, fu realizzata tra il 1602 e il 1620 grazie ad un accordo tra i Padri del Comune e la famiglia Balbi che in cambio dell'apertura di questo nuovo collegamento tra il porto e la porta di S. Tomaso ottennero di poter creare un loro quartiere residenziale, in cui sorsero ben sette palazzi della famiglia, oltre alla chiesa dei Santi Vittore e Carlo, al collegio dai Gesuiti con l'annessa chiesa e otto conventi. Il collegio dai Gesuiti già alla fine del XVIII secolo divenne sede dell'Università.

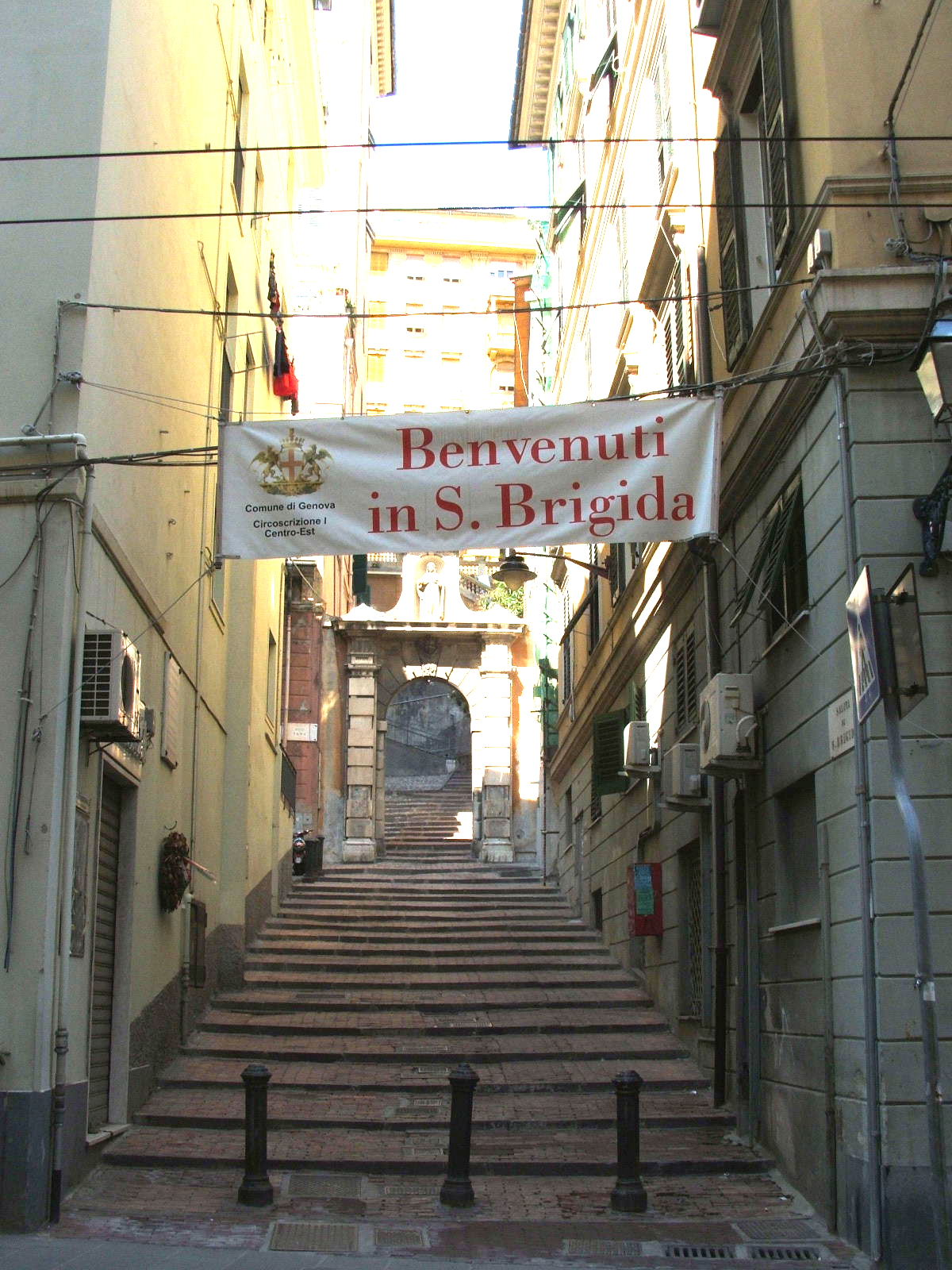
Salita S. Brigida

I palazzi nobiliari costeggiano tutto il tratto di levante, mentre verso piazza Acquaverde l'edificazione, di carattere popolare, risale all'Ottocento. In prossimità della piazza tra la fine dell'Ottocento e l'inizio del Novecento la vicinanza con la stazione ferroviaria favorì l'insediamento di varie strutture alberghiere.
Sul lato a monte, all'inizio di Salita S. Brigida, si può osservare il portale d'accesso all'omonimo monastero, fondato nel XV secolo e demolito alla fine dell'Ottocento. In una nicchia sopra al portale è collocata una statua di S. Brigida, ricordata a Genova soprattutto per una cupa profezia riguardante il futuro della città. Una targa ricorda che qui l'8 giugno 1976 le Brigate Rosse assassinarono il magistrato Francesco Coco insieme a due agenti di scorta. Fu questo uno dei primi omicidi politici degli anni di piombo in Italia.
Nei primi anni duemila sono stati eseguiti lavori di riqualificazione che hanno interessato la strada e gli edifici. La via è attualmente sottoposta a limitazioni della circolazione, riservata, in un solo senso di marcia, ai mezzi pubblici e ai residenti.

#### Via delle Fontane
Via delle Fontane, che sale dolcemente da via Gramsci verso piazza della Nunziata, deve il suo nome alle numerose fontane pubbliche che vi erano un tempo, alimentate dall'acquedotto medioevale che provenendo da Castelletto passava sulle mura del Barbarossa per andare ad alimentare la Darsena. La strada, creata sulla copertura del tratto finale del rio Carbonara, costeggiava infatti le mura più antiche, di cui resta la porta dei Vacca, dove termina via del Campo e inizia via di Prè. Su questa breve via (circa 100 m), oltre alla porta dei Vacca si affacciano alcuni palazzi nobiliari e le ex chiese di S. Fede e S. Sabina.

#### Piazza Acquaverde

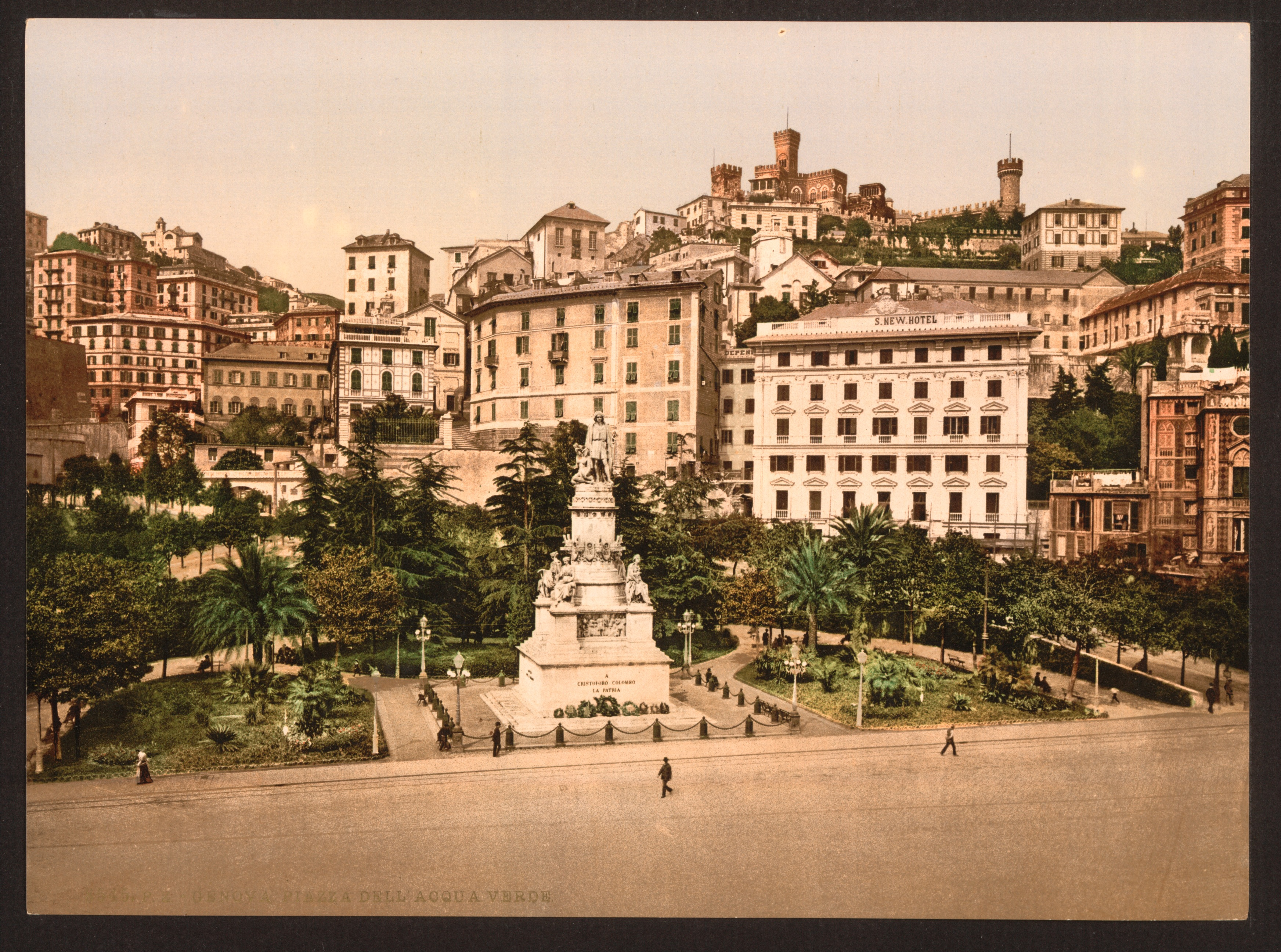
Piazza Acquaverde tra il 1890 e il 1900

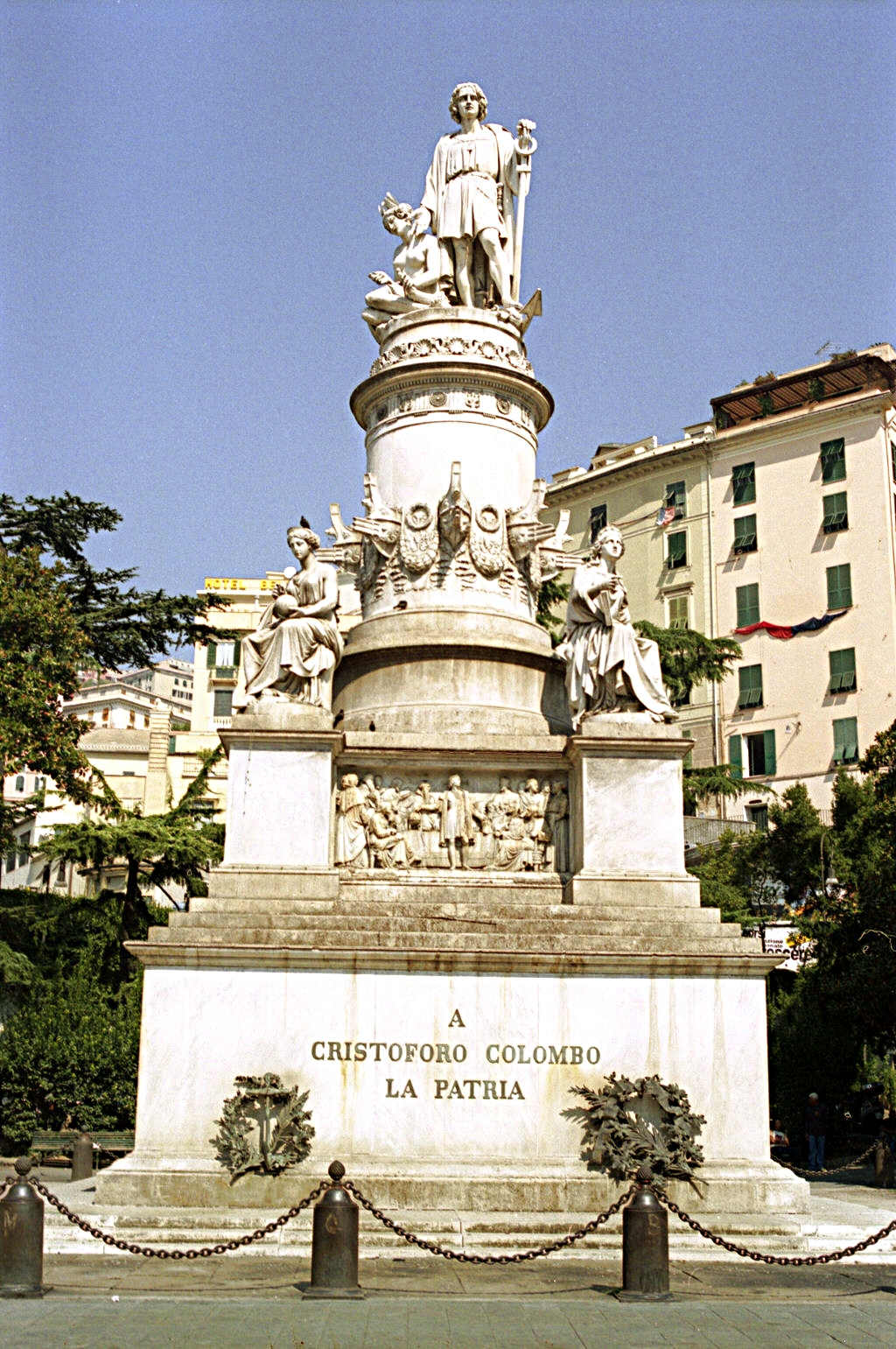
Il monumento a Cristoforo Colombo in piazza Acquaverde

Il nome della piazza deriva dalle acque del rio S. Ugo che scendendo dalle colline soprastanti formava in questo punto un piccolo stagno, verde per la presenza di alghe. La zona ebbe una prima sistemazione nel 1756 con giardini che risalivano il colle di Montegalletto, dove sorgevano alcuni monasteri seicenteschi: quello della Visitazione, da cui Virginia Centurione Bracelli diede avvio alla sua opera di assistenza, oggi, dopo vicende travagliate, sede della curia provinciale dei Frati Minori e quelli della Neve e di S. Teresa, oggi rispettivamente caserme dei Carabinieri e della Guardia di Finanza. Un'altra fondazione conventuale, patrocinata dalla famiglia Doria, quella dello Spirito Santo, sorgeva sull'area dell'attuale stazione ferroviaria di Principe, inaugurata nel 1854, con la costruzione della quale l'aspetto della piazza mutò radicalmente. La facciata che prospetta sulla piazza fu realizzata da Giovanni Battista Resasco.
In un angolo della piazza sorgeva anche una cappella con una fonte che la tradizione voleva fosse stata fatta scaturire miracolosamente da Sant’Ugo, all'epoca in cui prestava la sua opera di assistenza presso la Commenda. Il fatto è raffigurato in un dipinto di Giovanni Andrea De Ferrari conservato nella chiesa della Commenda.
Nella piazza sorge il monumento a Cristoforo Colombo. Voluto dal re Carlo Alberto fu realizzato su disegno di Michele Canzio a partire dal 1846. La statua di Colombo fu affidata allo scultore toscano Lorenzo Bartolini, che però morì poco dopo lasciando alcuni disegni e un bozzetto in gesso; l'opera fu poi ripresa da Pietro Freccia con alcune modifiche. Morto anche il Freccia nel 1856 per le conseguenze di una caduta dall'impalcatura durante la realizzazione del modello in gesso, la statua fu infine scolpita sulla base di questo modello dal carrarese Andrea Franzoni nel 1861 e inaugurata nel 1862. Vari altri scultori lavorarono ai bassorilievi e alle figure di contorno.

#### Piazza della Nunziata
(Mario Cappello, "Ma se ghe penso", 1925)

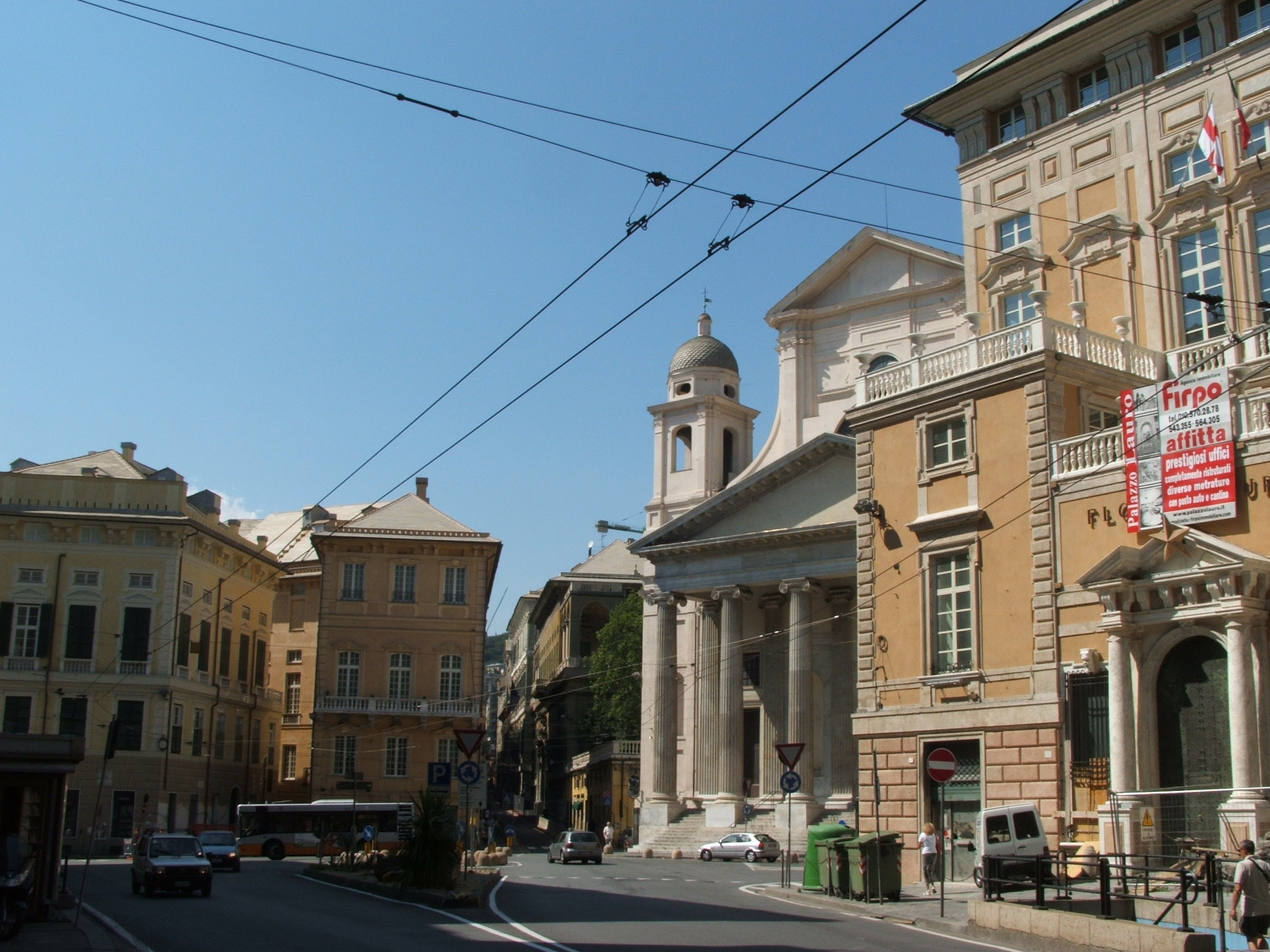
Piazza della Nunziata

Trafficato crocevia tra le strade nuove cinquecentesche (via Garibaldi e via Cairoli), via Balbi e via delle Fontane, sull'antica “piazza del Guastato” dominano la facciata neoclassica della basilica della Santissima Annunziata del Vastato e diversi palazzi nobiliari iscritti al registro dei Rolli, tra i quali, imponente, proprio di fronte alla chiesa, Palazzo Francesco de Ferrari, più conosciuto come Palazzo Belimbau.
Il termine “Guastato” o “Vastato”, rimasto nell'intitolazione ufficiale della chiesa, per distinguerla da quella dell'Annunziata di Portoria, stava ad indicare l'area esterna alle mura, che doveva rimanere libera da costruzioni ed alberi d'alto fusto per favorire le operazioni militari, in cui nel XIII secolo si esercitavano i balestrieri genovesi.
Con il tempo, venute meno le servitù militari, l'area fu urbanizzata e la piazza prese il nome, in genovese, dalla grandiosa chiesa, nome rimasto poi, non tradotto in italiano, nella toponomastica cittadina.
Nell'Ottocento la piazza era il capolinea delle carrozze pubbliche e vi si teneva un mercato di prodotti ortofrutticoli.
La breve via Bensa collega piazza della Nunziata a largo Zecca, che anticamente ospitava i forni pubblici (e per questo era chiamata piazza dei Forni) e in seguito la zecca della repubblica che le ha dato il nome attuale.
In largo Zecca sorgono altri palazzi nobiliari tra i quali il Palazzo Giacomo Lomellini (detto anche palazzo Patrone, dal nome dell'ultimo proprietario), ora sede del comando militare della Liguria.

### Architetture civili

#### Palazzi dei Rolli
Nell'area di Prè si trovano 20 dei 114 palazzi patrizi genovesi che furono iscritti nei registri dei Rolli tra il XVI e il XVII secolo. Undici di questi sono inseriti dal 13 luglio 2006 fra i Patrimoni dell'umanità dell'UNESCO.
- Palazzi del quartiere di Prè inseriti nell'elenco dei Patrimoni dell'umanità:
  - Palazzo Durazzo-Pallavicini, via Balbi 1
  - Palazzo Gio Francesco Balbi, via Balbi 2
  - Palazzo Balbi-Senarega, via Balbi 4
  - Palazzo Francesco Maria Balbi Piovera, via Balbi 6
  - Palazzo Stefano Balbi conosciuto come Palazzo Reale, via Balbi 10
  - Palazzo Cipriano Pallavicini, piazza Fossatello 2
  - Palazzo Gio Battista Centurione, via del Campo 1
  - Palazzo Cosma Centurione, via Lomellini 8
  - Palazzo Francesco de Ferrari, conosciuto come Palazzo Belimbau, piazza della Nunziata 2, che ospita il Centro Universitario per la Formazione Permanente ‘PerForm’
  - Palazzo Giacomo Lomellini e Palazzo De Marini-Spinola, largo Zecca 2
  - Palazzo Bartolomeo Lomellini, largo Zecca 4
- Palazzi del quartiere di Prè iscritti nei Rolli ma non compresi nell'elenco dei Patrimoni dell'umanità:
  - Palazzo Filippo Lomellini, Via P.E. Bensa 1
  - Palazzo Antonio Doria Invrea, Via del Campo 9
  - Palazzo Bartolomeo Invrea, Via del Campo 10
  - Palazzo Durazzo-Cattaneo Adorno, Via del Campo 12
  - Palazzo Lomellini-Serra, Via A. Gramsci 3
  - Palazzo Nicolò Lomellini, Piazza della Nunziata 5, che fu la sede genovese della Flotta Lauro
  - Palazzo Cristoforo Spinola, Piazza della Nunziata 6
  - Palazzo Marc'Aurelio Rebuffo, Piazza Santa Sabina 2

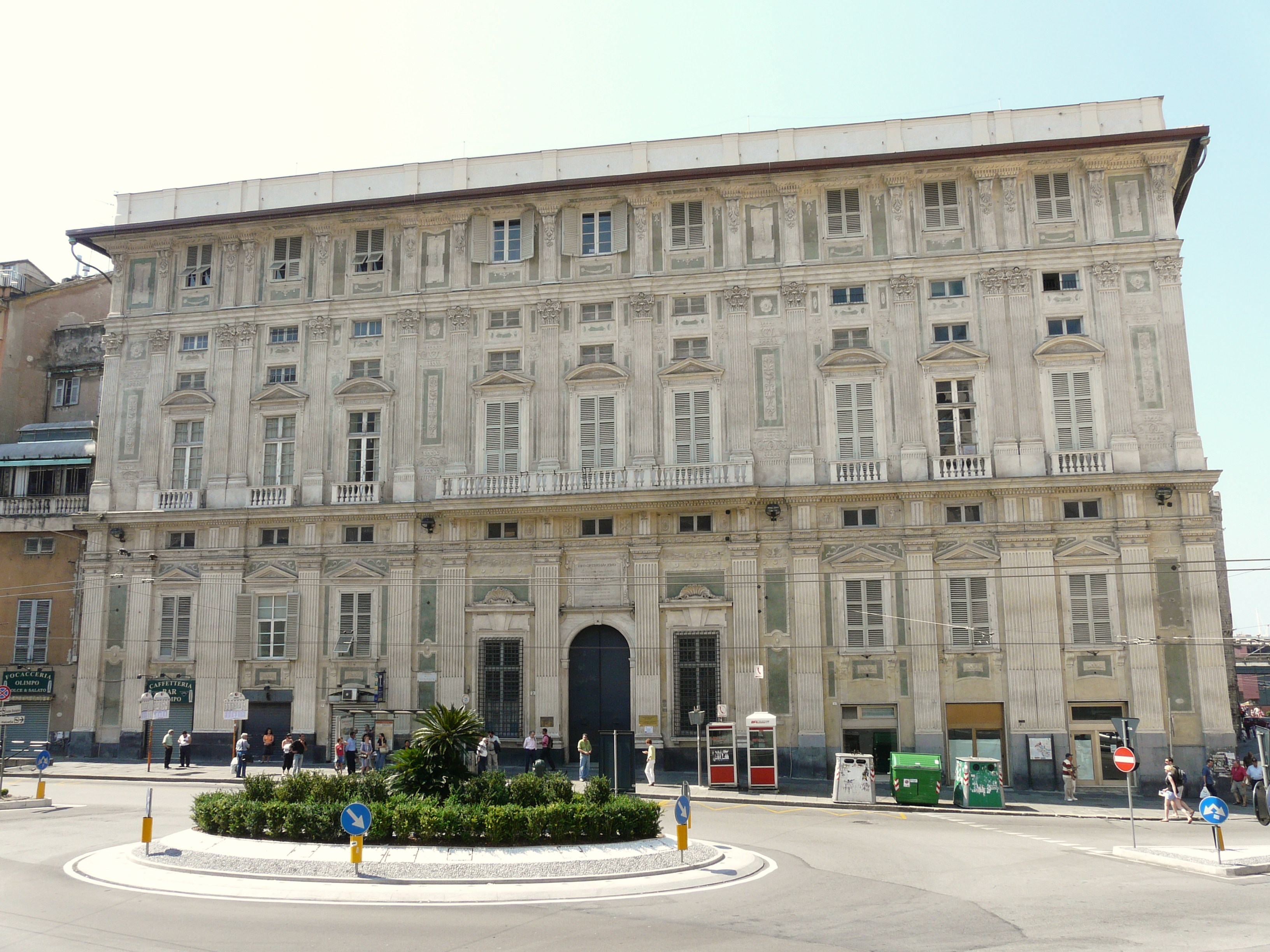
Palazzo Belimbau
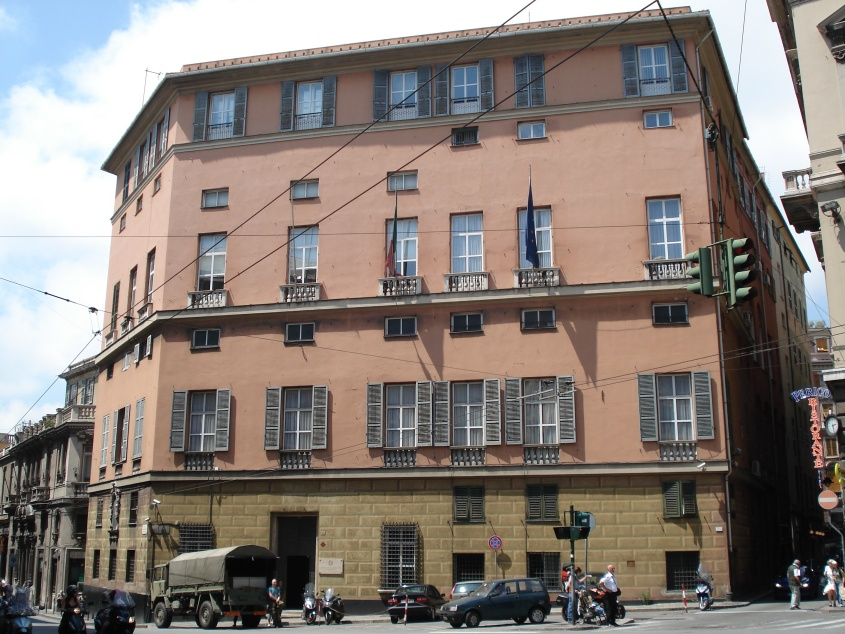
Palazzo Lomellini-Patrone, sede del Comando Militare dell’Esercito Italiano in Liguria
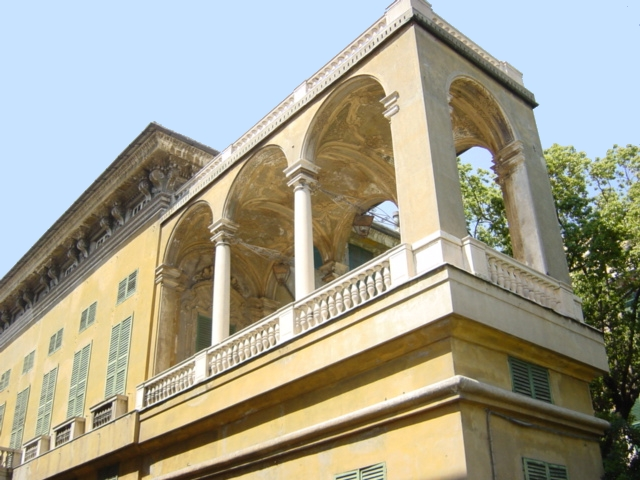
Particolare del loggiato del Palazzo Durazzo-Pallavicini
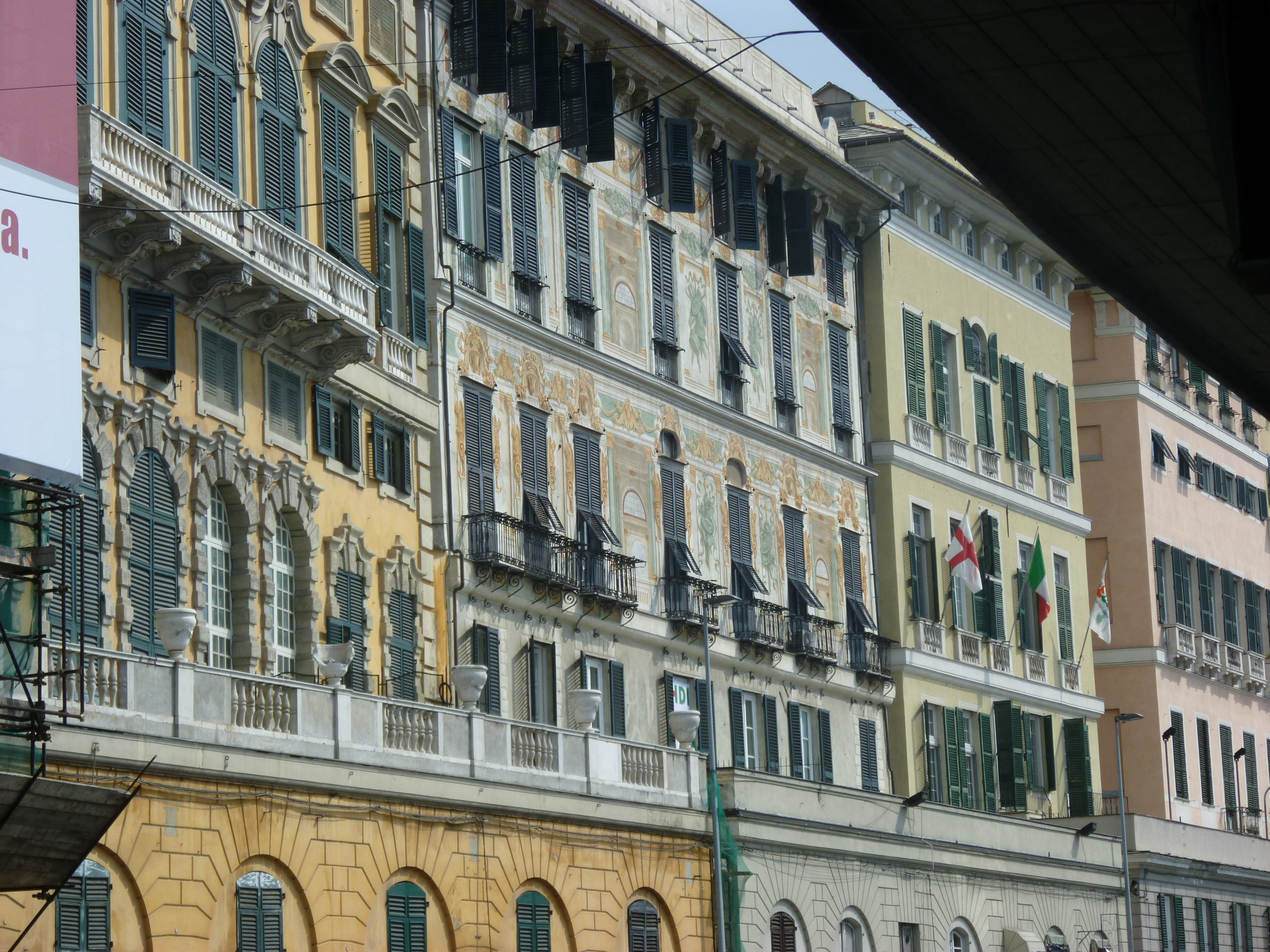
Il prospetto posteriore, affacciato su via Gramsci, dei palazzi Durazzo-Cattaneo Adorno e Bartolomeo Invrea

#### Palazzo Reale

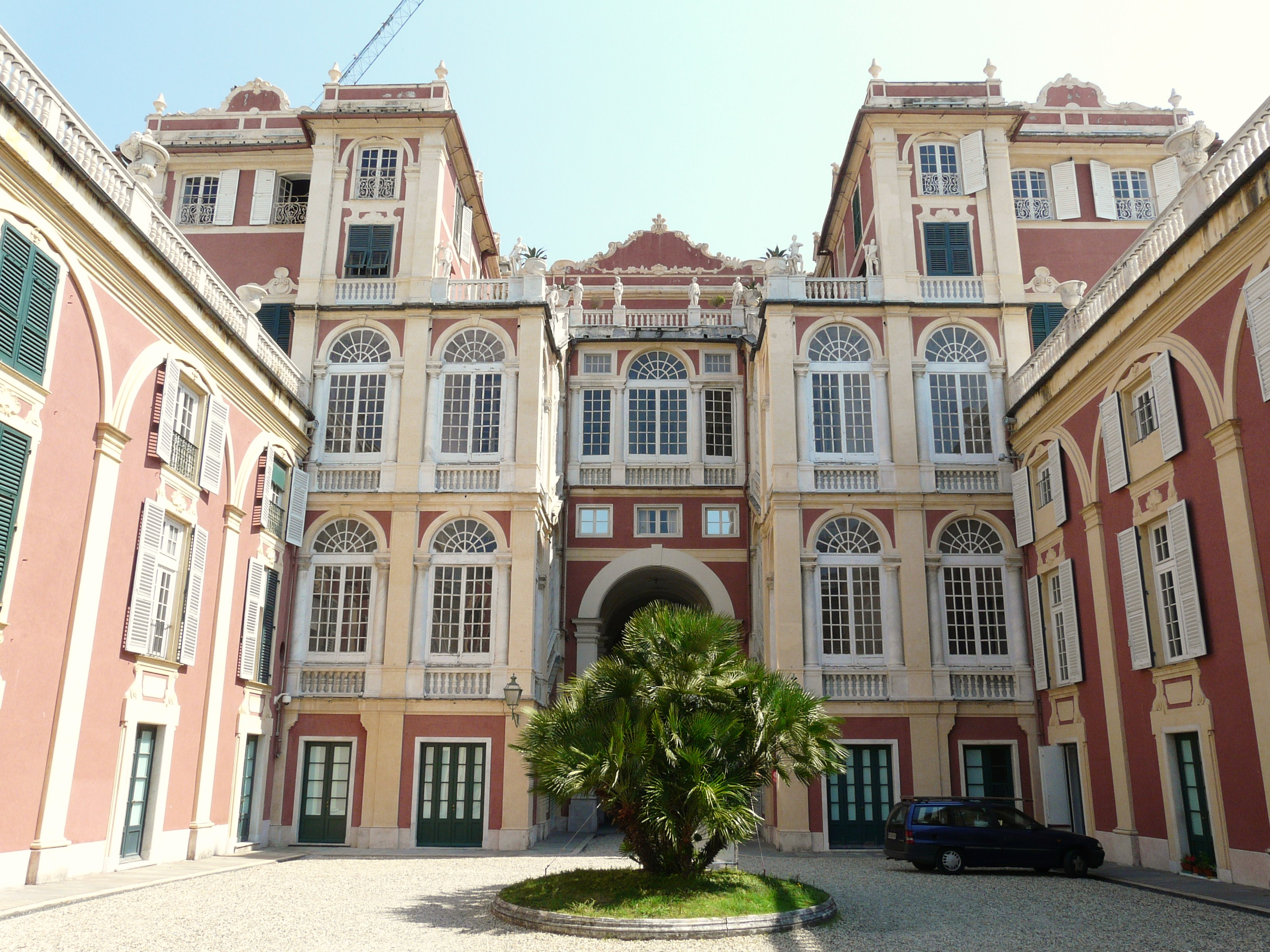
Il Palazzo Reale di Genova

Tra i palazzi sopra citati il più celebre, per le dimensioni e per il valore delle opere d'arte che vi sono conservate, è certamente il palazzo Stefano Balbi, costruito intorno alla metà del Seicento da Pier Francesco Cantone e Michele Mancino e più volte oggetto di interventi di restauro ed ampliamento. Nel 1685 la proprietà passò alla famiglia Durazzo, che fecero realizzare la grandiosa ‘Galleria degli Specchi’. Al romano Carlo Fontana si deve lo scenografico cortile interno, realizzato all'inizio del Settecento. Nel 1824 fu acquistato dal re Carlo Felice per utilizzarlo come residenza della corte sabauda a Genova, da cui l'appellativo di “reale”. I Savoia dotarono il palazzo di ambienti di rappresentanza adeguati, come una sala del trono e un salone da ballo per i ricevimenti ufficiali.
Nel 1919 il re Vittorio Emanuele III lo cedette allo Stato italiano insieme alle collezioni che vi erano conservate, oggi esposte nella galleria ospitata al piano nobile del palazzo, che è anche sede degli uffici regionali del Ministero dei Beni e delle Attività Culturali.
Il palazzo è stato affrescato da diversi celebri artisti tra i quali Valerio Castello, Andrea Seghizzi, Angelo Michele Colonna, Agostino Vitelli e G.B. Carlone.
La quadreria comprende tra le altre opere di Antoon van Dyck, Luca Giordano, Bernardo Strozzi e del Grechetto.
Accanto al Palazzo Reale, in vico S. Antonio, una lapide ricorda che lì sorgeva un tempo il Teatro del Falcone, acquistato dai Durazzo ed annesso al palazzo; l'epigrafe ricorda anche il soggiorno genovese del drammaturgo veneziano Carlo Goldoni e la sua storia d'amore con la genovese Nicoletta Conio, che sarebbe divenuta sua moglie.

#### Palazzo dell'Università

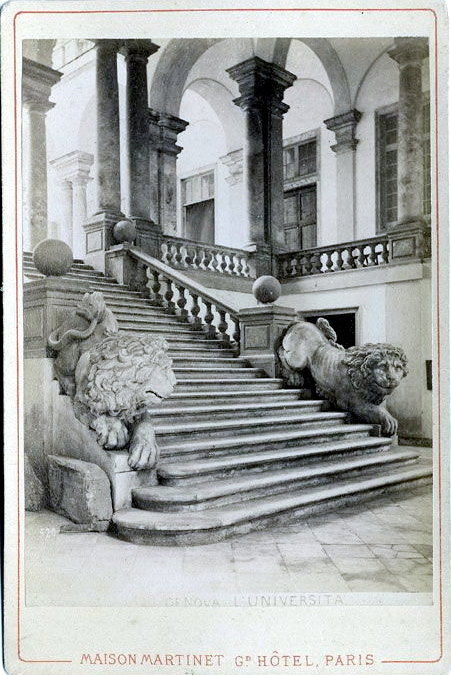
Immagine d’epoca del palazzo dell’Università

Al civico 5 di via Balbi l'ex collegio dei Gesuiti, costruito su disegno di Bartolomeo Bianco tra il 1634 e il 1636, ospita dal 1775 la sede dell'Università di Genova. Il Bianco si ispirò al modello realizzato da Domenico e Giovanni Ponzello per il palazzo Doria-Tursi, che ben si adattava alla pendenza del terreno, con una scenografica scalinata marmorea che dall'atrio conduce al cortile sopraelevato, circondato da un porticato a colonne binate, da cui altre scale sul fondo raggiungono i piani superiori dell'edificio e il retrostante Orto Botanico.
Oggi il palazzo ospita gli uffici del rettorato, alcune facoltà e uffici amministrativi. Nell'aula magna sono conservate sei statue delle Virtù e sette bassorilievi in bronzo con episodi della Passione di Gesù, opera della scuola del Giambologna (1587 circa), in origine nella scomparsa chiesa di San Francesco di Castelletto.
Accanto al palazzo l'ex chiesa dei Santi Gerolamo e Francesco Saverio, della metà del Seicento, ospita la biblioteca universitaria, originata dalla biblioteca dei Gesuiti e arricchitasi nel tempo con vari lasciti. Nella biblioteca sono conservati preziosi manoscritti e incunaboli.
Oggi anche il palazzo Balbi-Senarega e il palazzo Raggio di via Balbi ospitano rispettivamente gli istituti universitari delle facoltà umanistiche e la facoltà di Lettere.

#### Borgo del Carmine

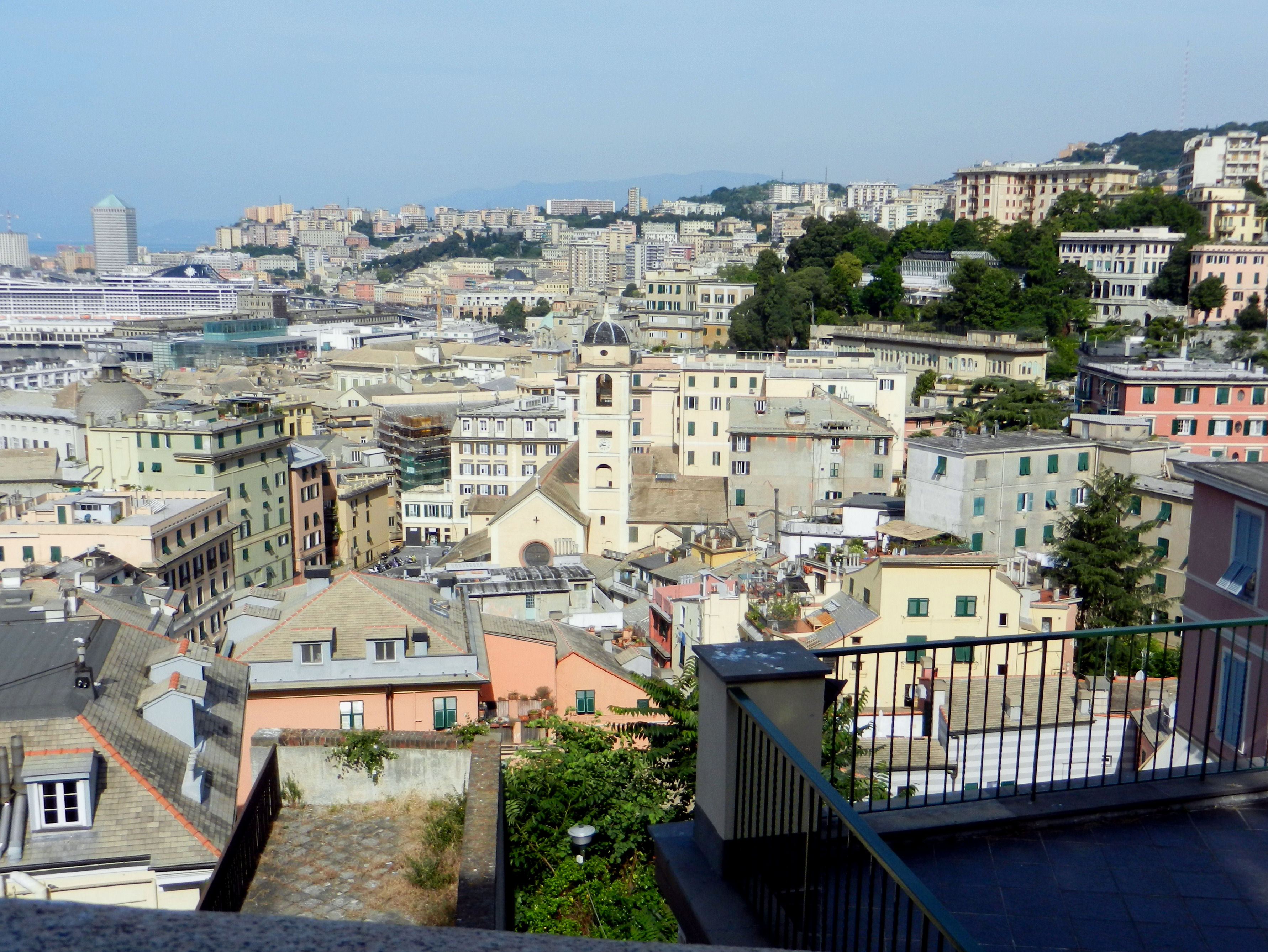
Il borgo del Carmine visto da corso Carbonara

Il borgo del Carmine è un nucleo urbano medioevale situato spalle di piazza della Nunziata, esteso lungo le pendici della collina di Castelletto, sul versante sinistro della valletta di Carbonara. Il borgo, anticamente detto di Vallechiara, in seguito ha preso il nome dalla chiesa di N.S. del Carmine. Il borgo, che mantiene intatto l'aspetto originario, con gli stretti vicoli le case addossate le une alle altre, collegate tra loro con archi in muratura, ha il suo centro nella piccola piazza del Carmine, circondata da antiche botteghe e osterie, con la struttura metallica ottocentesca del mercato rionale, recentemente ristrutturata e da ottobre 2013 sede di un mercato di prodotti agro-alimentari a chilometro zero; a monte della piazza un intrico di vicoli dai nomi caratteristici (vico del Cioccolatte, vico della Fragola, vico e piazza della Giuggiola, vico dello Zucchero, per citarne alcuni) risale la collina fino al limite della cinta muraria cinquecentesca, nei pressi dell'Albergo dei Poveri. Qui, al termine della salita di Carbonara, sorgeva la porta omonima, oggi appena intuibile nel muro di sostegno dei soprastanti giardini pubblici intitolati allo scrittore Tito Rosina. Nella zona sorgevano diverse chiese, conventi e oratori, oggi scomparsi (chiesa di S. Agnese, convento di S. Bernardino, di cui resta il seicentesco oratorio) o abbandonati (chiesa e convento di S. Bartolomeo dell'Olivella).
La zona più a valle, nei pressi della basilica della Nunziata, è stata profondamente modificata nell'Ottocento, con demolizioni per l'apertura di via Polleri e la costruzione di nuovi caseggiati; in questa circostanza fu demolita anche la chiesa di S. Agnese. Nel 2002 due caseggiati ottocenteschi nei pressi della piazza del Carmine sono stati demoliti e ricostruiti esternamente nelle stesse forme per consentire la costruzione di un parcheggio interrato.

#### Truogoli di S. Brigida
Al centro di una piazzetta che si apre nell'intrico dei vicoli tra Via Balbi e Via Prè, circondata da alti edifici, oggetto di un intervento di recupero nella metà degli anni ottanta, si trovano i “truogoli di Santa Brigida”, con un'elegante copertura metallica, uno dei pochi sopravvissuti dei numerosi lavatoi pubblici che esistevano fino agli anni sessanta in ogni angolo della città. Furono costruiti nel 1656 con il contributo della famiglia Balbi e resi celebri da numerose immagini ottocentesche.
In epoca medioevale sul lato di levante della piazza scorreva il breve rio S. Brigida, oggi coperto, che alimentava una fontana, detta “dei macellari”, che proprio per la presenza di acqua corrente e il terreno relativamente pianeggiante avevano trovato il luogo ideale per esercitarvi la loro attività. Sempre nella piazza si trovava l'ospedale di S. Bernardo, detto anche “dello Scalo”, ma più comunemente indicato come “ospedale degli esposti”, perché destinato ad accogliere i neonati abbandonati.

#### Castello d'Albertis
Il Castello d'Albertis, che svetta sopra via Balbi con la sua torre, copia di quella degli Embriaci, fu costruito in stile neoromanico tra il 1886 ed il 1892 da Matteo Graziani e Francesco Parodi (con la supervisione di Marco Aurelio Crotta e Alfredo d'Andrade), sui resti del cinquecentesco bastione di Montegalletto, al confine con il quartiere di Castelletto, per il capitano ed esploratore Enrico Alberto d'Albertis, che nel 1932 lo lasciò in eredità al Comune di Genova, insieme con le ricche collezioni raccolte nei suoi viaggi in Africa, America e Oceania. Queste collezioni hanno costituito il nucleo originario delle raccolte del Museo delle culture del mondo, ospitato all'interno del castello, e nel quale sono poi confluite anche quelle provenienti dal museo Lunardi.

#### L'area portuale

##### La Darsena
L'area a mare antistante il quartiere di Prè è stata destinata fin dal XII secolo alle infrastrutture di servizio alle attività portuali. Nel 1284, questo spazio fu riorganizzato realizzando tre bacini distinti, separati da piccoli moli e protetti da mura e da torri merlate: un approdo per le piccole imbarcazioni che praticavano il commercio di cabotaggio, detta “Darsena dei vini” o “Darsena delle barche”, una darsena per le galee (“Darsena delle Galere”), e l'Arsenale per la costruzione delle navi, sia mercantili che da guerra.

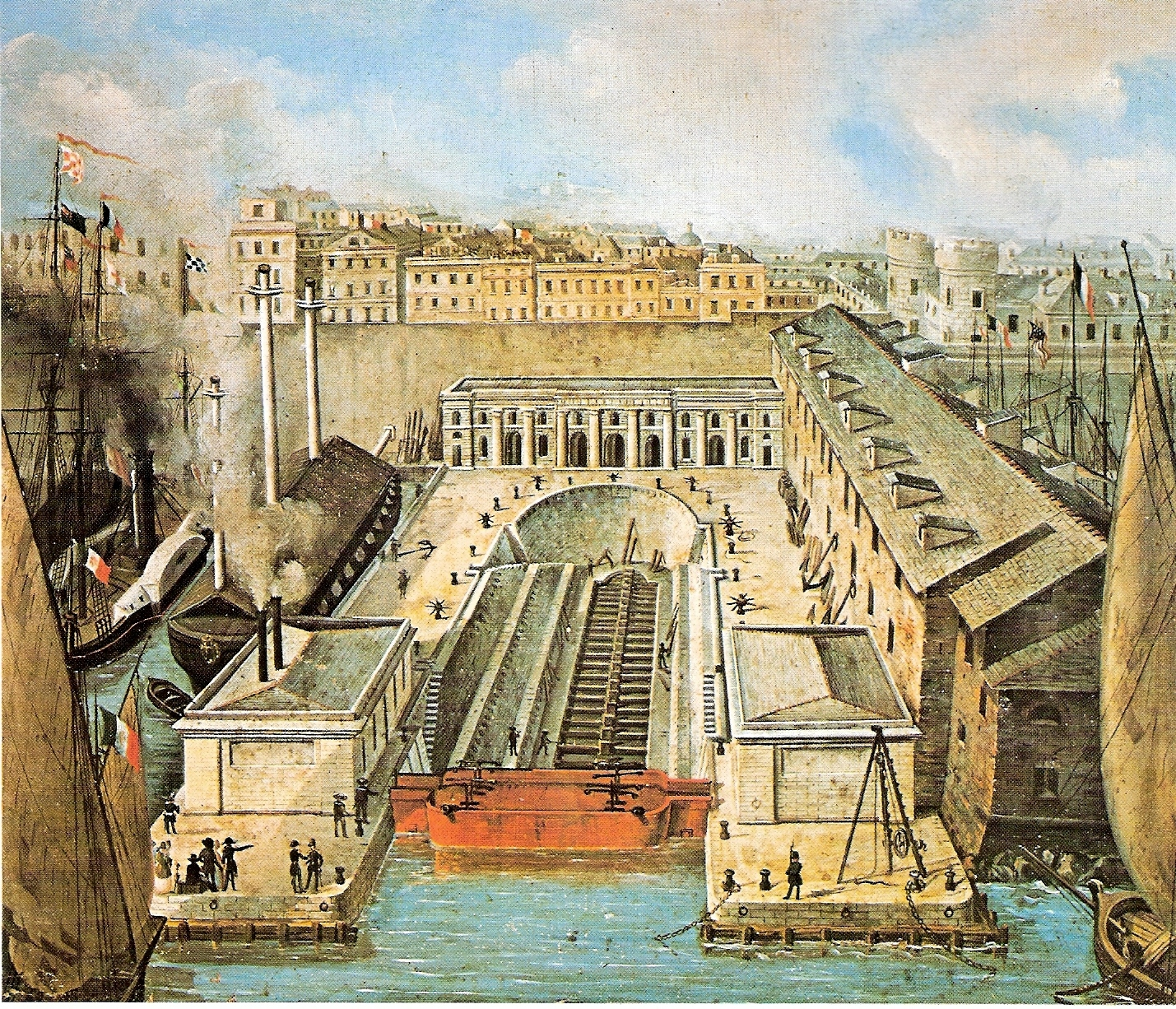
Il bacino di carenaggio della darsena in un dipinto ottocentesco

Dopo il 1797, con il governo napoleonico e poi con quello sabaudo, la darsena venne militarizzata e tale rimase fino alla metà dell'Ottocento, quando l'area a mare dell'Arsenale fu interrata e fu costruito il piccolo bacino di carenaggio ancora esistente. Nel 1870 l'area divenne di proprietà comunale e trasformata in emporio commerciale con la costruzione di nuovi grandi magazzini, realizzando un deposito franco; i nuovi edifici, chiamati secondo un'antica tradizione "quartieri", vennero battezzati con i nomi delle antiche colonie genovesi (Caffa, Cembalo, Metelino, Scio e Tabarca, che andavano ad affiancare i più antichi Famagosta e Galata); i lavori, iniziati nel 1879, terminarono nel 1898. La Darsena in quel periodo divenne il punto di arrivo dei prodotti alimentari provenienti dai porti del Mediterraneo e del Nord Europa, come nel caso del baccalà, che arrivava direttamente dai porti norvegesi. Tra la fine dell'Ottocento e i primi del Novecento furono costruiti i grandi silo granari a calata Santa Limbania. Nei primi anni duemila, nel quadro degli interventi di riconversione e riqualificazione del Porto antico, gli edifici della Darsena e dell'Arsenale sono stati restaurati dall'architetto spagnolo Guillermo Vázquez Consuegra, che ha disegnato anche il nuovo edificio in acciaio e cristallo del Galata − Museo del mare, integrandolo con i preesistenti edifici storici.
Il "quartiere" Scio, il più grande degli edifici ottocenteschi, che sorge accanto al Museo del mare, ristrutturato negli anni novanta, ospita dal 1996 la sede della facoltà di Economia dell'Università di Genova.

##### Il bacino di carenaggio della Darsena
Il piccolo bacino di carenaggio costruito nel 1851 all'interno della darsena, uno dei più antichi del Mediterraneo, è visibile da via Gramsci, di fronte alla Porta dei Vacca; è tuttora in funzione e viene utilizzato per la manutenzione di rimorchiatori e imbarcazioni da diporto.

##### I silo granari di calata S. Limbania

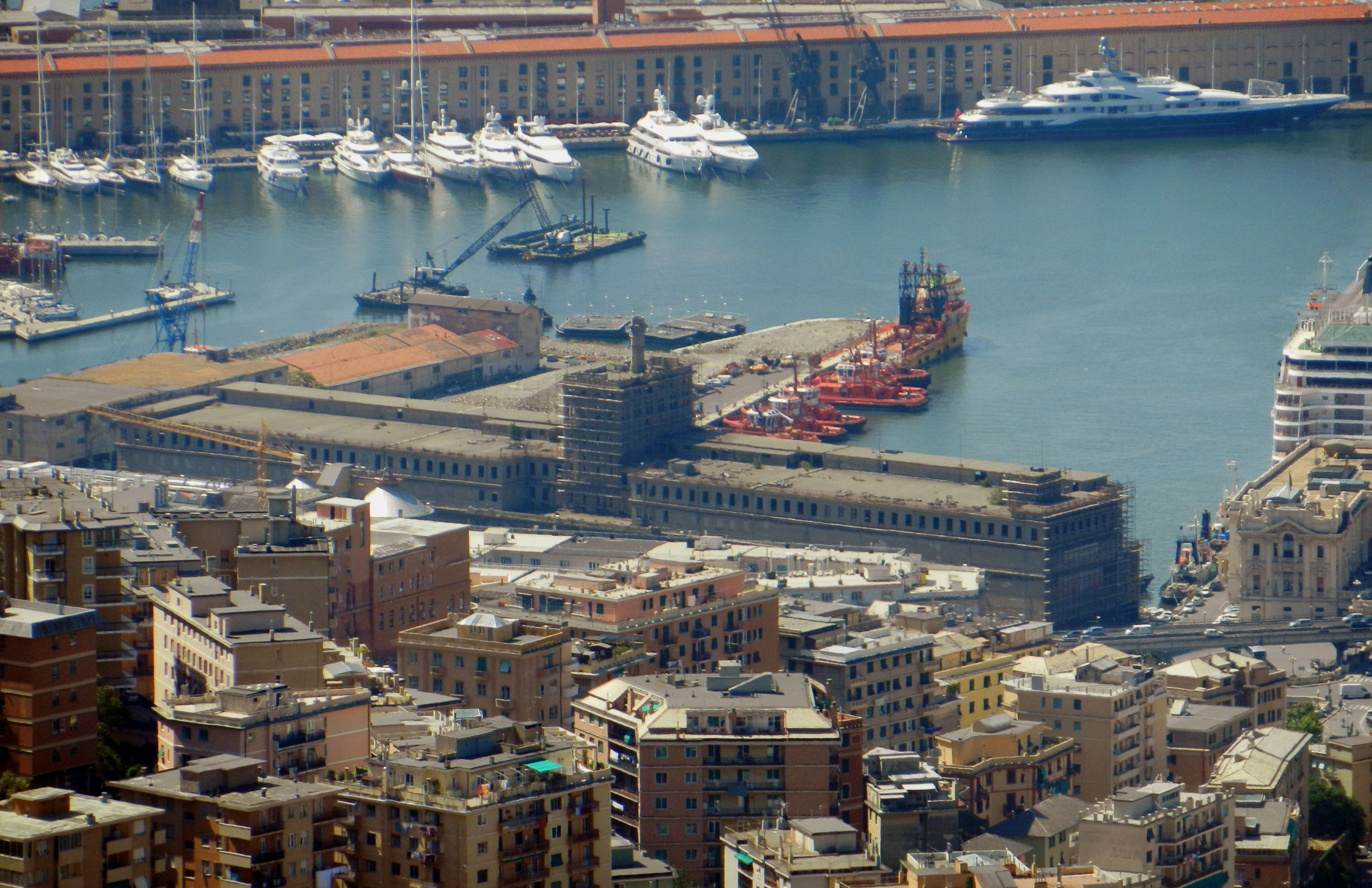
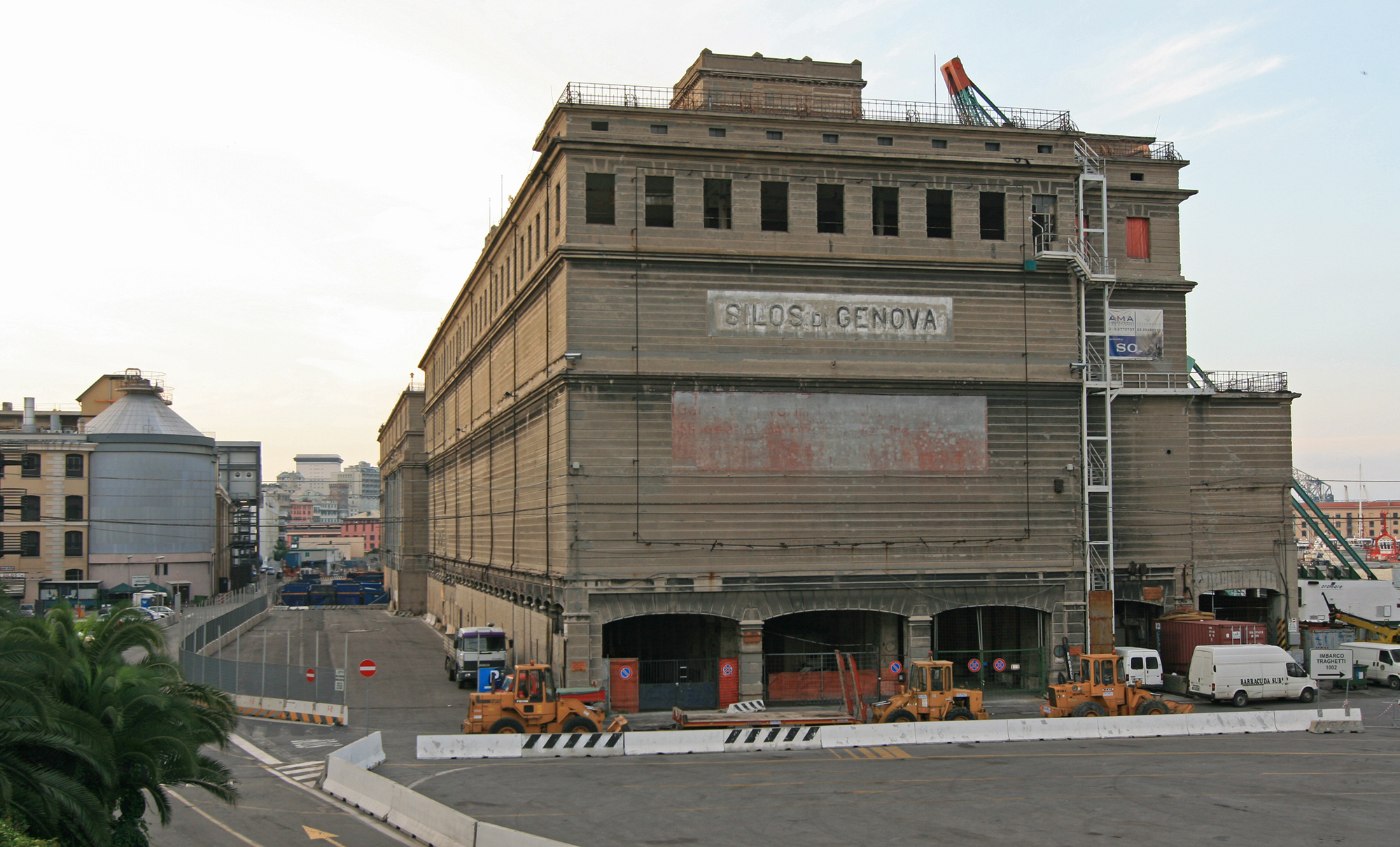

Realizzata tra la fine dell'Ottocento e i primi anni del nuovo secolo, questa imponente struttura, costruita in cemento armato con il sistema Hennebique, è lunga 212 m ed ha una superficie di circa 45.000 m². distribuiti su sei piani. L'impianto, inaugurato nel 1901, comprende un locale centrale per i macchinari di servizio, sovrastato dalla torre per gli elevatori, e due lunghe ali contenenti le celle per lo stoccaggio delle granaglie. I silos sono stati utilizzati fino agli anni settanta per l'immagazzinamento dei cereali che giungevano via mare. L'Autorità Portuale di Genova ha recentemente lanciato un bando di gara per la ristrutturazione e la gestione dell'edificio, ultimo tassello del piano di riqualificazione dell'area della Darsena.

##### Galata Museo del Mare

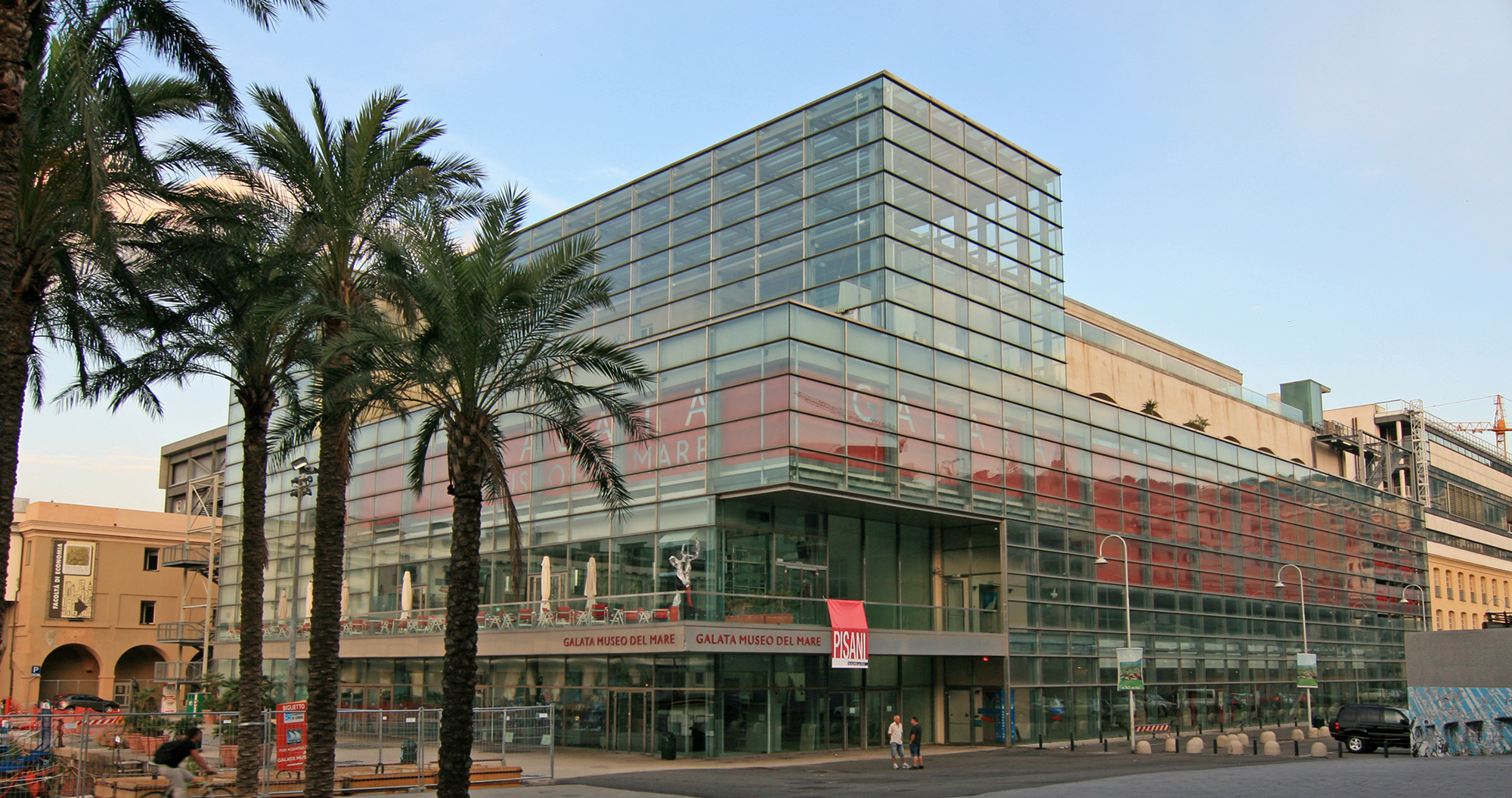
Il Museo del Mare

Il moderno edificio del Museo del Mare, costruito come già accennato su progetto di Guillermo Vázquez Consuegra, è stato inaugurato nel luglio 2004. L'edificio moderno integra uno dei più antichi “quartieri” dell'antico arsenale, il Galata, quello in cui venivano costruite le galee, in cui è stato ripristinato uno degli originali scivoli di varo e dove è conservata la ricostruzione, realizzata nel 2003 nei cantieri navali di Ostenda, di una galea genovese del XVII secolo.

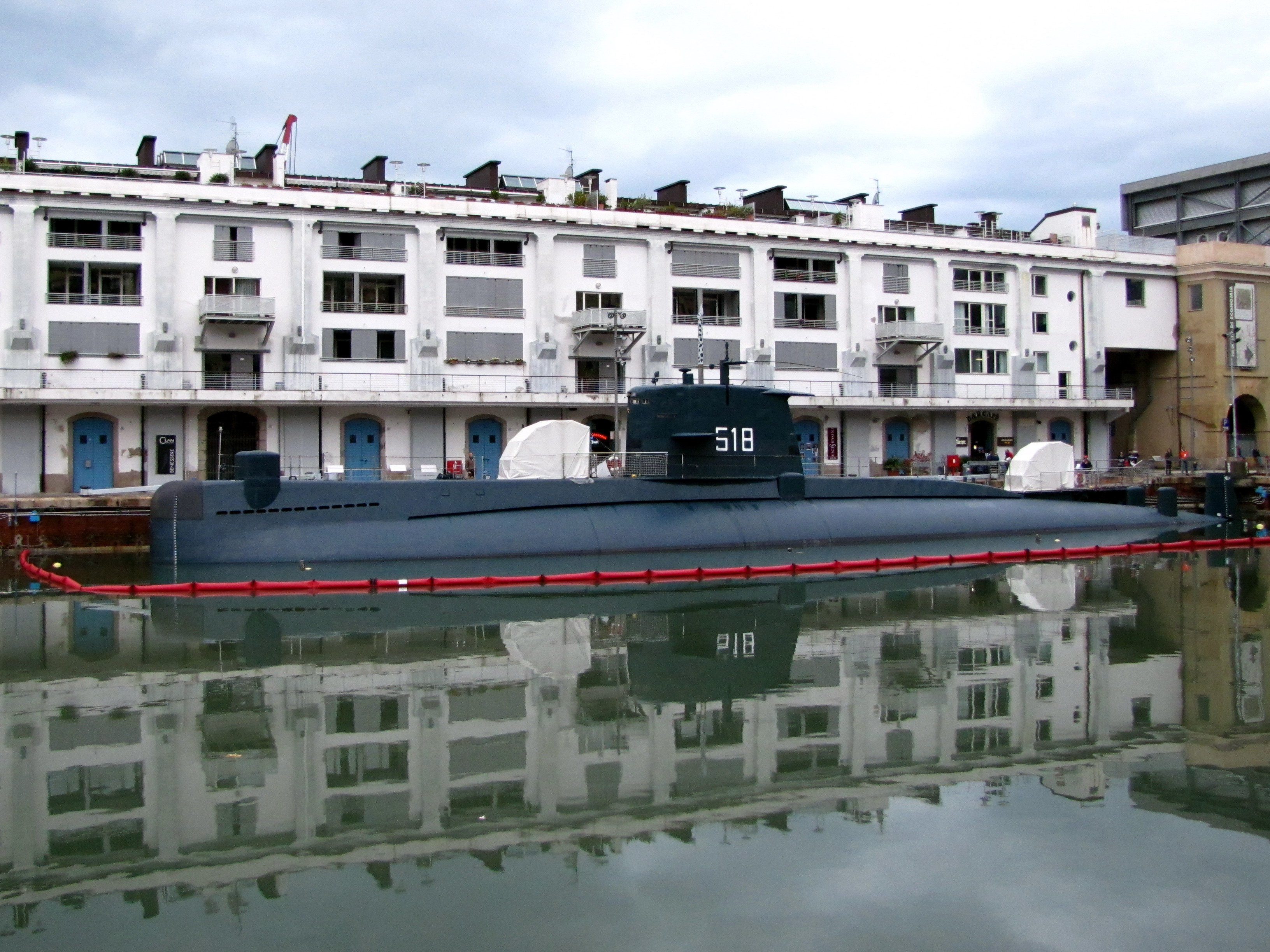
Il sommergibile Nazario Sauro

Attorno a questa nave ruota l'intero percorso museale, che integra un approccio più tradizionale ed uno multimediale e interattivo. Il museo occupa 20 sale su una superficie di circa 10.000 m².
All'ingresso del museo è collocato il modello del progetto di ristrutturazione del waterfront portuale proposto da Renzo Piano, il cosiddetto “Affresco”, donato al museo dal celebre architetto genovese.
Nel piccolo bacino della Darsena, antistante al museo, è ormeggiato dal 2009 il sommergibile Nazario Sauro, dismesso dalla Marina Militare nel 2002. Reso idoneo alle visite del pubblico, il sommergibile è stato anch'esso integrato nel percorso museale.

### Architetture religiose
La zona di Prè, un tempo periferica rispetto al cuore della città, fino al XVIII secolo era straordinariamente ricca di insediamenti monastici, chiese parrocchiali e oratori. Le vicende storiche, in particolare le leggi di soppressione degli ordini religiosi emanate nel 1797 dalla Repubblica Ligure napoleonica e la realizzazione di nuovi assi viari hanno causato la scomparsa di molti di questi storici edifici religiosi; alcuni di essi sono ancora esistenti anche se non più luoghi di culto (S. Fede, S. Sabina, Santi Gerolamo e Francesco Saverio, S. Bartolomeo dell'Olivella), mentre altre chiese e conventi sono stati demoliti per fare spazio a nuove strade ed edifici, lasciando in alcuni casi traccia nella toponomastica. Tra i più significativi di questi edifici religiosi si possono citare:
- Chiesa di Sant'Agnese. Sorgeva a poca distanza dalle chiese della Nunziata e di N.S. del Carmine. Costruita nel 1192 e più volte ricostruita nel corso dei secoli (l’ultima volta all’inizio del Seicento), fu chiusa al culto nel 1799, quando il titolo parrocchiale venne trasferito alla vicina chiesa di N.S. del Carmine, passata al clero diocesano dopo l’allontanamento dei Carmelitani. Nel 1820 fu quasi interamente demolita per la realizzazione di via Polleri, ed intorno al 1869 quanto ne restava fu inglobato all’interno di un edificio di civile abitazione al civ. 4 della stessa via, dove sono ancora presenti un tratto del muro perimetrale ed una colonna in mattoni.[44]
- Chiesa di San Tomaso. Era la più occidentale delle parrocchiali di Prè e sorgeva nei pressi dell'omonima porta cittadina; fu demolita nel 1884. Un tempo affacciata direttamente sul mare, si trovava di fronte al Palazzo del Principe, alla foce del rio Lagaccio. Il nucleo più antico di questo complesso monastico, in cui nel XIII secolo visse e morì S. Limbania di Cipro, risale all'VIII secolo, ma le prime notizie documentate sono del 1154, data in cui è attestata la presenza di monache benedettine. A questo periodo risale il chiostro di cui sono conservati nel museo di Sant'Agostino alcuni capitelli. Nel XII secolo la chiesa fu rifatta in forme romaniche, ampliata a tre navate e costruito il campanile. Nel XIV secolo il complesso fu inglobato all’interno delle mura cittadine e la porta che sorgeva accanto alla chiesa prese il suo nome. Tra il XVI e il XVIII secolo intervennero altri restauri ed ampliamenti. Nel 1510 alle benedettine subentrarono le agostiniane. Il convento fu chiuso nel 1798 per le leggi di soppressione e trasformato in caserma. La chiesa, che era parrocchiale, rimase aperta al culto fino al 1884, quando fu demolita per l’ampliamento del porto e l’apertura di via Adua.[45][46]
- Chiesa di San Vittore. Chiamata popolarmente “chiesa di S. Vitto”, era una delle più antiche del quartiere e si affacciava sull’area dell’attuale piazza dello Statuto, di fronte alla Darsena. Fu chiusa nel 1799 e il suo titolo parrocchiale trasferito alla chiesa di S. Carlo di via Balbi. Alcuni anni più tardi fu demolita per la costruzione dell’ala “sabauda” del Palazzo Reale. I suoi resti sono venuti alla luce durante recenti lavori. La sua fondazione risale ai primi anni del secondo millennio e durante il Medioevo vi sorgeva un ospitale in cui erano tenuti in quarantena i pellegrini sbarcati nel porto, prima di essere ammessi in città.[47] Il complesso, affidato ai Benedettini fino alla metà del XV secolo fu poi dato in commenda; tra i commendatari molto stimato fra il clero genovese fu Giovanni Agostino Centurione, eletto nel 1534, che aveva ottenuto l’esenzione dal pagamento di alcuni diritti spettanti alla curia romana. A lui fu dedicata una statua,  oggi collocata lungo la scala di accesso alla chiesa dei Santi Vittore e Carlo in via Balbi. La chiesa fu consacrata dall’arcivescovo De Franchi nel 1735. Quando nel 1797 le leggi di soppressione degli ordini religiosi portarono alla chiusura del vicino convento di S. Carlo, dei Carmelitani scalzi, la loro chiesa, più ricca e grande, passata al clero secolare, divenne parrocchiale in luogo dell’antica S. Vittore, che fu chiusa nel 1799 e nel 1838 inglobata nella struttura di un edificio collegato con il vicino Palazzo Reale. Tutti gli arredi e le opere d’arte furono trasferiti nella nuova sede parrocchiale.[46] I resti di gran parte della chiesa, che si credeva completamente demolita, sono venuti alla luce durante i lavori di ristrutturazione dell’edificio di piazza dello Statuto, poi divenuto caserma della guardia di Finanza ed ora destinato ad ospitare uffici della Soprintendenza per i Beni architettonici della Liguria. Non si tratta, come in altri casi, di frammentari resti medioevali, ma dell’intera navata nord, parte della facciata con due grandi tombe ad arcosolio, parte dell‘abside e i resti di un sepolcreto.[47]

- Abbazia di sant'Antonio abate. Dei numerosi conventi della zona di Prè quello di S. Antonio abate era l’unico che sorgeva nei vicoli del quartiere antico, tra via Prè, vico di Sant'Antonio, via Balbi e vico inferiore del Roso. L'abbazia e l'annessa chiesa, fondate nel 1184 dai monaci dell'Abbazia di Borzone[48][49], non esistono più dal 1881, quando l'imprenditore Edilio Raggio fece ampliare il suo palazzo di via Balbi, inglobando l’antico edificio, del quale resta una grande sala con il soffitto in legno dipinto, corrispondente a parte dell'antica chiesa. L'accesso all’abbazia si trovava in vico Sant'Antonio, che collega via Prè a via Balbi passando lungo il muro perimetrale del Palazzo Reale: il portale trecentesco, ancora presente, è in stile gotico con due sottili colonne corinzie che sorreggono un'ogiva. Intorno si possono scorgere, oltre a vari agnelli mistici raffiguranti Cristo, le pietre bianco-nere di tipica età basso medioevale. In epoca rinascimentale l'ingresso era stato spostato in via Prè e l'accesso dal vicolo trasformato in infermeria. Altre testimonianze ancora visibili dell'antico ospedale sono le colonne in pietra nera, sormontate da archi in mattoni a vista, presenti all'interno di un piccolo supermercato all'angolo tra via Prè e vico inferiore del Roso mentre un bassorilievo in pietra di promontorio sulla parete dell'edificio sito tra via Prè e vico inferiore del Roso mostra Sant'Antonio che aiuta un povero e alla destra del primo si scorgono un maiale, simbolo di prosperità e un Agnus Dei che simboleggia la costante vicinanza di Cristo agli operatori del bene. Il complesso appartenne fino al 1255 all'ordine degli Ospedalieri Antoniani e poi ai monaci dell'Abbazia di Lerino che in un piccolo ospedale annesso al convento curavano i malati affetti dal fuoco di Sant'Antonio[50] Nel 1514 il complesso fu dato in giuspatronato da papa Leone X al nobile Babilano Pallavicino, verso la metà del XVII secolo, chiuso l’ospedale, fu ricostruita la chiesa mentre il convento fu trasformato in abitazioni; nel 1881 anche la chiesa e quanto restava del convento furono inglobati nel palazzo Raggio di via Balbi.[5][45][51]

#### Chiese cattoliche parrocchiali
Nell'area di Prè, dopo le vicende storico-urbanistiche degli ultimi due secoli (vedi box a lato) si trovano oggi cinque chiese cattoliche parrocchiali, che fanno parte del vicariato "Centro Ovest" dell'arcidiocesi di Genova.

##### Commenda di San Giovanni di Prè

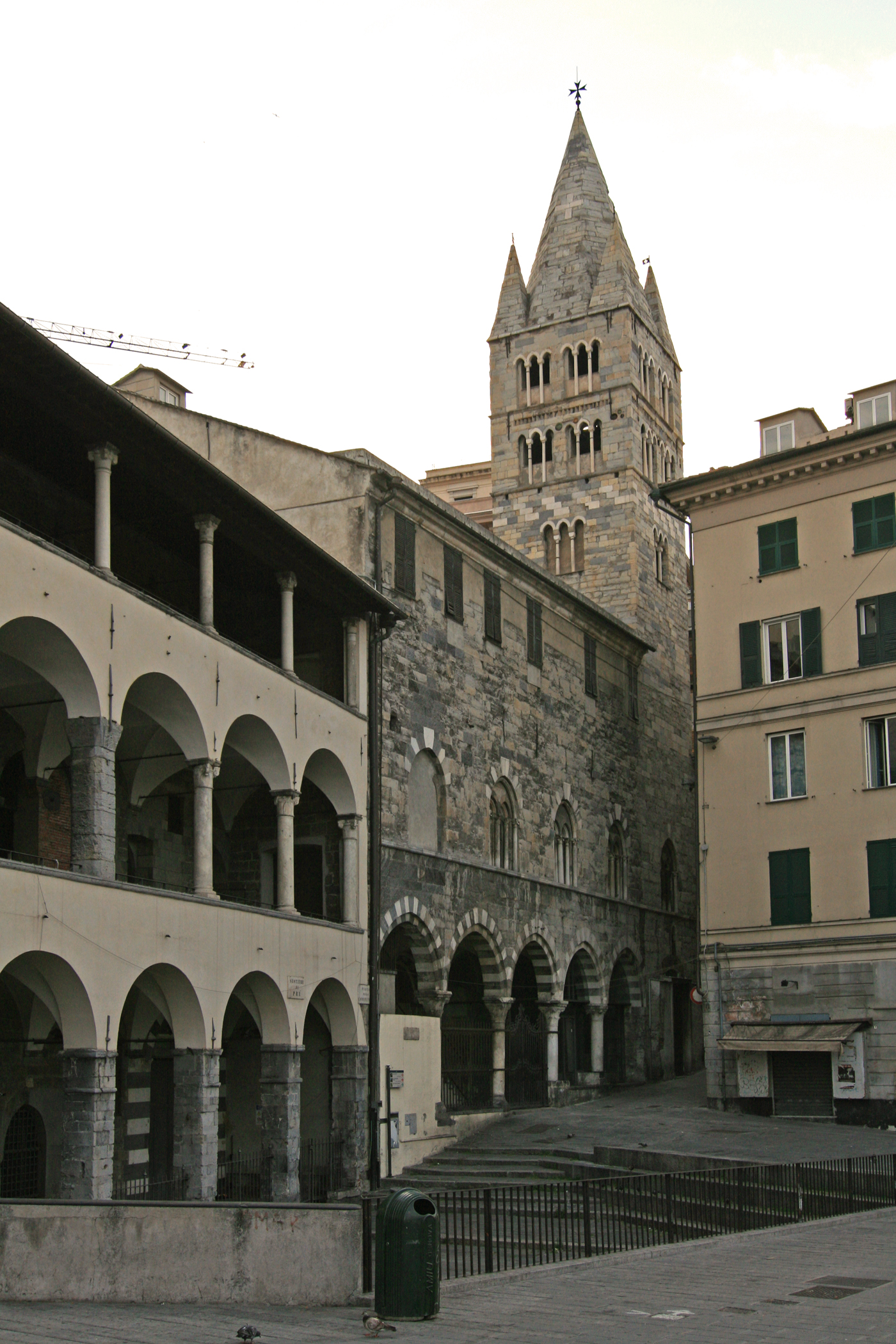
La Commenda di San Giovanni di Prè

La Commenda di San Giovanni di Prè è complesso formato da due chiese in stile romanico, sovrapposte l'una all'altra, con annesso un convento appartenuto ai Cavalieri Gerosolimitani e un ospitale in cui era fornita assistenza ai pellegrini e ai crociati in partenza per la Terra santa.
Fondata nel 1180 dai cavalieri ospitalieri di S. Giovanni di Gerusalemme, fu per tutto il Medioevo un importante punto di riferimento per tutti coloro che salpavano dal porto di Genova sulle rotte del Mar Mediterraneo.
Il complesso si affaccia su piazza della Commenda con il caratteristico loggiato del convento, il campanile con la cuspide piramidale, tipica del romanico genovese, e il fianco della chiesa in cui si apre una serie di bifore. Si accede alla chiesa superiore da una porta su salita San Giovanni, realizzata nel 1731 quando la chiesa fu aperta al culto pubblico (prima era adibita ad uso esclusivo dei cavalieri gerosolimitani, con accesso solo dall'interno del convento).
Nel 1798 l'edificio fu espropriato dal governo della Repubblica Ligure ed adibito a vari usi, esclusa la chiesa superiore, intitolata a S. Giovanni Evangelista, che divenne parrocchiale ed è ancora oggi luogo di culto. Il resto del complesso è dal 2009 sede del “museoteatro della Commenda”, un allestimento multimediale che, nei locali riportati all'originale struttura romanica, fa rivivere l'atmosfera medioevale attraverso dialoghi e racconti di personaggi dell'epoca, interpretati dagli attori del “teatrodelsuono” di Andrea Liberovici.
Presso la Commenda di Prè, all'epoca della sua fondazione visse per circa cinquant'anni il cavaliere gerosolimitano Ugo Canefri (1148-1233), dal quale prende il nome il torrentello (oggi interamente coperto), che sfociava in mare nei pressi della Commenda (rio Sant'Ugo).

##### Basilica della SS. Annunziata del Vastato

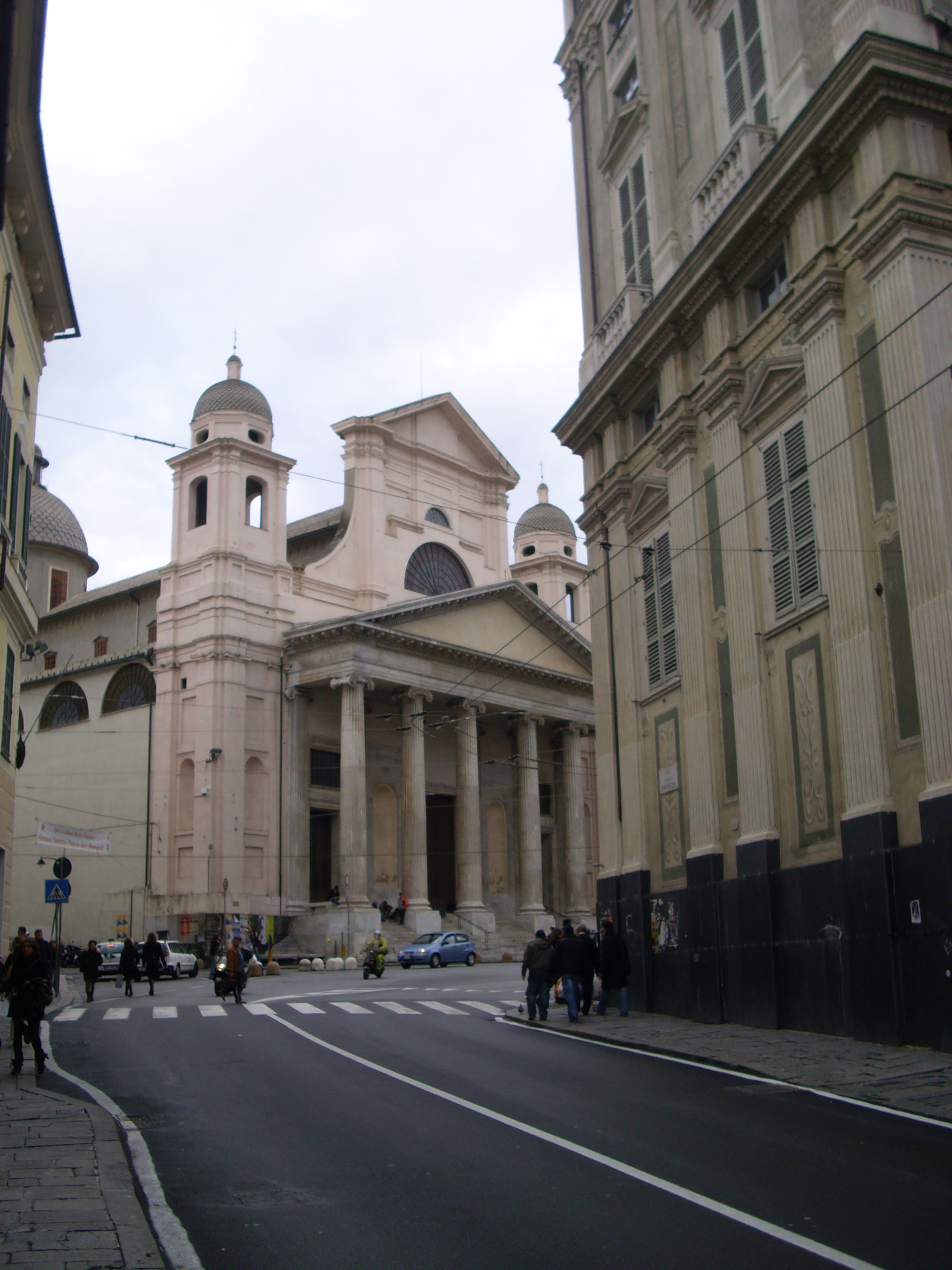
La chiesa della Nunziata vista da via delle Fontane

La basilica della Santissima Annunziata del Vastato, una delle chiese genovesi più ricche di opere d'arte, rappresentative del barocco del primo Seicento, si affaccia su piazza della Nunziata con il pronao e i due campanili. L'interno, grande e luminoso, restaurato dopo i gravi danni della seconda guerra mondiale, ha tre navate e pianta a croce latina con una serie di cappelle laterali, arricchite da affreschi, dipinti, marmi intarsiati e stucchi in oro zecchino, opere dei migliori artisti genovesi del Seicento.
Fu costruita dai Frati Minori Conventuali a partire dal 1520 sul sito di una più antica chiesa dei Frati Umiliati intitolata a S. Marta. La nuova costruzione, dedicata a S. Francesco, con la denominazione di “San Francesco del Guastato” venne iniziata in forme tardo-gotiche, stile ormai anacronistico per quei tempi, e sommariamente completata pochi anni dopo, pur priva di facciata. Nel 1537 ai Minori Conventuali subentrarono i Francescani Minori, costretti a lasciare il convento della Santissima Annunziata di Portoria, parzialmente demolito per l'ampliamento delle mura. I Francescani Minori vollero intitolare anche la loro nuova chiesa alla “Santissima Annunziata”.
Con le nuove disposizioni volute dal Concilio di Trento nel 1582 si resero necessarie gravose modifiche alla struttura dell'edificio, finanziate dalla famiglia Lomellini, che ottenne l'uso della chiesa come cappella gentilizia. Con il loro patrocinio fu realizzata la maggiore impresa architettonica ed artistica del Seicento genovese.
Dopo i primi adeguamenti architettonici di Taddeo Carlone, dal 1615 furono Domenico “Scorticone” e Giacomo Porta a dirigere il cantiere e curare l'ampliamento della chiesa nelle attuali forme barocche e la ricca decorazione interna, mentre Giovanni Battista e Giovanni Carlone realizzarono gli affreschi delle navate e del transetto.
La facciata neoclassica, con il pronao con sei colonne in stile ionico, fu realizzata solo nel 1867 sulla base dei progetti redatti da Carlo Barabino nel 1834 e rielaborati da Giovanni Battista Resasco nel 1841.
Nel 1898 la chiesa fu eretta in parrocchia dall'arcivescovo Tommaso Reggio, che l'affidò nuovamente ai frati Minori che avevano dovuto lasciarla nel 1861 per le leggi di soppressione degli ordini religiosi emanate dal governo sabaudo. La chiesa subì gravi danni per i bombardamenti della seconda guerra mondiale, in particolare quello del 29 ottobre 1943, a cui seguirono i restauri nel dopoguerra.

##### Chiesa dei santi Vittore e Carlo

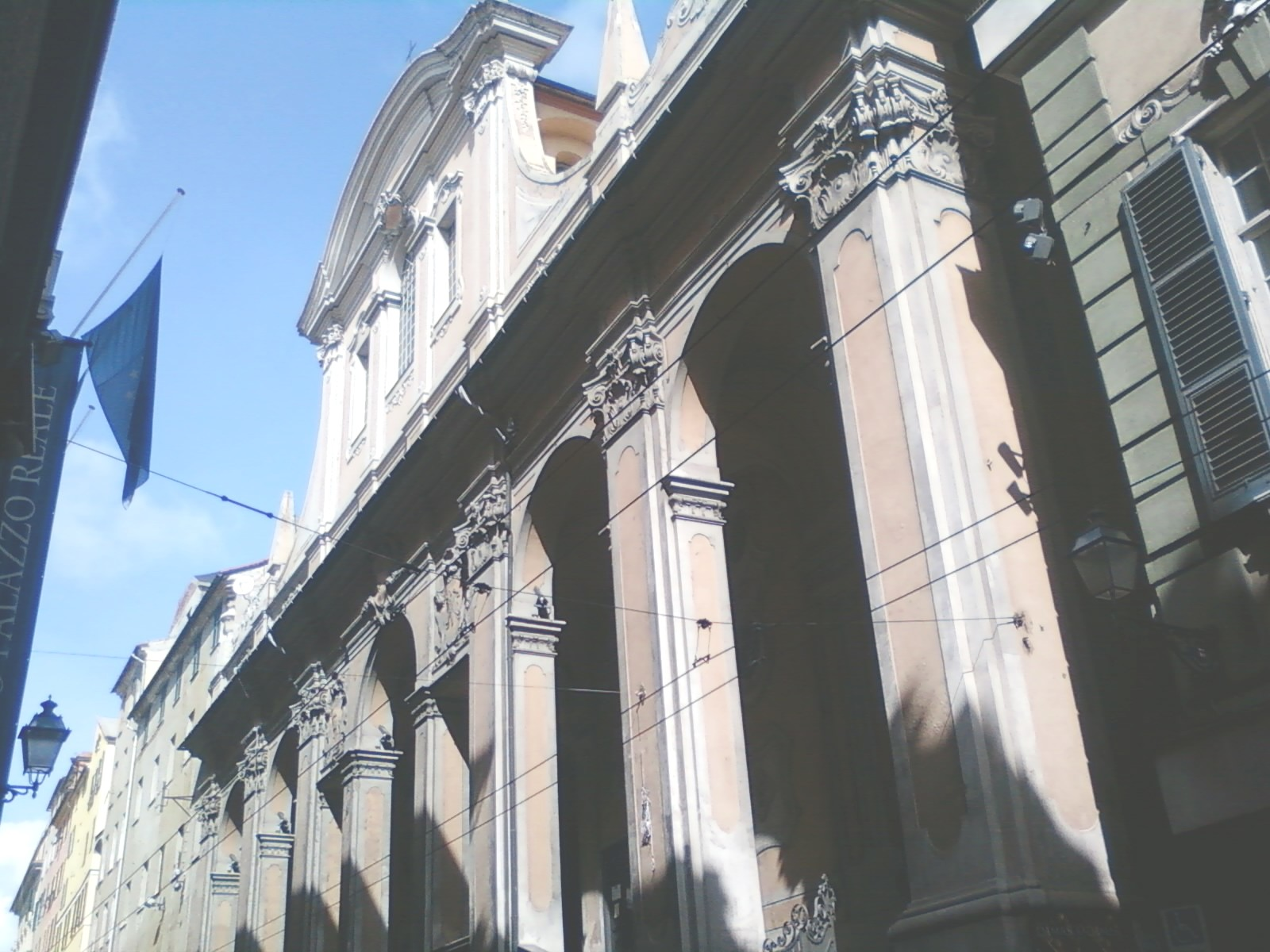
La chiesa dei santi Vittore e Carlo

La chiesa dei Santi Vittore e Carlo, sita in via Balbi, di fronte al Palazzo Reale, fu costruita tra il 1629 e il 1635 su disegno di Bartolomeo Bianco per i Carmelitani scalzi, che la officiarono fino al 1974. La facciata a loggiato fu ricostruita nel 1743 a spese di Eugenio Durazzo e decorata con marmi e stucchi.
Il convento fu chiuso nel 1798 per decreto della Repubblica Ligure e abbandonato dai Carmelitani; la chiesa, passata al clero secolare, l'anno seguente divenne sede parrocchiale in sostituzione di quella di San Vittore, sconsacrata e chiusa al culto, il cui titolo fu aggiunto a quello di San Carlo. Nel 1847 l'arcivescovo Placido Maria Tadini richiamò ad officiarla i Carmelitani. Nel gennaio 1974, il cardinale Siri ne affidò la cura alla Pia Unione "Fraternità della Santissima Vergine Maria".
La chiesa, a cui si accede tramite una scala a due rampe, ha pianta a croce latina, con una sola navata e sei cappelle laterali e una grande cupola all'incrocio tra la navata e il transetto. L'imponente altare maggiore, collocato nel 1867, proviene dalla demolita chiesa di San Domenico; le decorazioni interne sono quasi tutte di fine Ottocento, e furono eseguite sotto la direzione di Maurizio Dufour. Numerose le opere d'arte, quasi tutte di artisti genovesi del Seicento e del Settecento.
Sopra l'altare campeggia una statua lignea raffigurante la Madonna col Bambino, conosciuta popolarmente come Madonna della Fortuna, proveniente dalla scomparsa chiesa di San Vittore. Secondo la tradizione, questa statua, a cui è legata una leggenda popolare, era la polena di una nave naufragata nel porto di Genova nel 1636. Ribattezzata con il titolo di N.S. della Fortuna, fu collocata nella chiesa di San Vittore, da cui fu trasferita in San Carlo nel 1799.

##### Chiesa di Nostra Signora del Carmine e Sant'Agnese

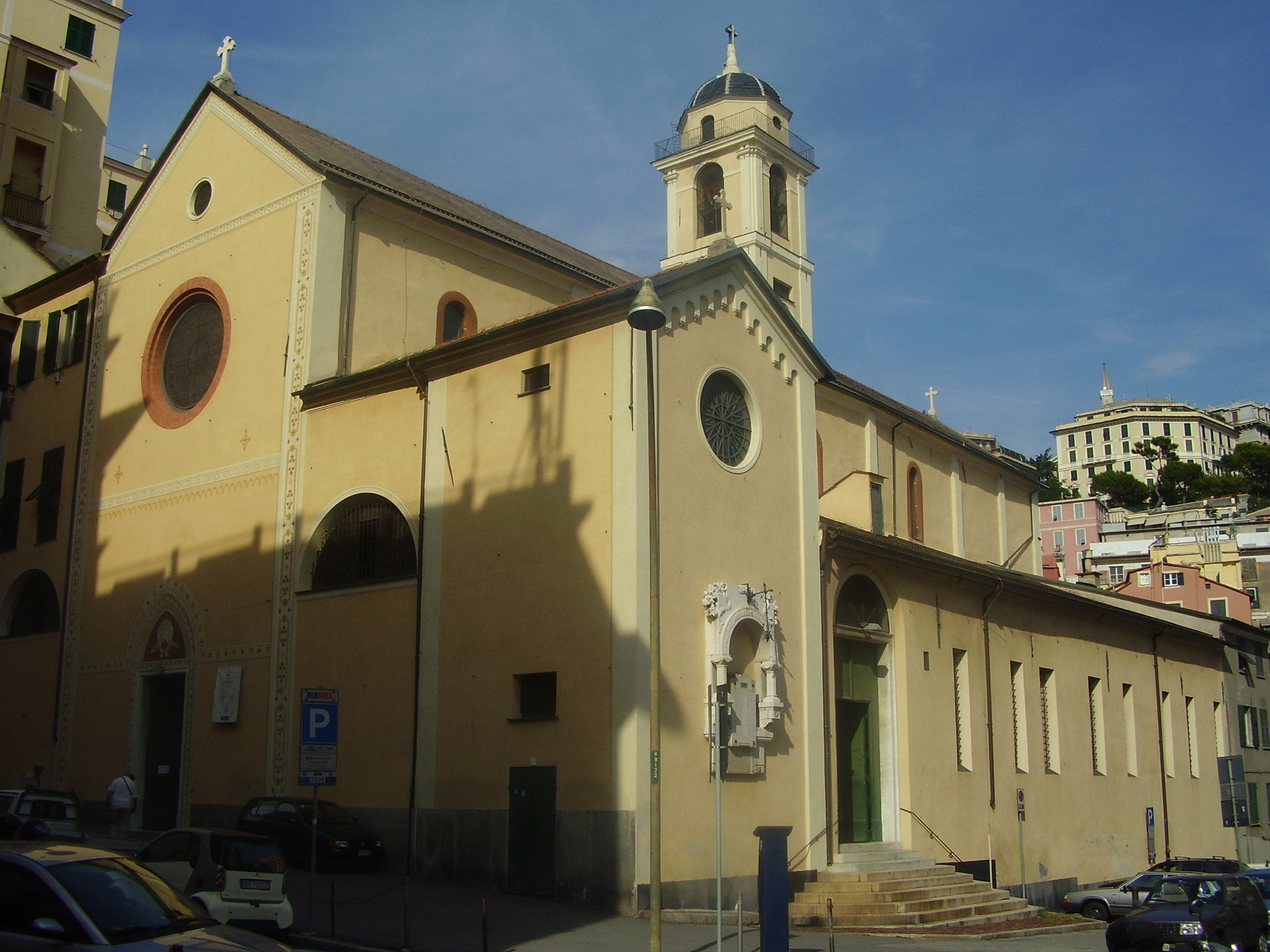
La chiesa del Carmine

La chiesa di Nostra Signora del Carmine e Sant'Agnese, che dà il nome al borgo del Carmine, si affaccia su via Brignole De Ferrari, la strada che conduce all'Albergo dei Poveri. Fu fondata nel 1262 dai frati Carmelitani sul sito di una precedente cappella intitolata all'Annunziata ed ampliata nei secoli successivi. 
Nel 1797 i Carmelitani vennero allontanati per le leggi di soppressione degli ordini religiosi emanate dalla Repubblica Ligure. Chiuso il convento, la chiesa passò al clero secolare e fu riaperta nel 1799, divenendo parrocchiale in luogo della chiesa di Sant'Agnese, chiusa al culto, il cui titolo fu aggiunto a quello di N.S. del Carmine.
Nel 1870 per l'apertura di via Brignole De Ferrari furono demoliti il convento e il chiostro. Nel 1892 fu rifatta la facciata. Vari interventi di restauro furono condotti a più riprese nel corso del Novecento ed ancora nel 2006. Nel 1893 nella chiesa fu battezzato Palmiro Togliatti; lo storico leader del Partito Comunista Italiano era nato infatti nel rione del Carmine il 26 marzo 1893 da una famiglia piemontese, a Genova per motivi di lavoro del padre. Il futuro leader comunista visse però a Genova solo i primissimi anni dell'infanzia.
Il 25 maggio 2013 nella chiesa si sono svolti i funerali di don Andrea Gallo, il popolare sacerdote fondatore della Comunità di San Benedetto al Porto, celebrati dal cardinale Angelo Bagnasco e da don Luigi Ciotti. Proprio dalla chiesa del Carmine nel 1970 don Gallo, allora giovane assistente del parroco, era stato allontanato per le sue idee ritenute ideologicamente troppo a sinistra dalla curia genovese dell'epoca.
L'interno della chiesa conserva pressoché intatto l'originario impianto gotico, con l'abside a pianta rettangolare, unica rimasta a Genova, tipica degli ordini mendicanti del XIII secolo. Numerose le opere d'arte conservate nella chiesa, in maggioranza dipinti ed affreschi dei più notevoli artisti attivi a Genova tra il XVI e il XVIII secolo

##### Chiesa di San Sisto papa e Natività di Maria SS.
La chiesa di San Sisto II P.M. e Natività di Maria SS., nota semplicemente come chiesa di S. Sisto, si trova sul lato a mare di via Prè. Una prima chiesa fu eretta in stile romanico verso la fine dell'XI secolo per commemorare la vittoria contro i saraceni delle navi di Genova e Pisa, avvenuta il 6 agosto 1087 a Mahdia; la chiesa fu intitolata a San Sisto essendo quel giorno la sua ricorrenza. Inizialmente fu affidata ai Benedettini che vi rimasero, salvo una breve interruzione, fino al 1479, poi passò al clero secolare.
Più volte ristrutturata, fu completamente ricostruita verso la fine del XVI secolo. Demolita nel 1825 per l'apertura della carrettiera Carlo Alberto, fu ricostruita poco distante tra il 1825 e il 1828. Il nuovo edificio, progettato da Giovanni Battista Resasco e Pietro Pellegrini, in stile neoclassico, ha forma circolare con pianta a croce greca, è sormontato da una grande cupola ed ornato da pilastri scanalati in stile corinzio. La cupola fu affrescata da Michel Cesare Danielli; sull'altare maggiore si trova una statua di San Sisto, opera di Giovanni Battista Cevasco (1856). La nuova chiesa, realizzata con finanziamenti pubblici e privati, fu aperta al culto nel 1828. Nei primi anni duemila è stata sottoposta a restauri che hanno riguardato la facciata e gli interni.

#### Chiese cattoliche non parrocchiali

##### Chiesa e oratorio di San Filippo Neri

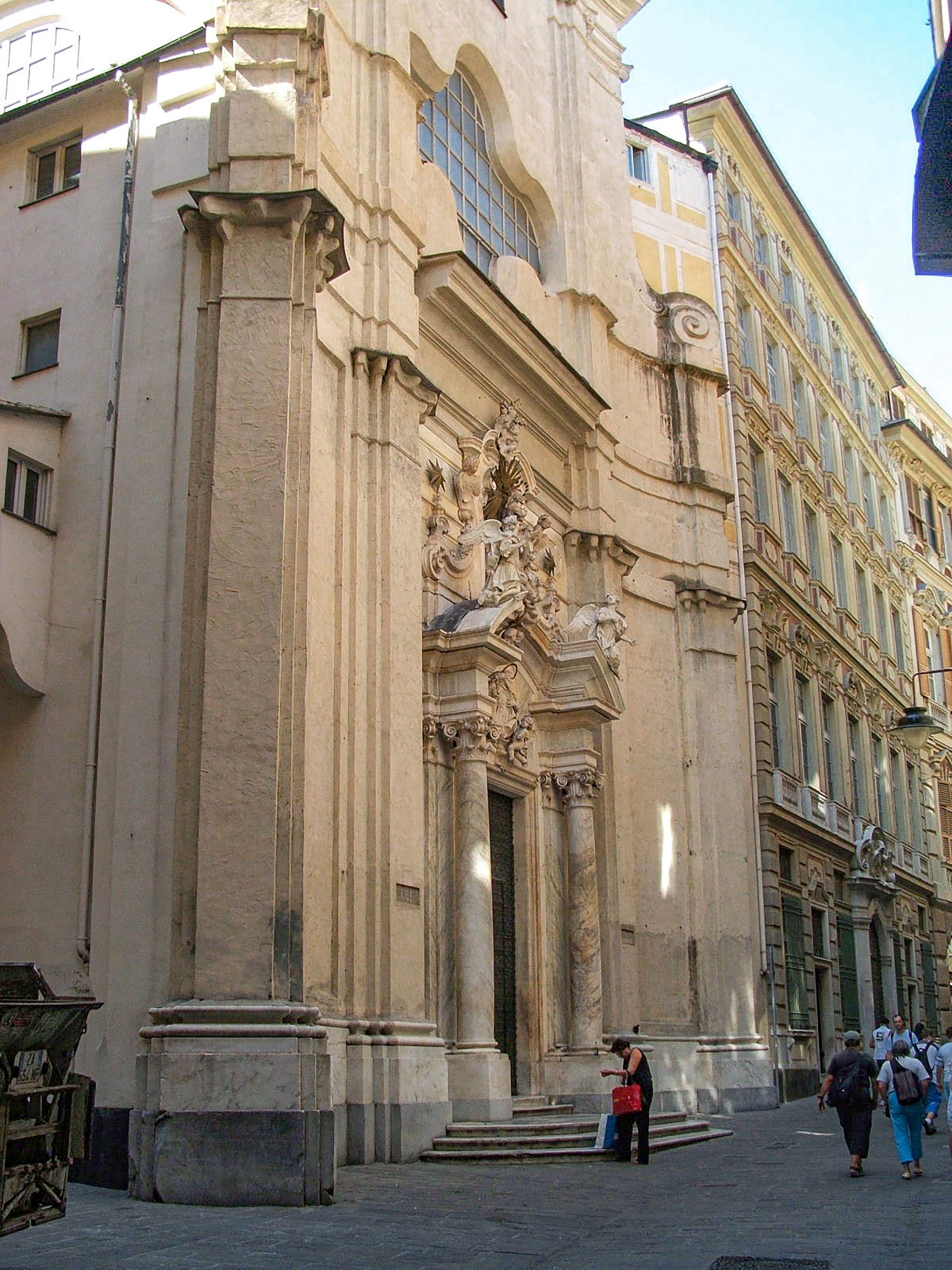
La chiesa di San Filippo Neri

La chiesa di san Filippo Neri, la più importante testimonianza di architettura tardo-barocca a Genova, si trova in via Lomellini, al limite orientale del quartiere, ed è officiata fin dalla sua fondazione dai Padri Filippini.
La costruzione della chiesa e dell'annesso convento, realizzata grazie ad un lascito del nobile genovese Camillo Pallavicini, padre filippino, deceduto a Palermo nel 1644, ebbe inizio nel 1674, ma fu definitivamente completata solo intorno alla metà del XVIII secolo, quando fu edificato anche l'adiacente oratorio.
Grazie a contributi pubblici e privati, la chiesa, consacrata nel 1721, si arricchì di preziose opere d'arte.
L'interno è formato da un'aula unica con un'alta volta a botte e quattro cappelle laterali.
L'oratorio di San Filippo, che sorge accanto alla chiesa fu costruito nel 1749. All'interno, a pianta ellittica, con decori ed arredi in stile rococò, si trova una statua dell'Immacolata realizzata da Pierre Puget; per la sua ottima acustica, è stato utilizzato fin dal XVIII secolo per concerti di musica sacra e da camera, attività che prosegue ancora ai nostri giorni.

##### Chiesa di San Marcellino
La chiesa di San Marcellino si trova in piazza San Marcellino, nei vicoli tra via del Campo e via Gramsci. Parrocchiale fino al 1936, è oggi officiata dai padri gesuiti legati all'Associazione San Marcellino.
Secondo la tradizione una prima chiesa con questo titolo sarebbe stata costruita (o ricostruita su una più antica) già nel VI secolo dal clero milanese rifugiato a Genova, ma è citata per la prima volta in un documento del 1023. Restaurata nel 1472 con il contributo del cardinale Giovanni Battista Cybo, il futuro papa Innocenzo VIII, che in questa chiesa era stato battezzato nel 1432, fu ricostruita nel XVII secolo; architettonicamente molto semplice, conserva all'interno modesti arredi ed opere d'arte ottocentesche.
Nel 1936 il suo titolo parrocchiale fu trasferito ad una nuova chiesa nel quartiere di San Teodoro. Nel 1945 il gesuita Paolo Lampedosa aprì nella chiesa l'associazione di assistenza “La Messa del Povero”, che nel 1988 prese il nome di “Associazione San Marcellino”.

##### Chiesa di San Nicolosio

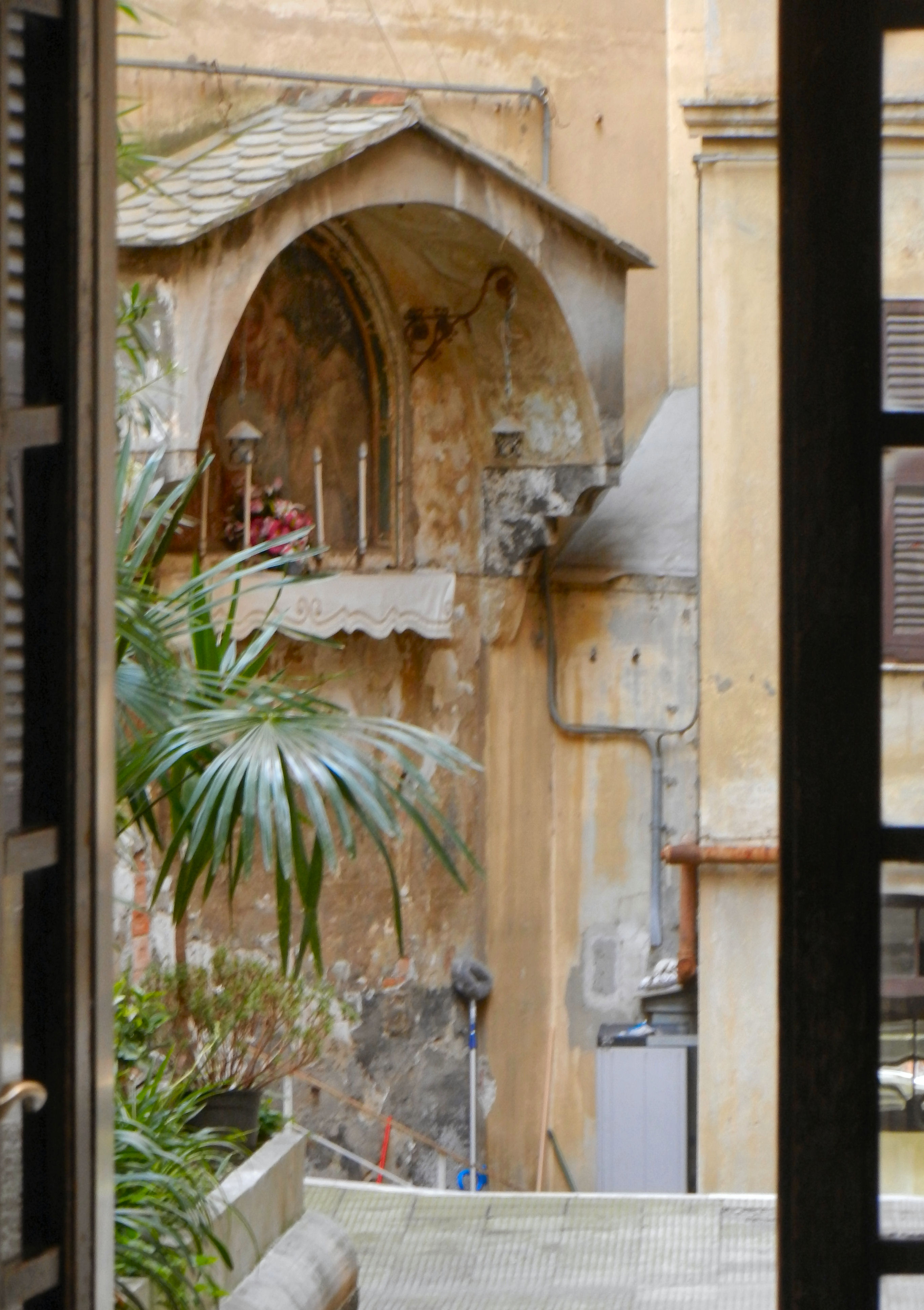
L’antico ingresso, oggi murato, della chiesa di San Nicolosio

Salendo da largo della Zecca lungo salita San Nicolosio, una mattonata che risale le pendici occidentali del colle di Castelletto, si giunge in breve all'antica chiesa intitolata a San Nicola di Bari, conosciuta come San Nicolosio.
La chiesa, che faceva parte dell'antico complesso monastico di San Nicolò di Vallechiara, è oggi inglobata in un moderno condominio: solo una grande croce e una serie di finestre semicircolari sul prospetto laterale (l'unico visibile dall'esterno) lasciano intendere che si tratta di un luogo di culto.
Il convento, costruito nel 1305 per le monache agostiniane, nel 1514 passò alle clarisse, che vi rimasero fino al forzato abbandono in seguito alle leggi del 1798. Il convento fu trasformato in abitazioni popolari, mentre la chiesa divenne, com'è ancora oggi, sede del Terz’ordine Secolare Francescano di San Nicolosio e officiata dalla Congregazione dell'Oratorio di San Filippo Neri.
Nella chiesa, di ambientazione barocca, aperta solo per le funzioni religiose festive, erano notevoli affreschi di Giovanni Carlone ma, come ricorda l'Alizeri furono malamente restaurati nell‘Ottocento, mentre sono scomparse la maggior parte delle opere d‘arte citate dal Ratti nel 1780, prima dell‘allontanamento delle monache. Sull‘altare maggiore, una tela, attribuita sempre dall'Alizeri a Giovanni Andrea De Ferrari, raffigurante Francesco, Chiara e Ludovico di Francia in adorazione della Trinità vi fu collocata nell‘Ottocento dai terziari francescani.
Nella chiesa è conservato anche un curioso cimelio storico: un calice d'argento dono della madre di Giuseppe Mazzini, Maria Drago, che negli ultimi anni della sua vita divenne terziaria francescana e morendo lasciò una cospicua somma in eredità alla chiesa di San Nicolosio.
Alla destra della porta della chiesa un'altra porta conduce in quello che era il chiostro del convento, oggi cortile di un grande condominio, su cui si affaccia l'antico ingresso principale della chiesa, murato ma ancora ben riconoscibile.

##### Chiesa e convento della Visitazione
Soprastante piazza Acquaverde e la stazione Principe sorge il convento di Santa Maria della Visitazione, l'unico fra i tanti che sorgevano nella zona ad essere ancora oggi sede di istituzioni della chiesa cattolica.

#### Chiese sconsacrate

##### Ex chiesa di Santa Fede
L'ex chiesa di Santa Fede è situata in via delle Fontane, di fronte alla Porta dei Vacca. È attualmente sede di uffici del Municipio I Centro Est.
Una prima chiesa, in stile romanico, era stata costruita probabilmente nell'XI secolo, ed è citata per la prima volta in un documento del 1142. La chiesa, che diede il nome alla porta cittadina oggi conosciuta come Porta dei Vacca, secondo varie fonti sarebbe appartenuta ai Cavalieri templari ma nel 1312, in concomitanza con la tragica soppressione di quell'ordine, passò ai Cavalieri gerosolimitani della vicina Commenda, che nel 1614 la cedettero ai Chierici regolari minori.
Nel 1673 fu completamente ricostruita in forme barocche su progetto di Giovan Battista Grigo e consacrata nel 1716. Chiuso il convento nel 1797 per i decreti di soppressione della Repubblica Ligure, passò al clero diocesano. Nel 1845 con il finanziamento di un benefattore fu costruito il campanile.
La chiesa fu chiusa al culto e sconsacrata nel 1926 ed il suo titolo parrocchiale trasferito alla nuova chiesa di Santa Fede in corso Sardegna, nel quartiere di San Fruttuoso, alla quale vennero trasferiti anche gli arredi e le opere d'arte.
L'edificio sconsacrato fu utilizzato per anni come deposito di vini, poi dal 1993 iniziarono i lavori di riqualificazione, durante i quali furono riportate alla luce le strutture della chiesa seicentesca e ritrovate alcune parti di quella medioevale, rese visibili attraverso una superficie vetrata. A conclusione dei restauri, alla fine del 2005, nella ex chiesa si sono insediati gli uffici del Municipio I Centro Est.

##### Ex chiesa di Santa Sabina
A pochi metri dalla chiesa di Santa Fede, dalla parte opposta di via delle Fontane, su una piccola piazza si affaccia un'altra chiesa sconsacrata, di antichissime origini, la chiesa di Santa Sabina, che oggi, profondamente rimaneggiata, ospita la filiale di una banca. Un primo edificio sacro, in origine dedicato ai Santi Vittore e Sabina (il titolo di S. Vittore fu abolito nel 1212), fu costruito intorno alla fine del VI secolo, ai margini del "burgus", sulla riva del rio Carbonara, nel luogo in cui sorgeva una necropoli paleocristiana ritrovata durante scavi effettuati negli anni cinquanta.
Questa prima chiesa fu quasi completamente distrutta dai saraceni nel 936 e come nota l'Alizeri, si trovava ancora in rovina nell‘anno 1008, quando ciò che ne restava fu affidato dal vescovo Giovanni II ai Benedettini della vicina abbazia di San Siro, che ricostruirono la chiesa in forme romaniche edificandovi accanto anche un convento. I lavori furono completati nel 1036. Nel 1155 le mura del Barbarossa racchiusero al loro interno anche la chiesa. Nel XIII secolo nel convento subentrarono le monache benedettine, che vi rimasero per circa due secoli, poi chiesa e monastero furono dati in commenda
Lavori di restauro eseguiti nella prima metà del XVI secolo modificarono completamente la struttura della chiesa, trasformandola secondo uno schema basilicale a tre navate, collegate da tre ampie arcate, con un profondo presbiterio. Dal 1839 fino alla morte (1868) fu priore e parroco della chiesa di Santa Sabina Giuseppe Frassinetti, fondatore dei Figli di Santa Maria Immacolata.
Con un decreto dell'arcivescovo Minoretti del 30 dicembre 1931 la parrocchia fu soppressa e la chiesa sconsacrata. Il titolo parrocchiale fu trasferito alla nuova chiesa di S. Sabina in via Donghi, nel quartiere di San Fruttuoso, alla quale vennero trasferiti anche gli arredi interni compresi altari, marmi ed opere d'arte.
Soppressa la parrocchia, nell'edificio fu sistemata una sala cinematografica, con pesanti modifiche alla struttura per renderlo idoneo a questa nuova funzione. Nel dopoguerra l'immobile fu acquistato dalla Banca Carige che vi aprì una delle sue filiali. Nei locali ristrutturati è stata messa in evidenza l'unica parte antica ancora ben conservata, la zona absidale in conci in pietra, al centro della quale è stata collocata una pala d'altare di Bernardo Strozzi raffigurante la Santissima Incarnazione, che non apparteneva però all'antica chiesa, ma proviene dal Conservatorio Interiano che l'ha concessa in comodato alla Banca Carige, ed era stata dipinta intorno al 1630 per la cappella dell‘istituto. Il muro esterno dell'abside è visibile da vico Croce Bianca, nell'area interna del Ghetto, mentre la facciata non è più visibile dalla piazza, perché ricoperta da una moderna struttura in vetro e cemento di forma parallelepipeda.

###### Oratorio della Morte ed Orazione

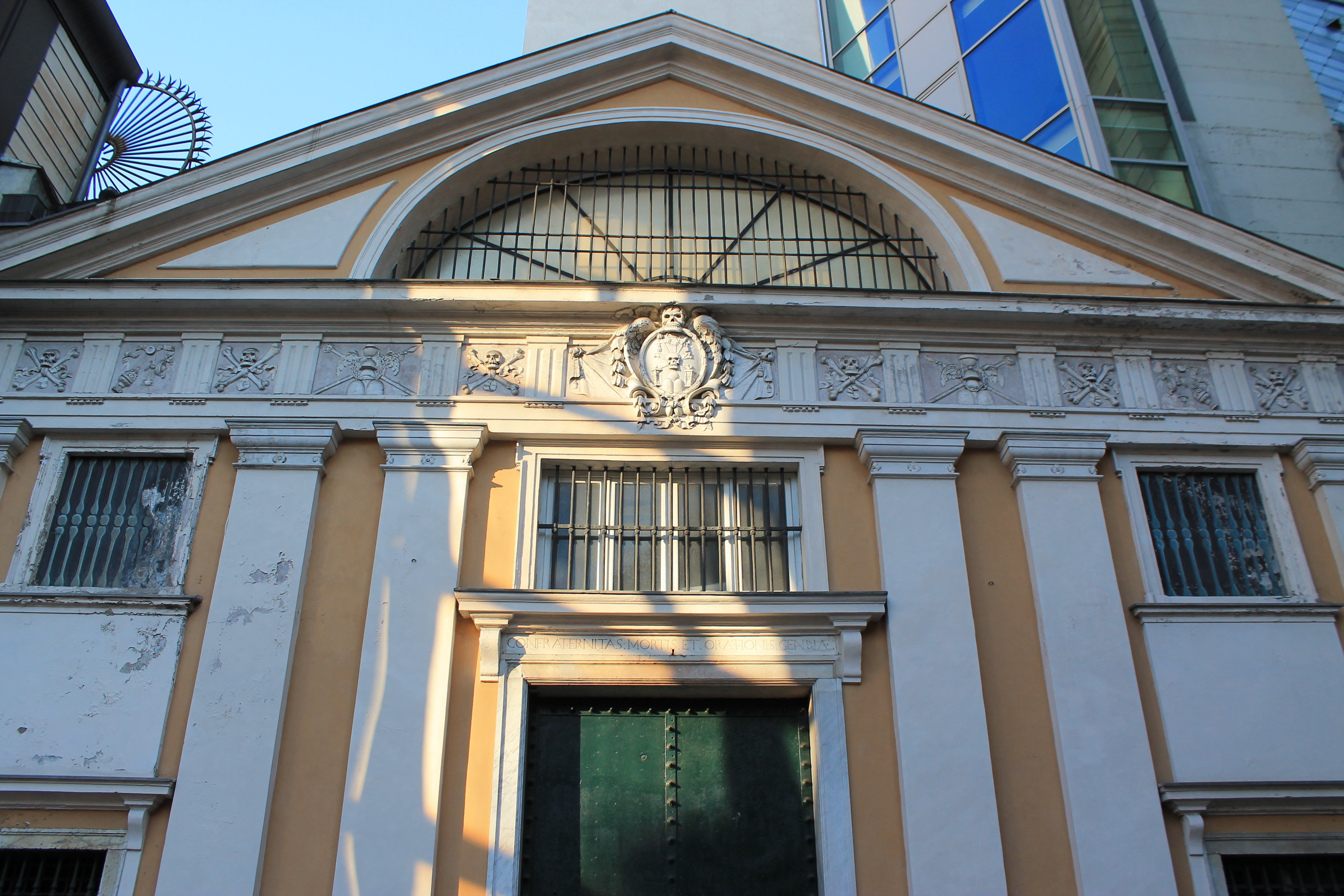
Oratorio della Morte ed Orazione

Accanto alla chiesa di S. Sabina nel 1646 fu costruito l'oratorio della confraternita della Morte ed Orazione, che assolveva al compito di dare sepoltura ai poveri e assistere i condannati a morte prima dell‘esecuzione. A ricordare l'ingrato compito dei confratelli restano i "decori" della facciata, raffiguranti teschi e tibie incrociate.
Durante la seconda guerra mondiale l'oratorio fu quasi completamente distrutto dai bombardamenti e ricostruito da Mario Labò, mantenendolo il più fedele possibile all'originale. Del ricco apparato di arredi originario conserva un pregevole altare marmoreo con balaustre opera degli Schiaffino e un dipinto raffigurante il Giudizio universale di Giovanni Carlone. Attualmente è utilizzato a scopi caritativi.

##### Chiesa di San Bartolomeo dell'Olivella

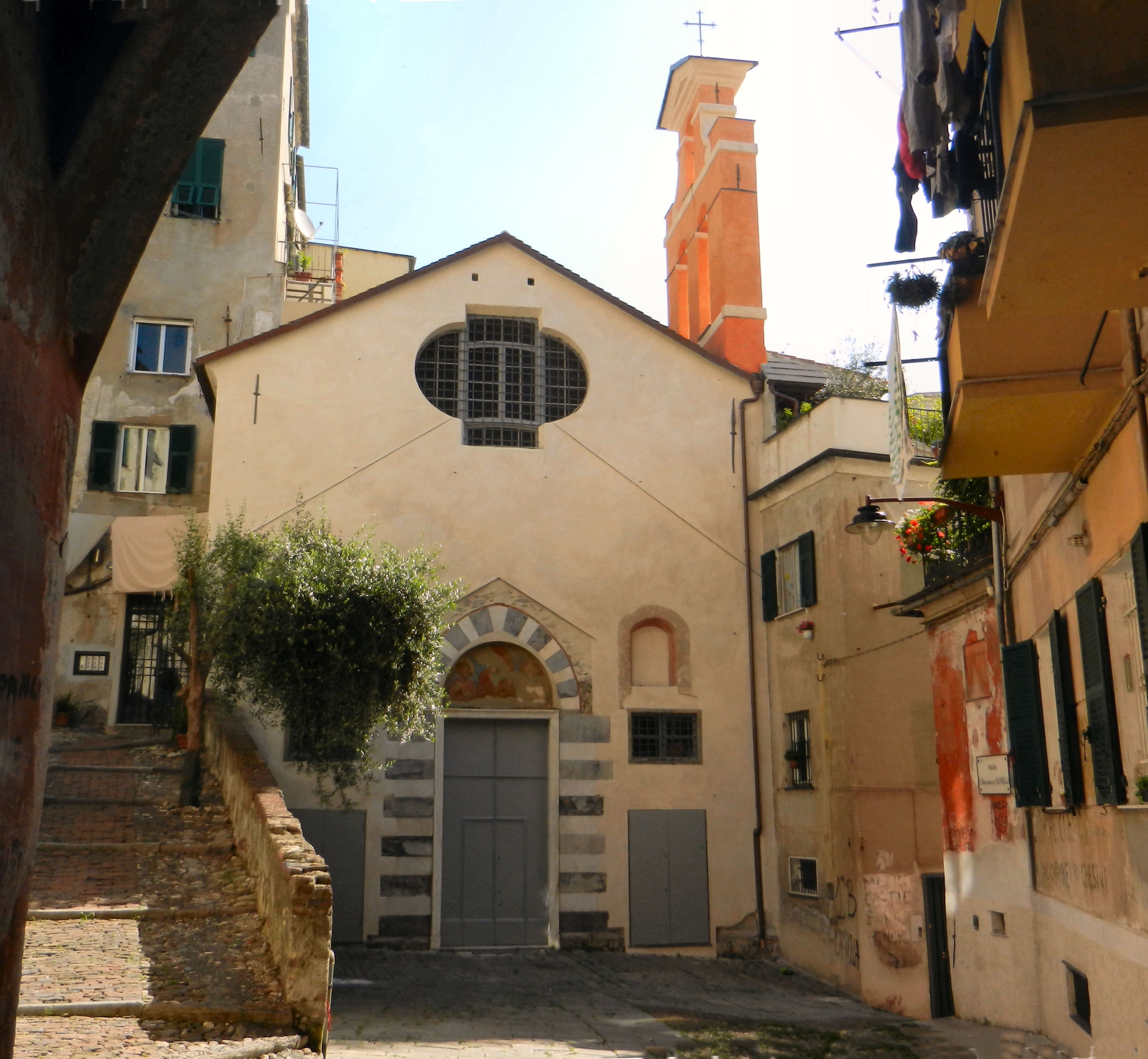
La chiesa di San Bartolomeo dell'Olivella

Nella parte più in alto del rione del Carmine, affacciata su una piazzetta tra salita S. Bartolomeo del Carmine e salita Carbonara, si trova la chiesetta medievale di San Bartolomeo dell'Olivella, costruita nel 1305 assieme all'annesso convento.
L'antico monastero era stato fondato per le monache cistercensi grazie ad un finanziamento del banchiere genovese Bonagiunta Valente. Il complesso dipendeva dall'abate dell'abbazia di Santa Maria alla Croce di Tiglieto, casa madre dei Cistercensi in Liguria. Nel 1514 le monache abbracciarono la regola di sant'Agostino, e nel 1520, restando sempre nell‘ambito dell‘ordine agostiniano, divennero canonichesse lateranensi.
Nel XVII secolo la chiesa era in precarie condizioni e fu restaurata intorno al 1640, trasformando l'originaria costruzione gotica in stile barocco. Sempre nel 1640 la chiesa fu consacrata dal vescovo di Savona Francesco Maria Spinola.
Nel convento visse suor Angela Veronica Ayroli (circa 1600-1670), discepola del Fiasella, una delle poche esponenti della pittura al femminile in quell'epoca.
Nel 1798 per le leggi di soppressione le monache abbandonarono il complesso: il convento fu venduto e trasformato in abitazioni popolari mentre la chiesa passò dapprima alla confraternita della Madonna del Carmine, alla quale subentrò più tardi la confraternita dei SS. Giacomo e Leonardo, costretta ad abbandonare il proprio oratorio per la costruzione della "carrettiera Carlo Alberto".
Nel 1920 la chiesa fu sconsacrata e negli anni cinquanta trasformata in un piccolo teatro. Per adattare l'ambiente a questa nuova funzione furono rimossi gli altari e il coro, realizzando un soppalco in cemento, ancora oggi esistente all'interno della chiesa, peraltro attualmente chiusa al pubblico. Il convento, a cui si accede da un piccolo portone accanto alla chiesa e comprendente anche un antico chiostro è ancora oggi utilizzato come abitazioni private e pertanto anch'esso non è visitabile.
La chiesa conserva tracce dell'originaria struttura gotica nella facciata e nel portale di accesso da salita S. Bartolomeo del Carmine, mentre quello verso salita Carbonara è di forme barocche.
L'interno, a navata unica, era riccamente affrescato da Giovanni Battista Carlone e dal figlio Giovanni Andrea. Al primo si deve la Gloria di San Bartolomeo nella volta del presbiterio, al secondo una serie di affreschi, tra cui la Gloria di Sant'Agostino con i quattro Evangelisti nella volta centrale e la Discesa dello Spirito Santo nella volta del coro, andato distrutto quando il locale fu trasformato in teatro.
Ai tre altari si trovavano un tempo altrettanti dipinti di Luca Cambiaso: il "Martirio di San Bartolomeo", che si trovava sull‘altare maggiore, e quelle dei due altari laterali, raffiguranti l'Assunzione della Vergine, e Sant'Agostino e altri Santi..

##### Abbazia di San Bernardo dell'Olivella
Dalla piazza del Carmine la breve salita San Bernardino conduce al monastero di San Bernardo dell'Olivella (detto anche S. Bernardino) che ospitava anticamente monache clarisse. Queste lo abbandonarono nel 1581, trasferendosi nel monastero di S. Leonardo (oggi adibito a caserma), nel quartiere di Carignano.
Il complesso fu acquistato per settemila lire da Bartolomeo Lomellini, che nel 1584 ottenne dal papa Gregorio XIII, per sé stesso e i suoi discendenti, il giuspatronato della chiesa, che divenuta così abbazia della famiglia Lomellini fu abbellita ed arricchita di opere d'arte di celebri artisti dell'epoca, tra i quali Luca Cambiaso e Bernardo Strozzi. 
Numerose altre opere sono citate dal Ratti nella sua "Instruzione di quanto può vedersi di più bello in Genova", ma già nell'Ottocento non erano più conservate nella chiesa.
Nel 1878 il complesso fu acquistato dal “Pio Istituto Negrone Durazzo”, fondato da Maria Brignole Sale De Ferrari, duchessa di Galliera, attuando quanto disposto nel suo testamento dalla zia materna, la marchesa Luisa Negrone Durazzo, che aveva messo a disposizione una cospicua somma destinata all'istituzione di una scuola primaria per i figli dei nobili ridotti in povertà. Qualche anno più tardi la scuola, affidata ai Fratelli delle scuole cristiane, fu aperta a tutti i ceti sociali. La chiesa divenne la cappella interna dell'istituto.
Il complesso subì gravi danni dai bombardamenti della seconda guerra mondiale, ma mentre la scuola fu ricostruita nell'immediato dopoguerra, la chiesa, priva del tetto, rimase per decenni abbandonata, con le strutture interne esposte alle intemperie, fino al recupero dei primi anni duemila.
La scuola, rimasta aperta fino al 1993, ebbe tra i suoi allievi il regista Pietro Germi, il comandante partigiano "Pedro" Ferreira, medaglia d’oro della resistenza e il Patriarca di Venezia Francesco Moraglia. Alcuni insegnanti ed ex allievi costituirono allora nei locali della scuola una cooperativa sociale, per gestire servizi sociali ed educativi rivolti a minori in difficoltà. Nel 1998 l'edificio fu gravemente danneggiato da una frana, ma l'attività continuò in locali adiacenti.
Il recupero della chiesa fu completato nel 2006, trasformandola in una sala attrezzata, capace di accogliere circa 100 persone, messa a disposizione del quartiere per iniziative sociali e culturali, ma conserva assai poco delle antiche decorazioni.

##### Ex chiesa dei Santi Gerolamo e Francesco Saverio

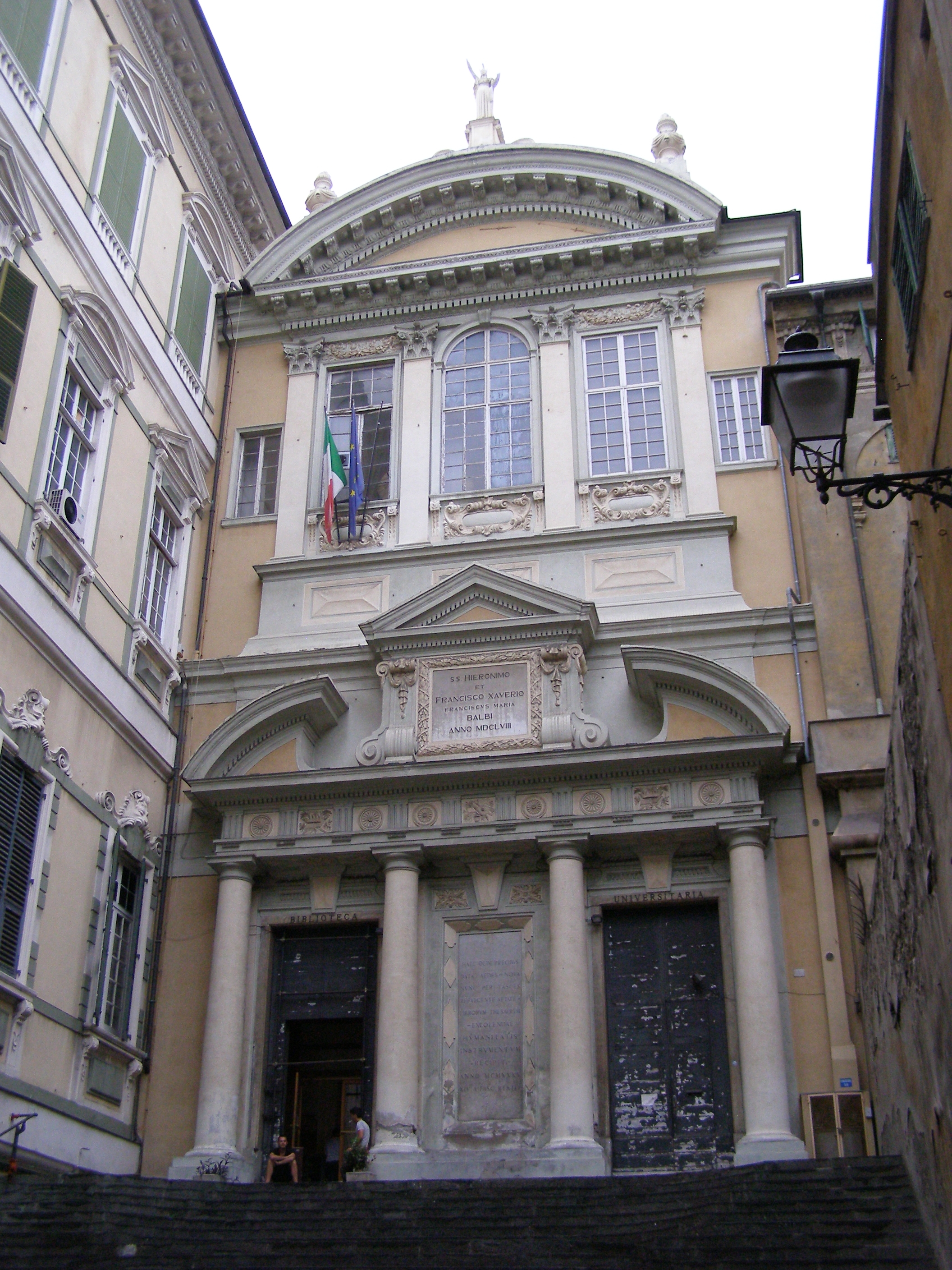
La facciata della ex chiesa dei Santi Gerolamo e Francesco Saverio

Come accennato, la ex chiesa dei Santi Gerolamo e Francesco Saverio, già chiesa del Collegio dei Gesuiti, ospita oggi una sezione della biblioteca universitaria.
Edificata tra il 1650 e il 1658 su disegno di Pietro Antonio Corradi, ha un'unica navata e quattro cappelle laterali.
Dopo l'allontanamento dei Gesuiti nel 1775, divenne dapprima la cappella dell'università e poi sede della biblioteca. L'unica zona accessibile al pubblico è quella del coro, affrescata da Domenico Piola e dal quadraturista bolognese Paolo Brozzi, mentre chi può accedere al salone di lettura ha la possibilità di osservare da vicino l'intero ciclo degli affreschi, celebrativi della Compagnia di Gesù e della famiglia Balbi, che fece realizzare l'intero complesso.

#### Edicole votive e immagini sacre

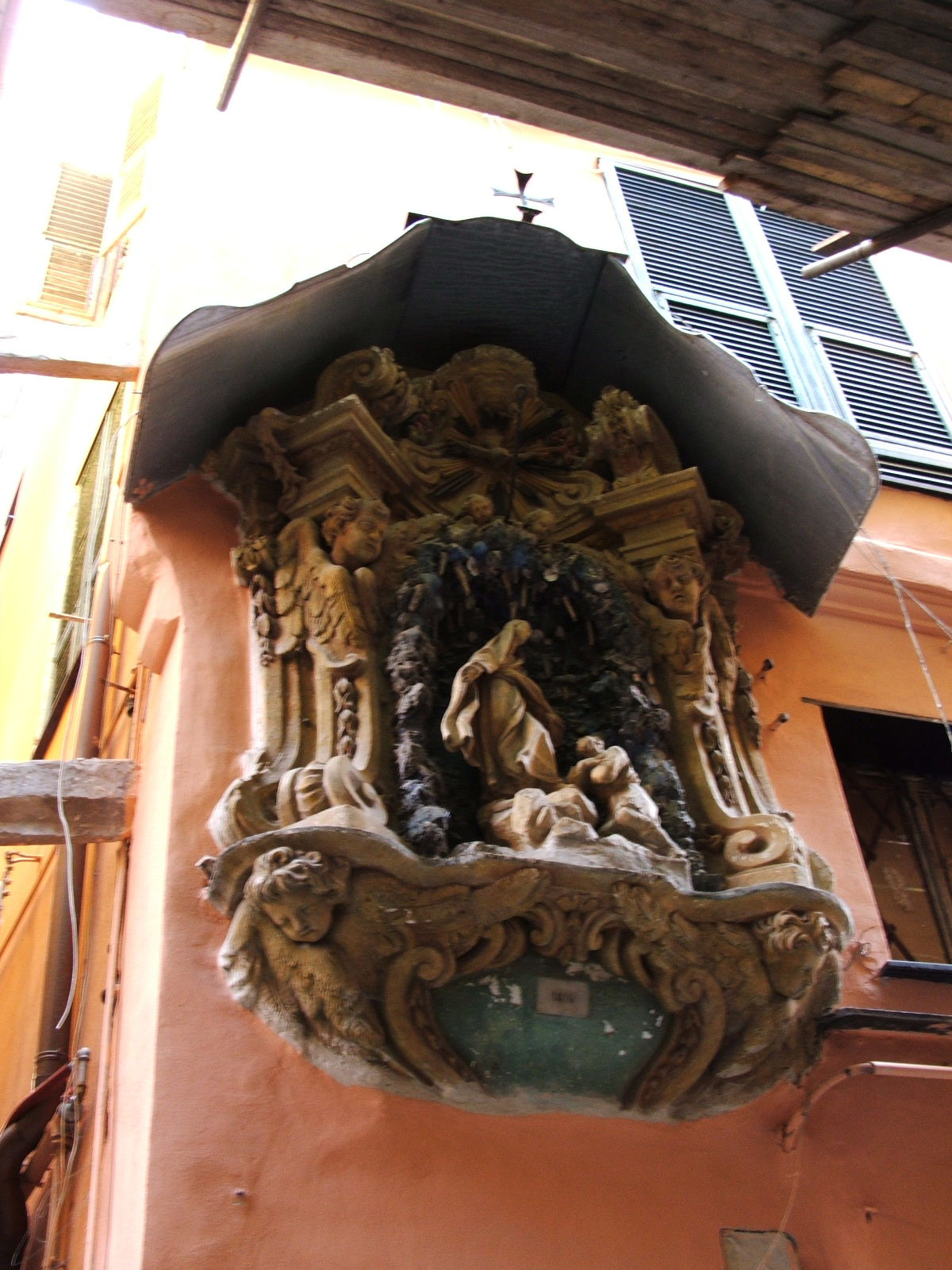
Edicola votiva in via Prè

Nei vicoli del centro storico sono numerose le edicole votive, in cui erano collocate statue della Madonna o di santi, segno di un'antica devozione, spesso abbinate ad una cassetta per le elemosine destinate a scopi caritatevoli, di cui talvolta restano i vani vuoti nelle facciate delle case. Oggi molte delle originali statuette sono state trasferite nel Museo di Sant'Agostino e sostituite da copie.

#### Luoghi di culto islamici
In attesa della costruzione di una vera e propria moschea a Genova, argomento dibattuto da anni e che tra prese di posizione favorevoli e contrarie non ha portato sino ad ora ad una decisione definitiva, i musulmani presenti in città dispongono di diversi piccoli luoghi di culto soprattutto nei vicoli del centro storico, ospitati in locali che erano un tempo negozi o magazzini. Tre di questi si trovano nella zona di Prè
, uno in piazza Durazzo, nei pressi di via Balbi, uno in via Prè
ed un altro in vico dei Fregoso, nell'area del Ghetto.

### Architetture militari

#### Mura di Genova
Il quartiere, esterno alle mura cittadine più antiche, fu parzialmente incluso entro le mura dette del Barbarossa (XII secolo), e poi inglobato completamente con la costruzione della cinta muraria trecentesca. Poco rimane oggi delle due cinte. L'unico elemento ancora ben conservato è la porta dei Vacca, nel cuore della zona più antica del quartiere.

##### Le mura del Barbarossa (XII secolo)
Le mura del Barbarossa, costruite tra il 1155 e il 1160, nel tratto che interessava il quartiere di Prè, scendevano dal colle di Castelletto, seguendo poi il tracciato degli attuali largo Zecca, via Bensa, piazza della Nunziata, via delle Fontane. Due erano le porte di accesso alla città in questo tratto, quella di Sant'Agnese, all'incrocio tra via Lomellini e via Bensa, e quella di Santa Fede, più conosciuta come Porta dei Vacca, dal nome della famiglia Vacca o Vacchero, che aveva delle proprietà nei pressi. La prima collegava il centro cittadino con le mulattiere dirette al Righi e quindi con la via per l'entroterra, l'Oltregiogo e la pianura padana; la seconda, monumentale accesso a via del Campo, si collocava sulla direttrice principale che attraversava la città da ponente a levante. All'angolo tra piazza della Nunziata e via della Fontane, dov'è oggi il palazzo Belimbau, sorgeva la torre di S. Sabina.
La costruzione di nuovi edifici e strade nei secoli successivi alla dismissione di queste mura ha portato alla loro completa scomparsa, ad eccezione della Porta dei Vacca.

###### Porta dei Vacca

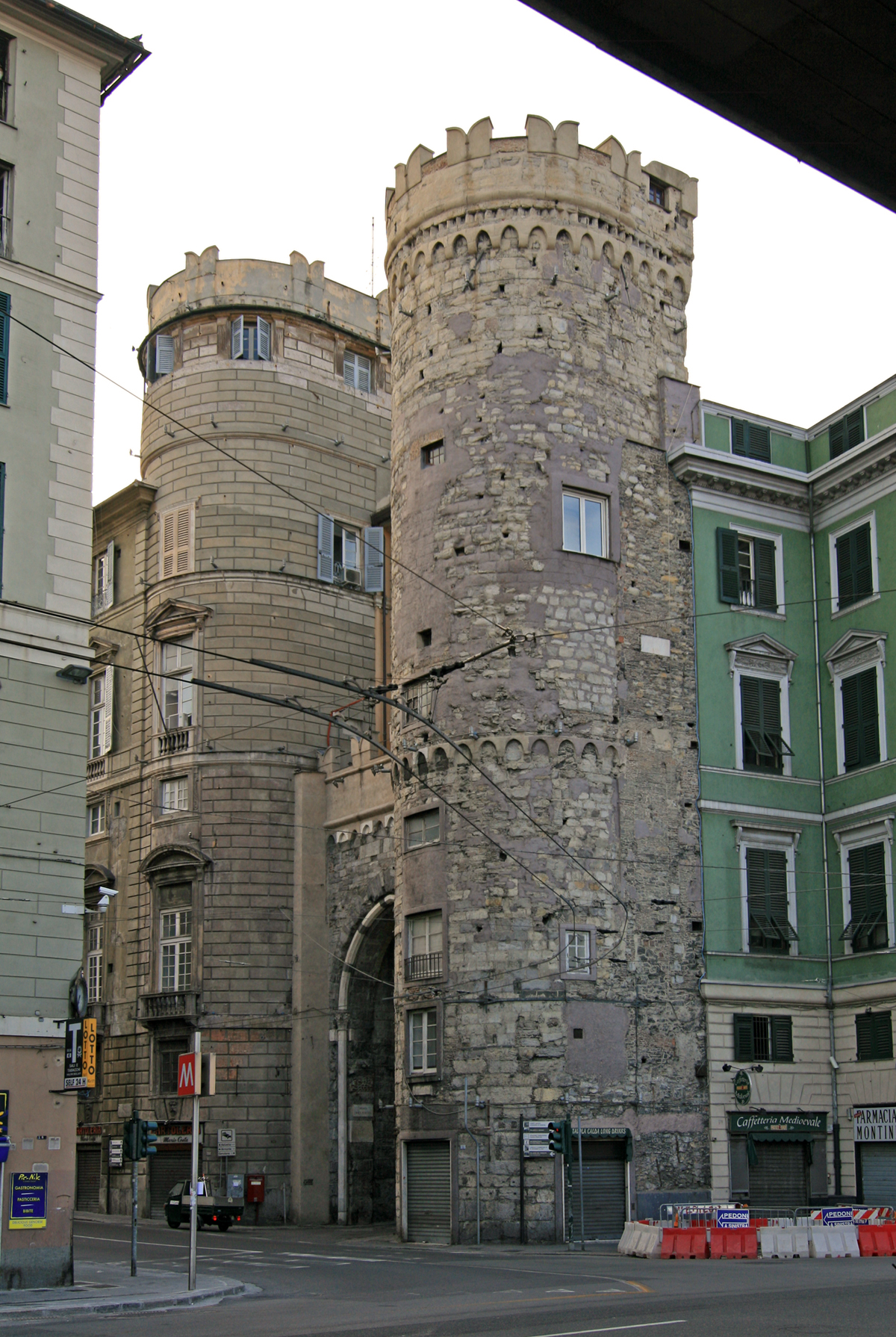
Porta dei Vacca

In origine chiamata Porta di San Fede, dal nome della vicina chiesa, fu a lungo utilizzata come prigione, tribunale ed anche sede di esecuzioni capitali. La porta, accesso da ponente a via del Campo, è sopravvissuta allo sviluppo urbanistico perché nel Seicento fu inglobata in due palazzi dei Rolli: la torre a monte al palazzo Marc'Aurelio Rebuffo e quella a mare al palazzo Lomellini-Serra. Nel 1782 le torri furono rivestite con lastre di pietra e vennero aperte anche delle finestre.
Dal punto di vista architettonico, come la più conosciuta Porta Soprana, è formata da due torri semicircolari, coronate da una merlatura ghibellina, che fiancheggiano verso l'esterno un arco a sesto acuto, mentre il lato interno presenta un protiro sostenuto da due ordini di colonne con capitelli a motivi zoomorfi e fitomorfi. Il cammino di ronda, come la sommità delle torri, è protetto da una merlatura ghibellina. Un lavoro di restauro e recupero effettuato negli anni sessanta ha liberato dalle sovrastrutture settecentesche la torre a mare e riportato alla luce l'originaria struttura a architettonica, evidenziando i conci di pietre squadrate e gli archetti pensili al di sotto della merlatura.

##### Le mura nel Cinquecento
Questa cinta muraria fu costruita tra il 1320 e il 1327 e rinnovata nel XVI secolo per adeguarla alle nuove tecniche di difesa, con il contributo di celebri architetti militari dell'epoca, quali Giovanni Maria Olgiati e Antonio da Sangallo. Distaccandosi dal bastione di Castelletto più a monte della precedente cerchia muraria, comprendeva una serie di bastioni a mezza costa, quelli di Montalto, Carbonara, Pietraminuta, Montegalletto, S. Giorgio e S. Michele. Tra i bastioni di Montalto e Carbonara si apriva la porta di Carbonara. Quest'ultima, inizialmente in cima all'omonima salita, fu chiusa intorno al 1660, nonostante le proteste degli abitanti di salita Carbonara e di salita S. Bartolomeo del Carmine, in occasione della costruzione dell'Albergo dei Poveri, aprendone una nuova, anch‘essa denominata "di Carbonara" o anche "dell‘Albergo", nei pressi della chiesa del Carmine, per consentire un accesso più diretto al costruendo istituto. Questa nuova porta scomparve nell'Ottocento per l'apertura di via Brignole De Ferrari; alcuni locali che ne facevano parte esistono ancora al di sotto del piano stradale di questa via.
Sull'area del bastione di Pietraminuta fu realizzato il giardino del collegio dei Gesuiti, oggi Orto botanico dell’Università, sul successivo di Montegalletto all'inizio del Novecento è stato edificato il Castello d'Albertis; sul bastione di S. Giorgio, oggi compreso nel quartiere di Oregina, sorge l'omonimo forte ottocentesco, sede dell'Istituto Idrografico della Marina, mentre quello di S. Michele fu demolito per la costruzione della stazione Principe. Le mura terminavano con la porta di S. Tommaso, la più occidentale della città, anch'essa demolita nell'Ottocento per l'apertura della nuova viabilità.
Delle mura tre-cinquecentesche resta qualche breve tratto in piazza Ferreira, nei pressi del convento della Visitazione; pochi resti della struttura muraria sono visibili nei pressi dell'accesso alla stazione della metropolitana di "Principe", nei pressi del luogo dove sorgeva la porta di S. Tommaso.

## Istruzione
Il quartiere ospita la storica sede dell'Università e due antichi istituti di istruzione secondaria superiore, il liceo classico Colombo e l'I.T.C. Vittorio Emanuele II-Ruffini.
- Università degli studi di Genova. L'università di Genova, che ha sede nello storico collegio dei Gesuiti di via Balbi, trae origine da varie istituzioni sorte a Genova fin dal XIV secolo, che nel 1569 vennero accorpate nelle scuole dei Gesuiti, trovando una prima sede presso la chiesa di San Girolamo Del Roso, nel luogo dove nel XVII secolo sarebbe stato edificato l'attuale palazzo del Rettorato. Nel 1773 l'università passò sotto il controllo del Senato della Repubblica di Genova. Nel 1777 fu costituito l'orto botanico sulla collina alle spalle del palazzo universitario. Durante i moti risorgimentali l'università visse un periodo di grande fervore politico e intellettuale e venne anche chiusa in alcuni periodi per motivi di ordine pubblico.
- Liceo classico Cristoforo Colombo. Fondato nel 1808 come Liceo Imperiale napoleonico e divenuto poi Collegio Reale sabaudo, nel 1892 fu intitolato al celebre navigatore. Si trova in via Dino Bellucci, nei pressi della chiesa della Nunziata. Ebbe allievi illustri, tra i quali Giuseppe Mazzini, il premio Nobel per la chimica Giulio Natta ed in epoca più recente il cantautore Fabrizio De André.[99]
- Istituto tecnico commerciale Vittorio Emanuele II-Ruffini. Fondato nel 1846, fu uno dei primi istituti politecnici del Regno di Sardegna. Nel 1865 è stato trasferito dall'originaria sede di salita San Matteo nel palazzo Rostan di largo Zecca. Nel tempo le varie sezioni hanno dato origine a distinti istituti (nautico S. Giorgio, liceo scientifico Cassini, istituto per geometri Buonarroti), sparsi in varie zone della città; l'istituto ha invece mantenuto la sezione tecnico commerciale ed in epoca recente, dopo aver incorporato l'I.T.C. "M. Tortelli" nel 1995, a seguito dell'unione con l'istituto professionale "J. Ruffini" dal 2001 ha assunto la denominazione "Vittorio Emanuele II - Ruffini".[100][101]

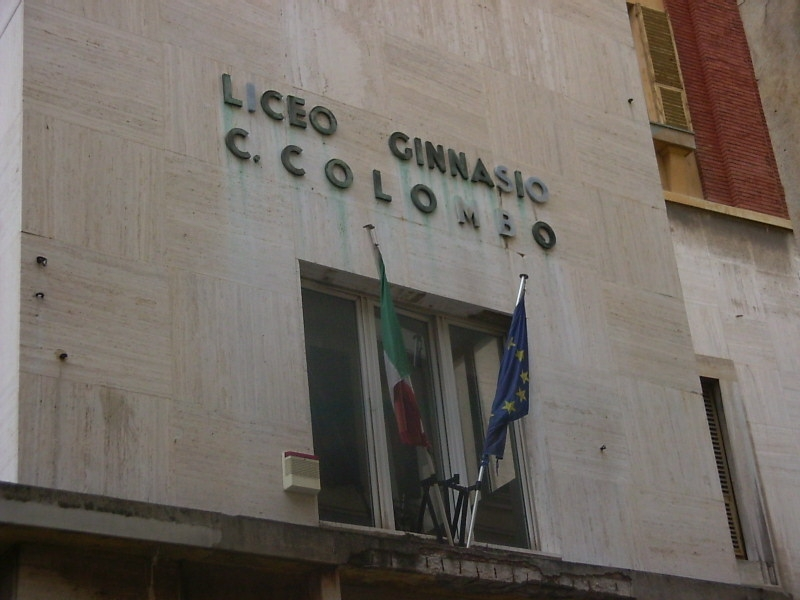
Ingresso del Liceo Colombo
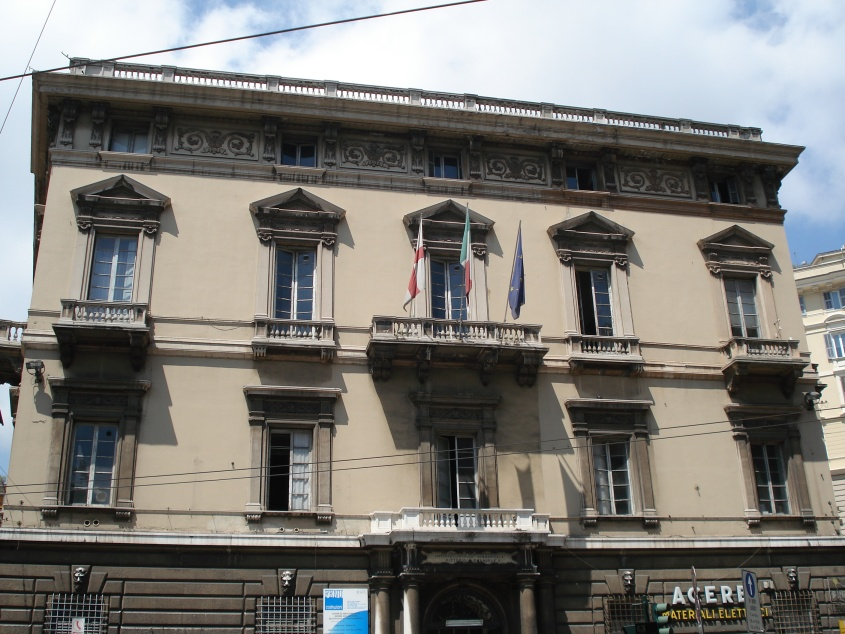
Palazzo Bartolomeo Lomellini, sede dell’istituto tecnico Vittorio Emanuele II-Ruffini

## Infrastrutture e trasporti

### Strade urbane

#### Viabilità antica
Il quartiere si è sviluppato lungo l'asse costituito da via del Campo e via Prè, parallelo alla ripa, con andamento da levante a ponente. Da questo asse viario avevano inizio le principali vie di internamento, dirette verso l'entroterra e il ponente. La prima di queste aveva inizio alla porta di S. Tommaso e raggiungeva Granarolo, passando quindi in val Polcevera, da dove risaliva al passo della Bocchetta. Un'altra raggiungeva la Crocetta d'Orero e la valle Scrivia attraverso il valico di Trensasco; uscita dalla porta di S. Agnese, ed in seguito di Carbonara, questa strada, ufficialmente chiamata Via del Sale, aveva inizio dalla darsena e lungo il percorso vico Croce Bianca, salita Carbonara e salita San Nicolò, raggiungeva la località Chiappe (oggi denominata Righi) e lungo le pendici del monte Diamante giungeva al valico di Trensasco, snodo viario tra la val Polcevera e la val Bisagno. Questa via, frequentatissima in epoca antica, come altre vie di internamento nell'area ligure, era controllata dalla famiglia Fieschi e per questo era chiamata anche "Via Fliscana dei Feudi Imperiali".
Poco sviluppate, almeno fino all'Ottocento, erano invece le strade dirette a levante e a ponente: solo con l'espansione urbana a levante e l'apertura di via Carlo Felice (ora via XXV Aprile) le "strade nuove" trovarono uno sbocco verso il nuovo centro cittadino e il levante. A ponente nella prima metà dell'Ottocento fu aperta la carrettiera Carlo Alberto, al servizio della zona portuale, ma solo verso la fine del secolo fu creata, con l'apertura di via Adua, via Buozzi e via Milano, un primo collegamento viario per il ponente.

#### Viabilità moderna
Il principale asse di scorrimento della moderna viabilità resta la via Gramsci, che rimane un importante asse viario per il collegamento tra il ponente e il centro della città; la via consente di raggiungere sia la Circonvallazione a mare, e quindi i quartieri di levante, attraverso piazza Caricamento, sia il centro cittadino lungo il percorso via delle Fontane, piazza della Nunziata, largo Zecca e la galleria Giuseppe Garibaldi, aperta negli anni trenta del Novecento.
Le aree collinari di Oregina e Castelletto sono raggiungibili da piazza Acquaverde (stazione Principe) o da piazza della Nunziata, attraverso via Polleri e via Brignole de Ferrari, che si collegano con la "circonvallazione a monte".

##### Strada sopraelevata
La strada a scorrimento veloce comunemente chiamata sopraelevata (intitolata allo statista Aldo Moro), progettata da Fabrizio de Miranda, fu inaugurata nel 1965; attraversa tutto il quartiere costeggiando la cinta portuale collegando il casello autostradale di Genova Ovest (nel quartiere di Sampierdarena) con il quartiere della Foce. Pur non essendovi svincoli nell'area di Prè, ha comunque una notevole importanza per il quartiere, in quanto la maggior parte del traffico in transito sulla direttrice ponente-levante non viene a gravare sulla viabilità locale. È spesso oggetto di dibattito l'impatto visivo di questa struttura che sovrasta via Gramsci.

### Autostrade
Il casello autostradale più vicino è quello di Genova-Ovest, nel quale convergono le tre autostrade che fanno capo a Genova: A7 (Genova – Milano), A10 (Genova – Ventimiglia) e A12 (Genova – Rosignano); si trova nel quartiere di Sampierdarena, a circa 5  km dal centro di Prè.

### Ferrovie
La stazione di Genova Principe si trova al margine occidentale del quartiere.

### Trasporti urbani
- Metropolitana. Il quartiere di Prè è servito dalle stazioni Principe[103] e Darsena[104] della metropolitana.
- Autobus. Il quartiere è attraversato da varie linee di autobus urbani che collegano il ponente cittadino con il centro della città e dalla linea filoviaria 20, che collega Sampierdarena alla Foce. Queste linee in direzione ponente-levante percorrono via Gramsci e via delle Fontane, in direzione opposta via Balbi. Diverse linee collegano il quartiere con le zone collinari, con capolinea in piazza Acquaverde, dinanzi alla stazione Principe oppure, provenendo dal centro della città, transitano da piazza della Nunziata.
- Ascensori pubblici. All'imbocco di via Balbi dal lato di piazza Acquaverde, su un piccolo slargo si affaccia l'ingresso all'ascensore pubblico di Montegalletto, che sale a corso Dogali, nei pressi del Castello d'Albertis. Costruito nel 1929, con i suoi 72 metri di dislivello è il più lungo tra gli ascensori pubblici genovesi. Nel 2004 è stato trasformato in un impianto traslatore-sollevatore, caratterizzato da un primo tratto in piano, prima di salire velocemente all'altura dove sorge il castello.[14]
- Funicolari. La storica funicolare Zecca-Righi, in funzione dal 1895, pur sviluppandosi per quasi tutto il suo percorso nel quartiere di Castelletto, ha la sua stazione a valle in largo della Zecca, nel quartiere di Prè.

### Aeroporti
- Aeroporto di Genova-Cristoforo Colombo - 11  km.

### Ospedali
- Ospedale Galliera - 2  km.
- Ospedale San Martino - 5  km.